# 2012
Portal Geschichte | Portal Biografien | Aktuelle Ereignisse | Jahreskalender | Tagesartikel

◄ |
20. Jahrhundert |
21. Jahrhundert

◄ |
1980er |
1990er |
2000er |
2010er
| 2020er | 2030er | 2040er

◄◄ |
◄ |
2008 |
2009 |
2010 |
2011 |
2012
| 2013 | 2014 | 2015 | 2016 | ► | ►►
 Jan.
| Feb.
| Mär.
| Apr.
| Mai
| Jun.
| Jul.
| Aug.
| Sep.
| Okt.
| Nov.
| Dez.
Staatsoberhäupter · Wahlen · Nekrolog  · Literaturjahr · Musikjahr · Filmjahr · Rundfunkjahr · Sportjahr
| Januar | Januar | Januar | Januar | Januar | Januar | Januar | Januar |
| Kw     | Mo     | Di     | Mi     | Do     | Fr     | Sa     | So     |
| ------ | ------ | ------ | ------ | ------ | ------ | ------ | ------ |
| 52     |        |        |        |        |        |        | 1      |
| 1      | 2      | 3      | 4      | 5      | 6      | 7      | 8      |
| 2      | 9      | 10     | 11     | 12     | 13     | 14     | 15     |
| 3      | 16     | 17     | 18     | 19     | 20     | 21     | 22     |
| 4      | 23     | 24     | 25     | 26     | 27     | 28     | 29     |
| 5      | 30     | 31     |        |        |        |        |        |

| Februar | Februar | Februar | Februar | Februar | Februar | Februar | Februar |
| Kw      | Mo      | Di      | Mi      | Do      | Fr      | Sa      | So      |
| ------- | ------- | ------- | ------- | ------- | ------- | ------- | ------- |
| 5       |         |         | 1       | 2       | 3       | 4       | 5       |
| 6       | 6       | 7       | 8       | 9       | 10      | 11      | 12      |
| 7       | 13      | 14      | 15      | 16      | 17      | 18      | 19      |
| 8       | 20      | 21      | 22      | 23      | 24      | 25      | 26      |
| 9       | 27      | 28      | 29      |         |         |         |         |

| März | März | März | März | März | März | März | März |
| Kw   | Mo   | Di   | Mi   | Do   | Fr   | Sa   | So   |
| ---- | ---- | ---- | ---- | ---- | ---- | ---- | ---- |
| 9    |      |      |      | 1    | 2    | 3    | 4    |
| 10   | 5    | 6    | 7    | 8    | 9    | 10   | 11   |
| 11   | 12   | 13   | 14   | 15   | 16   | 17   | 18   |
| 12   | 19   | 20   | 21   | 22   | 23   | 24   | 25   |
| 13   | 26   | 27   | 28   | 29   | 30   | 31   |      |

| April | April | April | April | April | April | April | April |
| Kw    | Mo    | Di    | Mi    | Do    | Fr    | Sa    | So    |
| ----- | ----- | ----- | ----- | ----- | ----- | ----- | ----- |
| 13    |       |       |       |       |       |       | 1     |
| 14    | 2     | 3     | 4     | 5     | 6     | 7     | 8     |
| 15    | 9     | 10    | 11    | 12    | 13    | 14    | 15    |
| 16    | 16    | 17    | 18    | 19    | 20    | 21    | 22    |
| 17    | 23    | 24    | 25    | 26    | 27    | 28    | 29    |
| 18    | 30    |       |       |       |       |       |       |

| Mai | Mai | Mai | Mai | Mai | Mai | Mai | Mai |
| Kw  | Mo  | Di  | Mi  | Do  | Fr  | Sa  | So  |
| --- | --- | --- | --- | --- | --- | --- | --- |
| 18  |     | 1   | 2   | 3   | 4   | 5   | 6   |
| 19  | 7   | 8   | 9   | 10  | 11  | 12  | 13  |
| 20  | 14  | 15  | 16  | 17  | 18  | 19  | 20  |
| 21  | 21  | 22  | 23  | 24  | 25  | 26  | 27  |
| 22  | 28  | 29  | 30  | 31  |     |     |     |

| Juni | Juni | Juni | Juni | Juni | Juni | Juni | Juni |
| Kw   | Mo   | Di   | Mi   | Do   | Fr   | Sa   | So   |
| ---- | ---- | ---- | ---- | ---- | ---- | ---- | ---- |
| 22   |      |      |      |      | 1    | 2    | 3    |
| 23   | 4    | 5    | 6    | 7    | 8    | 9    | 10   |
| 24   | 11   | 12   | 13   | 14   | 15   | 16   | 17   |
| 25   | 18   | 19   | 20   | 21   | 22   | 23   | 24   |
| 26   | 25   | 26   | 27   | 28   | 29   | 30   |      |

| Juli | Juli | Juli | Juli | Juli | Juli | Juli | Juli |
| Kw   | Mo   | Di   | Mi   | Do   | Fr   | Sa   | So   |
| ---- | ---- | ---- | ---- | ---- | ---- | ---- | ---- |
| 26   |      |      |      |      |      |      | 1    |
| 27   | 2    | 3    | 4    | 5    | 6    | 7    | 8    |
| 28   | 9    | 10   | 11   | 12   | 13   | 14   | 15   |
| 29   | 16   | 17   | 18   | 19   | 20   | 21   | 22   |
| 30   | 23   | 24   | 25   | 26   | 27   | 28   | 29   |
| 31   | 30   | 31   |      |      |      |      |      |

| August | August | August | August | August | August | August | August |
| Kw     | Mo     | Di     | Mi     | Do     | Fr     | Sa     | So     |
| ------ | ------ | ------ | ------ | ------ | ------ | ------ | ------ |
| 31     |        |        | 1      | 2      | 3      | 4      | 5      |
| 32     | 6      | 7      | 8      | 9      | 10     | 11     | 12     |
| 33     | 13     | 14     | 15     | 16     | 17     | 18     | 19     |
| 34     | 20     | 21     | 22     | 23     | 24     | 25     | 26     |
| 35     | 27     | 28     | 29     | 30     | 31     |        |        |

| September | September | September | September | September | September | September | September |
| Kw        | Mo        | Di        | Mi        | Do        | Fr        | Sa        | So        |
| --------- | --------- | --------- | --------- | --------- | --------- | --------- | --------- |
| 35        |           |           |           |           |           | 1         | 2         |
| 36        | 3         | 4         | 5         | 6         | 7         | 8         | 9         |
| 37        | 10        | 11        | 12        | 13        | 14        | 15        | 16        |
| 38        | 17        | 18        | 19        | 20        | 21        | 22        | 23        |
| 39        | 24        | 25        | 26        | 27        | 28        | 29        | 30        |

| Oktober | Oktober | Oktober | Oktober | Oktober | Oktober | Oktober | Oktober |
| Kw      | Mo      | Di      | Mi      | Do      | Fr      | Sa      | So      |
| ------- | ------- | ------- | ------- | ------- | ------- | ------- | ------- |
| 40      | 1       | 2       | 3       | 4       | 5       | 6       | 7       |
| 41      | 8       | 9       | 10      | 11      | 12      | 13      | 14      |
| 42      | 15      | 16      | 17      | 18      | 19      | 20      | 21      |
| 43      | 22      | 23      | 24      | 25      | 26      | 27      | 28      |
| 44      | 29      | 30      | 31      |         |         |         |         |

| November | November | November | November | November | November | November | November |
| Kw       | Mo       | Di       | Mi       | Do       | Fr       | Sa       | So       |
| -------- | -------- | -------- | -------- | -------- | -------- | -------- | -------- |
| 44       |          |          |          | 1        | 2        | 3        | 4        |
| 45       | 5        | 6        | 7        | 8        | 9        | 10       | 11       |
| 46       | 12       | 13       | 14       | 15       | 16       | 17       | 18       |
| 47       | 19       | 20       | 21       | 22       | 23       | 24       | 25       |
| 48       | 26       | 27       | 28       | 29       | 30       |          |          |

| Dezember | Dezember | Dezember | Dezember | Dezember | Dezember | Dezember | Dezember |
| Kw       | Mo       | Di       | Mi       | Do       | Fr       | Sa       | So       |
| -------- | -------- | -------- | -------- | -------- | -------- | -------- | -------- |
| 48       |          |          |          |          |          | 1        | 2        |
| 49       | 3        | 4        | 5        | 6        | 7        | 8        | 9        |
| 50       | 10       | 11       | 12       | 13       | 14       | 15       | 16       |
| 51       | 17       | 18       | 19       | 20       | 21       | 22       | 23       |
| 52       | 24       | 25       | 26       | 27       | 28       | 29       | 30       |
| 1        | 31       |          |          |          |          |          |          |

| Januar | Januar | Januar | Januar | Januar | Januar | Januar | Januar |
| Kw     | Mo     | Di     | Mi     | Do     | Fr     | Sa     | So     |
| ------ | ------ | ------ | ------ | ------ | ------ | ------ | ------ |
| 52     |        |        |        |        |        |        | 1      |
| 1      | 2      | 3      | 4      | 5      | 6      | 7      | 8      |
| 2      | 9      | 10     | 11     | 12     | 13     | 14     | 15     |
| 3      | 16     | 17     | 18     | 19     | 20     | 21     | 22     |
| 4      | 23     | 24     | 25     | 26     | 27     | 28     | 29     |
| 5      | 30     | 31     |        |        |        |        |        |

| Februar | Februar | Februar | Februar | Februar | Februar | Februar | Februar |
| Kw      | Mo      | Di      | Mi      | Do      | Fr      | Sa      | So      |
| ------- | ------- | ------- | ------- | ------- | ------- | ------- | ------- |
| 5       |         |         | 1       | 2       | 3       | 4       | 5       |
| 6       | 6       | 7       | 8       | 9       | 10      | 11      | 12      |
| 7       | 13      | 14      | 15      | 16      | 17      | 18      | 19      |
| 8       | 20      | 21      | 22      | 23      | 24      | 25      | 26      |
| 9       | 27      | 28      | 29      |         |         |         |         |

| März | März | März | März | März | März | März | März |
| Kw   | Mo   | Di   | Mi   | Do   | Fr   | Sa   | So   |
| ---- | ---- | ---- | ---- | ---- | ---- | ---- | ---- |
| 9    |      |      |      | 1    | 2    | 3    | 4    |
| 10   | 5    | 6    | 7    | 8    | 9    | 10   | 11   |
| 11   | 12   | 13   | 14   | 15   | 16   | 17   | 18   |
| 12   | 19   | 20   | 21   | 22   | 23   | 24   | 25   |
| 13   | 26   | 27   | 28   | 29   | 30   | 31   |      |

| April | April | April | April | April | April | April | April |
| Kw    | Mo    | Di    | Mi    | Do    | Fr    | Sa    | So    |
| ----- | ----- | ----- | ----- | ----- | ----- | ----- | ----- |
| 13    |       |       |       |       |       |       | 1     |
| 14    | 2     | 3     | 4     | 5     | 6     | 7     | 8     |
| 15    | 9     | 10    | 11    | 12    | 13    | 14    | 15    |
| 16    | 16    | 17    | 18    | 19    | 20    | 21    | 22    |
| 17    | 23    | 24    | 25    | 26    | 27    | 28    | 29    |
| 18    | 30    |       |       |       |       |       |       |

| Mai | Mai | Mai | Mai | Mai | Mai | Mai | Mai |
| Kw  | Mo  | Di  | Mi  | Do  | Fr  | Sa  | So  |
| --- | --- | --- | --- | --- | --- | --- | --- |
| 18  |     | 1   | 2   | 3   | 4   | 5   | 6   |
| 19  | 7   | 8   | 9   | 10  | 11  | 12  | 13  |
| 20  | 14  | 15  | 16  | 17  | 18  | 19  | 20  |
| 21  | 21  | 22  | 23  | 24  | 25  | 26  | 27  |
| 22  | 28  | 29  | 30  | 31  |     |     |     |

| Juni | Juni | Juni | Juni | Juni | Juni | Juni | Juni |
| Kw   | Mo   | Di   | Mi   | Do   | Fr   | Sa   | So   |
| ---- | ---- | ---- | ---- | ---- | ---- | ---- | ---- |
| 22   |      |      |      |      | 1    | 2    | 3    |
| 23   | 4    | 5    | 6    | 7    | 8    | 9    | 10   |
| 24   | 11   | 12   | 13   | 14   | 15   | 16   | 17   |
| 25   | 18   | 19   | 20   | 21   | 22   | 23   | 24   |
| 26   | 25   | 26   | 27   | 28   | 29   | 30   |      |

| Juli | Juli | Juli | Juli | Juli | Juli | Juli | Juli |
| Kw   | Mo   | Di   | Mi   | Do   | Fr   | Sa   | So   |
| ---- | ---- | ---- | ---- | ---- | ---- | ---- | ---- |
| 26   |      |      |      |      |      |      | 1    |
| 27   | 2    | 3    | 4    | 5    | 6    | 7    | 8    |
| 28   | 9    | 10   | 11   | 12   | 13   | 14   | 15   |
| 29   | 16   | 17   | 18   | 19   | 20   | 21   | 22   |
| 30   | 23   | 24   | 25   | 26   | 27   | 28   | 29   |
| 31   | 30   | 31   |      |      |      |      |      |

| August | August | August | August | August | August | August | August |
| Kw     | Mo     | Di     | Mi     | Do     | Fr     | Sa     | So     |
| ------ | ------ | ------ | ------ | ------ | ------ | ------ | ------ |
| 31     |        |        | 1      | 2      | 3      | 4      | 5      |
| 32     | 6      | 7      | 8      | 9      | 10     | 11     | 12     |
| 33     | 13     | 14     | 15     | 16     | 17     | 18     | 19     |
| 34     | 20     | 21     | 22     | 23     | 24     | 25     | 26     |
| 35     | 27     | 28     | 29     | 30     | 31     |        |        |

| September | September | September | September | September | September | September | September |
| Kw        | Mo        | Di        | Mi        | Do        | Fr        | Sa        | So        |
| --------- | --------- | --------- | --------- | --------- | --------- | --------- | --------- |
| 35        |           |           |           |           |           | 1         | 2         |
| 36        | 3         | 4         | 5         | 6         | 7         | 8         | 9         |
| 37        | 10        | 11        | 12        | 13        | 14        | 15        | 16        |
| 38        | 17        | 18        | 19        | 20        | 21        | 22        | 23        |
| 39        | 24        | 25        | 26        | 27        | 28        | 29        | 30        |

| Oktober | Oktober | Oktober | Oktober | Oktober | Oktober | Oktober | Oktober |
| Kw      | Mo      | Di      | Mi      | Do      | Fr      | Sa      | So      |
| ------- | ------- | ------- | ------- | ------- | ------- | ------- | ------- |
| 40      | 1       | 2       | 3       | 4       | 5       | 6       | 7       |
| 41      | 8       | 9       | 10      | 11      | 12      | 13      | 14      |
| 42      | 15      | 16      | 17      | 18      | 19      | 20      | 21      |
| 43      | 22      | 23      | 24      | 25      | 26      | 27      | 28      |
| 44      | 29      | 30      | 31      |         |         |         |         |

| November | November | November | November | November | November | November | November |
| Kw       | Mo       | Di       | Mi       | Do       | Fr       | Sa       | So       |
| -------- | -------- | -------- | -------- | -------- | -------- | -------- | -------- |
| 44       |          |          |          | 1        | 2        | 3        | 4        |
| 45       | 5        | 6        | 7        | 8        | 9        | 10       | 11       |
| 46       | 12       | 13       | 14       | 15       | 16       | 17       | 18       |
| 47       | 19       | 20       | 21       | 22       | 23       | 24       | 25       |
| 48       | 26       | 27       | 28       | 29       | 30       |          |          |

| Dezember | Dezember | Dezember | Dezember | Dezember | Dezember | Dezember | Dezember |
| Kw       | Mo       | Di       | Mi       | Do       | Fr       | Sa       | So       |
| -------- | -------- | -------- | -------- | -------- | -------- | -------- | -------- |
| 48       |          |          |          |          |          | 1        | 2        |
| 49       | 3        | 4        | 5        | 6        | 7        | 8        | 9        |
| 50       | 10       | 11       | 12       | 13       | 14       | 15       | 16       |
| 51       | 17       | 18       | 19       | 20       | 21       | 22       | 23       |
| 52       | 24       | 25       | 26       | 27       | 28       | 29       | 30       |
| 1        | 31       |          |          |          |          |          |          |

Das Jahr 2012 war wie das Vorjahr geprägt vom Arabischen Frühling. In Syrien ging der Bürgerkrieg das ganze Jahr weiter; in Ägypten wurde in einem Referendum unter anhaltenden Protesten eine islamisch geprägte Verfassung angenommen.
In Europa (speziell im Euroraum) war das Jahr besonders von der Eurokrise geprägt. Besonders in den von der Krise stark getroffenen Ländern Griechenland, Spanien und Italien kam es zu Protesten gegen die Krisenpolitik der Europäischen Union und gegen die Politik der eigenen Regierungen.
In Deutschland kam es nach der Aufdeckung der Anschläge der rechtsextremen Terrorgruppe NSU und nach der Aufdeckung verschiedener Ermittlungspannen zu grundsätzlichen Diskussionen über die Arbeit des Verfassungsschutzes; die Forderung eines neuen Verbotsverfahrens gegen die Nationaldemokratische Partei Deutschlands wurde laut. Am 14. Dezember 2012 beschloss der Bundesrat mit großer Mehrheit, erneut ein Verbot der NPD beim Bundesverfassungsgericht zu beantragen. Die Richter wiesen den Antrag im Januar 2017 ab.

## Ereignisse

### Politik und Weltgeschehen

#### Weltpolitik
- 01. Januar bis 30. Juni: Dänemark übernimmt den Vorsitz im Rat der Europäischen Union.
- 01. Januar: 10. Jahrestag der Einführung des Zahlungsmittels Euro in zwölf Staaten der Europäischen Union
- 01. Januar: Eveline Widmer-Schlumpf übernimmt das Amt der Schweizer Bundespräsidentin.
- 14. Januar: Wahlen zum Legislativ-Yuan und Präsidentenwahl in der Republik China
- 15. Januar: Parlamentswahlen in Kasachstan
- 22. Januar: Präsidentschaftswahl in Finnland
- 24.–29. Januar: Weltsozialforum in Porto Alegre[1]
- 25.–29. Januar: Weltwirtschaftsforum in Davos[2]
- 31. Januar bis 2. Februar: International Urban Operations Conference in Berlin[3]
- 02. – 5. Februar: Münchner Sicherheitskonferenz[4]
- 07. Februar: 20. Jahrestag der Unterzeichnung des Maastricht-Vertrages zur Europäischen Union
- 11. Februar: Ägypten: 1. Jahrestag des Rücktritts von Husni Mubarak
- 12. Februar: Präsidentschaftswahlen in Turkmenistan
- 14. Februar und 15. Februar: 15th European Police Congress in Berlin[5] (Veranstalter Behörden Spiegel, Kritiker[6])
- 21. Februar: Präsidentschaftswahlen im Jemen
- 26. Februar: Präsidentschaftswahlen im Senegal
- 26. Februar: Referendum über eine neue syrische Verfassung
- 2. März: Parlamentswahlen im Iran
- 04. März: Präsidentschaftswahlen in Russland
- 10. März: Parlamentswahl in der Slowakei
- 21. März: Putsch in Mali 2012
- 26./27. März: Nuclear Security Summit in Seoul/Südkorea (Internationale Konferenz der Staats- und Regierungschef zu Sicherheitsmaßnahmen im Umgang mit radioaktivem Material)[7]
- 01. April: 25. Jahrestag der Einführung maschinenlesbarer Personalausweise in der Bundesrepublik Deutschland
- 11. April: Parlamentswahl in Südkorea
- 14./15. April: Sechster Amerika-Gipfel in Cartagena, Kolumbien
- 22. April: Französische Präsidentschaftswahl 2012
- 25. April: Charles Taylor wird vom UN-Sondertribunal in mehreren Fällen der Unterstützung und Beihilfe zu Kriegsverbrechen und Verbrechen gegen die Menschlichkeit während des Bürgerkriegs in Sierra Leone zu 50 Jahren Haft verurteilt.
- 06. Mai: Parlamentswahl in Griechenland
- 06. Mai: Präsidentschaftswahl und Parlamentswahl in Serbien
- 08. Mai: Berlin Jahreskonferenz 2012 des Nah- und Mittelost-Vereins (NUMOV)[8][9]
- 10. Mai: Parlamentswahl in Algerien
- 15. – 22. Mai: Gipfeltreffen der Gruppe der Acht (G8) in Camp David/USA
- 21./22. Mai: Gipfeltreffen der NATO in Chicago/USA, zugleich NATO Afghanistan-Konferenz
- 02. – 5. Juni: Hauptfeiern zum 60. Thronjubiläum von Königin Elisabeth II. im Vereinigten Königreich
- 10. und 17. Juni: Französische Parlamentswahlen 2012
- 18./19. Juni: Gipfeltreffen der Gruppe der zwanzig wichtigsten Industrie- und Schwellenländer (G-20) in Los Cabos/Mexiko

Logo der UN-Konferenz über nachhaltige Entwicklung in Rio de Janeiro

- 20. – 22. Juni: Konferenz der Vereinten Nationen über nachhaltige Entwicklung (UNCSD) in Rio de Janeiro/Brasilien
- 30. Juni: Mohammed Mursi wird als Präsident Ägyptens vereidigt. Seine Präsidentschaft endet fast genau 1 Jahr später durch einen Militärputsch.
- 30. Juni: Präsidentschaftswahlen in Island
- 01. Juli: Präsidentschaftswahlen in Mexiko
- 01. Juli bis 31. Dezember: Zypern hat die EU-Ratspräsidentschaft inne.
- 03. Juli: 50. Jahrestag der Unabhängigkeit Algeriens
- 19. Juli: Präsidentschaftswahl in Indien
- 06. August: 50. Jahrestag der Unabhängigkeit Jamaikas
- 016. August: Südafrikanischer Bergarbeiterstreik 2012 in Südafrika
- 12. September: Parlamentswahl in den Niederlanden
- 07. Oktober: Präsidentschaftswahlen in Venezuela: Der sozialistische Amtsinhaber Hugo Chávez wird für eine weitere Amtszeit wiedergewählt.
- 08. Oktober: Präsidentschaftswahlen in Slowenien
- 08. Oktober: Gemeinderats- und Provinzratswahlen in Belgien 2012
- 14. Oktober: Parlamentswahl in Montenegro
- 16. Oktober: APEC/Russland-Gipfeltreffen in Wladiwostok
- 28. Oktober: Parlamentswahl in der Ukraine
- 06. November: Präsidentschaftswahlen in den USA 2012: Der demokratische Amtsinhaber Barack Obama besiegt seinen republikanischen Herausforderer Mitt Romney.
- 14. November: Im Gazastreifen beginnt eine Militäroperation der israelischen Streitkräfte.
- 21. November: Die Mongolei wird 57. Teilnehmerstaat der Organisation für Sicherheit und Zusammenarbeit in Europa
- 9. Dezember: Parlamentswahl in Rumänien
- 19. Dezember: Präsidentschaftswahl in Südkorea

#### Politik in Deutschland

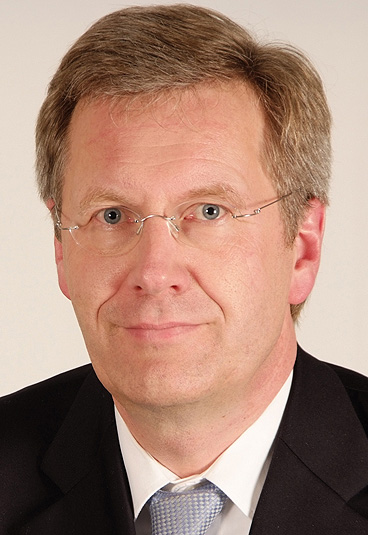
Christian Wulff

- 17. Februar: Der deutsche Bundespräsident Christian Wulff tritt vom Amt des Bundespräsidenten zurück. Im Vorfeld geriet er wegen einer Kredit- und Medienaffäre in die Kritik.
- 23. Februar: Berlin Gedenkveranstaltung für die Opfer rechtsextremistischer Gewalt[10]
- 11. März: Frankfurt am Main, Wahl zum Oberbürgermeister[11]
- 13./14. März: Düsseldorf, „Nationale Armutskonferenz“[12]
- 18. März: Wahl von Joachim Gauck zum 11. Bundespräsidenten der Bundesrepublik Deutschland
- 25. März: Vorgezogene Landtagswahlen im Saarland
- 06. Mai: Vorgezogene Landtagswahlen in Schleswig-Holstein
- 11. – 13. Mai: München Investitur des Ritterorden vom Heiligen Grab zu Jerusalem[13]
- 13. Mai: Vorgezogene Landtagswahlen in Nordrhein-Westfalen
- 22. Mai: Peter Altmaier wird als Nachfolger von Norbert Röttgen zum Bundesumweltminister ernannt.

### Kultur und Gesellschaft
- Durch massive Proteste gegen Gesetzesentwürfe und Abkommen wie den Stop Online Piracy Act (SOPA), den Protect IP Act (PIPA) und das Anti-Counterfeiting Trade Agreement (ACTA) wird die Debatte um das Urheberrecht angeregt. Am 18. Januar 2012 stellten einige große Webseiten den Dienst aus Protest ab.

- 800 Jahre Thomanerchor Leipzig
- 100 Jahre Studio Babelsberg
- 100 Jahre Biene Maja[14][15][16][17]

Logo der Expo 2012

Logo des Eurovision Song Contest 2012

- 30 Jahre Bühnenjubiläum der Toten Hosen[18]
- 20. Jahrestag des Sendestarts der öffentlich-rechtlichen Rundfunkanstalten Ostdeutscher Rundfunk Brandenburg (ORB), Mitteldeutscher Rundfunk (MDR) und des erweiterten Norddeutschen Rundfunk (NDR) in Mecklenburg-Vorpommern
- 01. Januar: 50. Jahrestag des Programmbeginns des Deutschlandfunks
- 15. Januar: Verleihung der 69. Golden Globe Awards
- Ende Januar: Verleihung des 2. Österreichischen Filmpreises in Wien
- 09. – 19. Februar: 62. Berlinale
- 26. Februar: 84. Oscarverleihung in Los Angeles, USA
- 05. März: Erstausstrahlung des Dokumentarfilmes „Kony 2012“
- 15. – 18. März: Leipziger Buchmesse
- 01. April: 70. Geburtstag Salzgitters[19]
- 01. April: Norbert Himmler wird neuer Programmdirektor des ZDF.
- 05. April – 7. Oktober: Floriade in Venlo
- 27. April: Verleihung des Deutschen Filmpreises in Berlin
- 02. Mai: 100. Geburtstag von Axel Springer, deutscher Verleger
- 05. Mai: 100. Jahrestag der ersten Ausgabe der russischen Tageszeitung Prawda
- 06. Mai: 1000-jähriges Weihejubiläum des Bamberger Doms
- 12. Mai bis 12. August: Weltausstellung Expo 2012 in Yeosu, Südkorea
- 22.–26. Mai: 57. Eurovision Song Contest in Baku, Aserbaidschan
- 23. Mai: 125. Geburtstag von AEG[20]
- 25. – 28. Mai: 7. Nordrhein-Westfalen-Tag in Detmold, zusammen mit dem Kreis Lippe
- 30. Mai: 20. Jahrestag des Programmbeginns des deutsch-französischen Fernsehkulturkanals ARTE
- 01. – 10. Juni: 52. Hessentag in Wetzlar
- 01. – 3. Juni: 29. Rheinland-Pfalz-Tag in Ingelheim am Rhein
- 08. – 10. Juni: 11. Schleswig-Holstein-Tag in Norderstedt
- 09. Juni – 6. September: Kunstausstellung dOCUMENTA (13) in Kassel
- 24. Juni: 60. Jahrestag der ersten Ausgabe der BILD-Zeitung
- 30. Juni bis 1. Juli: 10. Mecklenburg-Vorpommern-Tag in Stralsund
- 06. – 8. Juli: 16. Sachsen-Anhalt-Tag in Dessau-Roßlau
- 07. Juli: 7. Tag der Franken in Schwabach
- 13.–15. Juli: 32. Tag der Niedersachsen in Duderstadt

Logo der Frankfurter Buchmesse

- 06. August: 80. Jahrestag der Gründung der Internationalen Filmfestspiele von Venedig
- 12. – 22. August: 200-jähriges Jubiläum des „Gäubodenvolksfestes“ in Straubing, Bayerns zweitgrößtes Volksfest
- 17. – 26. August: 290. Rudolstädter Vogelschießen in Rudolstadt
- 01./2. September: 13. Brandenburg-Tag in Lübbenau/Spreewald
- 07. – 9. September: 35. Heimattage Baden-Württemberg in Donaueschingen, Hüfingen und Bräunlingen und 21. Tag der Sachsen in Freiberg
- 22. September bis 7. Oktober: Oktoberfest in München
- 10. – 14. Oktober: Frankfurter Buchmesse. Gastland: Neuseeland
- 12. – 14. Oktober: Düsseldorf Investitur des Ritterorden vom Heiligen Grab zu Jerusalem[13]
- 07. November 100. Jahrestag der Eröffnung der Deutschen Oper Berlin[21]
- 14. Dezember: Amoklauf an einer Schule in Newtown, Connecticut (USA)
- 26. Dezember: 60. Jahrestag der Erstsendung der Tagesschau (ARD)

### Religion
- 07. Januar: orthodoxe Weihnachten
- 17. Februar: Feier aus Anlass 400 Jahre Anglikanische Kirche in Hamburg[22]
- 07. – 14. April: Pessach
- 08. April: Ostern
- 15. April: orthodoxe Ostern
- 16. – 20. Mai: 98. Deutscher Katholikentag in Mannheim
- 04. Juni: Vesakh
- 07. Juni: Fronleichnam
- 20. Juli – 19. August: Ramadan
- 26. September: Jom Kippur
- 03. Oktober: Tag der offenen Moschee
- 11. Oktober: 50. Jahrestag der Eröffnung des Zweiten Vatikanischen Konzils im Jahr 1962
- 26. Oktober: Islamisches Opferfest
- 13. November: Diwali
- 31. Oktober: Gedenktag der Reformation
- 01. November: Allerheiligen
- 09. – 16. Dezember: Chanukka
- 25. Dezember: Weihnachten (Christfest)

### Sport

Logo der Fußball-Europameisterschaft der Herren 2012

Logo der Olympischen Spiele 2012

- 13. – 22. Januar: I. Olympische Jugend-Winterspiele 2012 in Innsbruck, Österreich
- 15. – 29. Januar: 10. Handball-Europameisterschaft der Männer in Serbien
- 21. Januar bis 12. Februar: 28. Fußball-Afrikameisterschaft in Gabun und Äquatorialguinea
- 05. Februar: Super Bowl XLVI im Lucas Oil Stadium in Indianapolis, Indiana; New York Giants besiegen New England Patriots 21-17
- 18. März – 25. November: Austragung der 63. Formel-1-Weltmeisterschaft
- 25. März – 1. April: 57. Tischtennisweltmeisterschaft in Dortmund, Deutschland
- 26. März bis 1. April: 102. Eiskunstlauf-Weltmeisterschaft in Nizza, Frankreich
- 08. April bis 11. November: Austragung der 64. FIM-Motorrad-Straßenweltmeisterschaft
- 04. – 20. Mai: 76. Eishockey-Weltmeisterschaft der Herren in Helsinki (Finnland) und Stockholm (Schweden)
- 10. – 31. Mai: Schachweltmeisterschaft als Zweikampf zwischen Viswanathan Anand und Boris Gelfand in Moskau
- 19. Mai: Finale der UEFA Champions League 2011/12 in der Münchner Allianz Arena
- 26./27. Mai: EHF Champions League 2011/12, Final Four in Köln, Lanxess Arena
- 9. Juni – 1. Juli: 14. Fußball-Europameisterschaft der Herren in Polen und der Ukraine
- 16. – 24. Juni: 2. Europeada (Fußball-EM der sprachlichen (autochthonen) Minderheiten) in der Lausitz
- 16. – 24. Juni: Segelregatta Kieler Woche in Kiel
- 27. Juni bis 1. Juli: Leichtathletik-Europameisterschaften 2012
- 30. Juni bis 22. Juli: 99. Austragung der Tour de France
- 28. Juli: 50. Jahrestag der Gründung der Fußball-Bundesliga
- 27. Juli bis 12. August: XXX. Olympische Spiele in London
- 09. – 12. August: 22. Hanse Sail in Rostock
- 27. August – 10. September: 40. Schacholympiade in Istanbul
- 29. August – 9. September: XIV. Paralympische Sommerspiele in London
- 07. Oktober: Sébastien Loeb gewinnt zum neunten Mal die Rallye-Weltmeisterschaft. Damit ist er bis heute der Pilot, der die meisten Weltmeistertitel in der WRC für sich entscheiden konnte.
- 07. Oktober: Die West Indies gewinnen die vierte World Twenty20 in Sri Lanka, indem sie im Finale Sri Lanka mit 36 Runs besiegen.
- 28. Oktober: Jorge Lorenzo gewinnt zum zweiten Mal die MotoGP-Weltmeisterschaft.
- 25. November: Sebastian Vettel wird zum dritten Mal Formel-1-Weltmeister.
- 4. – 16. Dezember: 10. Handball-Europameisterschaft der Frauen in Serbien.

### Wissenschaft und Technik
- 11. Januar: 90. Jahrestag an dem erstmals ein Diabetes-Patient in Toronto mit Insulin behandelt wurde
- 24. März: Vor 130 Jahren gibt Robert Koch die Entdeckung des Tuberkuloseerregers bekannt
- 10. April: 90. Jahrestag der Patentierung der Herstellung von Insulin, durch den rumänischen Mediziner Nicolae Paulescu
- 16. April: 30. Jahrestag der Geburt des ersten deutschen Retortenbabys[23][24]
- 28. Mai: 80. Jahrestag der Fertigstellung des Abschlussdeiches und der Entstehung des IJsselmeeres in den Niederlanden
- 04. Juli: Die Experimente ATLAS und CMS geben die Entdeckung des Higgs-Bosons am Large Hadron Collider bekannt.[25]
- 17. September: 275. Jahrestag der Eröffnung der Georg-August-Universität Göttingen
- 26. Oktober: Microsoft veröffentlicht sein neues Betriebssystem Windows 8
- 03. Dezember: 20 Jahre Short Message Service (SMS)
- 21. Dezember: Ende der Zählung eines rund 5125 Jahre dauernden 13-Baktun-Zyklus des Maya-Kalenders. Beginn war am 13. August 3114 v. Chr. (Lange Zählung) gemäß Analyse von Daten aus der klassischen Mayazeit.

### Astronomie und Raumfahrt

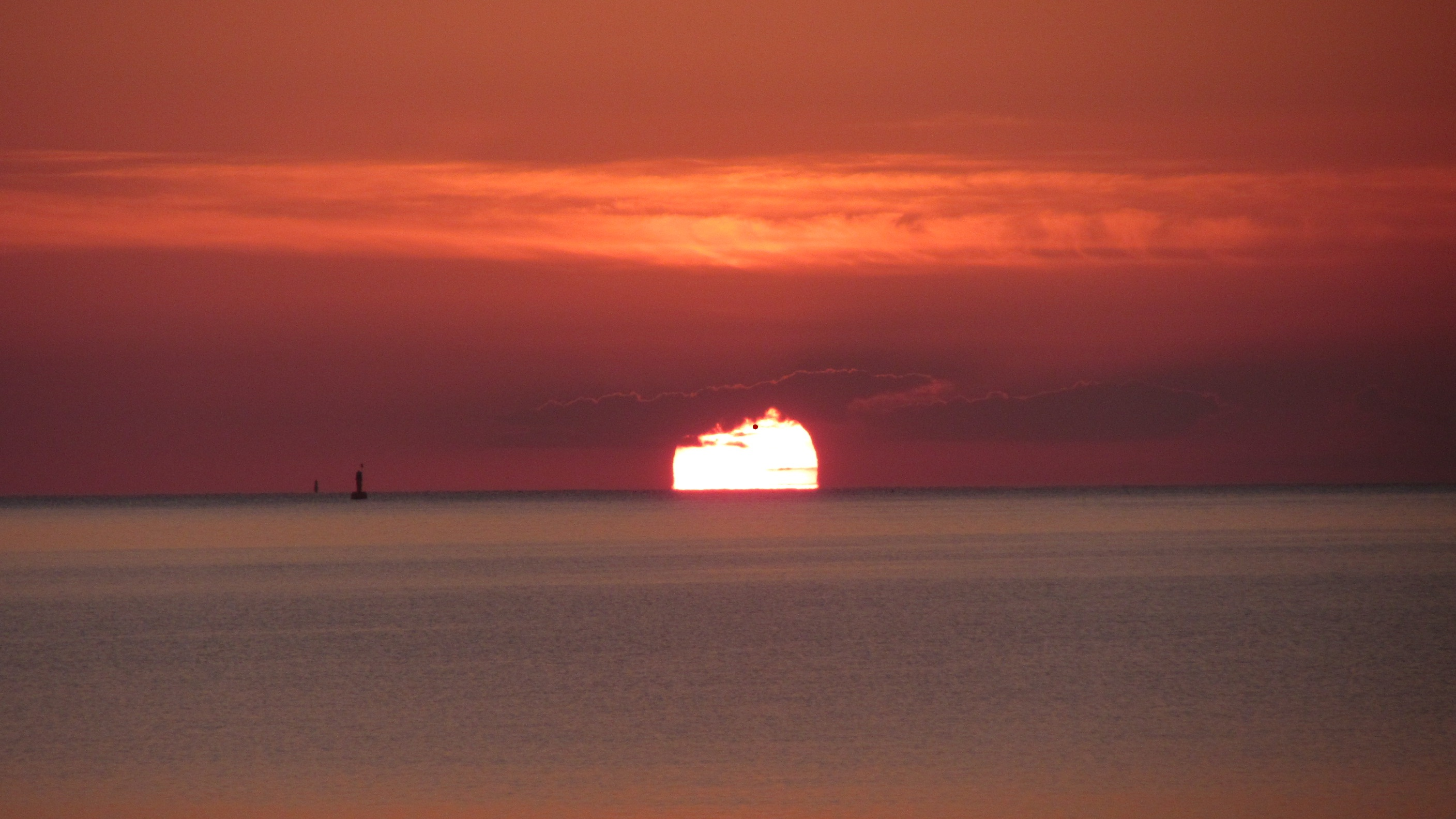
Venustransit vom 6. Juni 2012 kurz nach Sonnenaufgang, aufgenommen in Prora auf Rügen

- 13. Februar: 75. Geburtstag des Kosmonauten Sigmund Jähn
- 20. Februar: 50. Jahrestag John Glenn umkreiste als erster Amerikaner die Erde[26]
- 20. Mai: Ringförmige Sonnenfinsternis; sichtbar in Ostasien und Westamerika
- 06. Juni: Venustransit
- Juli: ein starker Sonnensturm verfehlt die Erde knapp. Hätte dieser die Erde getroffen, wäre laut Nasa wahrscheinlich alles lahmgelegt worden, das an eine Steckdose angeschlossen ist.[27]
- August: Die Raumsonde Voyager 1 tritt als erstes vom Menschen erzeugtes Objekt in den interstellaren Raum ein.[28]
- 06. August: Erfolgreiche Marslandung des NASA-Rovers Curiosity und des Mars Science Laboratory
- 14. Oktober: Felix Baumgartner gelingt beim Projekt Red Bull Stratos ein Rekordfallschirmsprung aus der Stratosphäre.
- 03. November: 55. Jahrestag des Starts des sowjetischen Satelliten Sputnik 2 mit der Polarhündin Laika an Bord, die damit das erste Lebewesen im Weltall war
- 13. November: Sonnenfinsternis; sichtbar in Australien und Neuseeland
- 28. November: Halbschattenfinsternis (Mondfinsternis)
- 7. Dezember: 40. Jahrestag des letzten bemannten Raumflugs zum Mond; US-Mondmission Apollo 17

### Wirtschaft
- 150 Jahre Opel
- 06. Januar: 150. Geburtstag des Unternehmers August Oetker
- 20. – 29. Januar: Internationale Grüne Woche Berlin
- 06. – 10. März: CeBIT in Hannover
- 07. – 11. März: Internationale Tourismus-Börse Berlin (ITB)
- 08. – 18. März: Genfer Auto-Salon
- 23. – 27. April: Hannover Messe
- 26. April: 200. Geburtstag des deutschen Industriellen und Erfinders Alfred Krupp
- 15. – 19. August: gamescom in Köln
- 31. August bis 5. September: Internationale Funkausstellung (IFA) in Berlin
- 11. – 16. September: Internationale Luft- und Raumfahrtausstellung Berlin (ILA)
- 18. – 23. September: Photokina in Köln
- 20. – 27. September: Internationale Automobil-Ausstellung für Nutzfahrzeuge (IAA) in Hannover
- 26. September bis 1. Oktober: Grazer Herbstmesse
- 07. Dezember: Die Financial Times Deutschland wird eingestellt.
- Das deutsche Unternehmen Putzmeister wird vom chinesischen Unternehmen Sany gekauft.
- Die deutschen Unternehmen Schlecker und Neckermann sind insolvent.

### Naturereignisse
- 06. Februar: Ein Erdbeben der Stärke 6,8 erschüttert die Philippinen. Mindestens 48 Tote und 90 Vermisste sind die Folge.
- 20. und 29. Mai: Bei Erdbeben der Stärke 6,0 und 5,8 sterben in Italiens Wirtschaftsregion Emilia-Romagna mindestens 26 Menschen. 400 werden verletzt, mindestens 14.000 verlieren ihr Obdach.
- 06. Juli: Bei einer Flutkatastrophe kommen in der südrussischen Region Krasnodar mehr als 170 Menschen ums Leben.

#### Meteorologie
- Februar: Kältewelle in Europa; es kommen über 600 Menschen um, meist Obdachlose.[29]
- In den USA herrscht eine „Jahrhundertdürre“: Im Juli werden teilweise die höchsten in diesem Zeitraum seit Beginn der Messungen 1895 erfassten Temperaturen aufgezeichnet.[30] Die Ernährungs- und Landwirtschaftsorganisation der Vereinten Nationen (FAO) fordert die USA auf, ihre Biokraftstoffproduktion aus Mais zugunsten der Nahrungsmittelerzeugung zu drosseln,[31] mindestens 30 % der Maispflanzen verdorrten, an den Rohstoffmärkten stieg der Maispreis von Mitte Juni bis Mitte Juli um ca. 60 %[32], der Getreidepreis erreichte den höchsten Stand seit 1,5 Jahren.[33] Es wurden Befürchtungen laut vor einer Wiederholung der großen Staubstürme (Dust Bowl) der 1930er Jahre.[34] Der Mississippi erreichte historische Tiefststände.[35]
- Auch im Süden Europas war es im Juli/August teilweise außergewöhnlich heiß mit der Folge von schweren und ausgedehnten Waldbränden.[36]
- Anfang August zog ein für die Jahreszeit ungewöhnlicher, großer und starker Hurrikan-ähnlicher Sturm über die Arktis, der den sommerlichen Eisschwund dort auf den höchsten Stand seit den 1970er Jahren (Beginn der Satellitenmessungen über der Arktis) klettern ließ.[37]

### Katastrophen
- 13. Januar: Das italienische Passagierschiff Costa Concordia kollidiert vor der Insel Giglio im Mittelmeer mit einem Felsen, 32 Menschen verlieren bei dem Unfall ihr Leben.
- 02. Februar: Beim Untergang der Passagierfähre Rabaul Queen ertrinken über 110 Menschen in der Salomonensee vor Neuguinea.[38]
- 14. Februar: Bei einem Gefängnisbrand in der honduranischen Stadt Ciudad de Comayagua sterben ca. 355 Häftlinge.[39]
- 04. März: Bei Explosionen in Brazzaville, die durch einen Brand in einem Waffenlager ausgelöst wurden, kommen etwa 200 Menschen ums Leben.[40]
- 20. April: Beim Absturz einer Passagiermaschine der Bhoja Air kommen in Pakistan 127 Menschen ums Leben.[41]
- 03. Juni: Beim Absturz einer Passagiermaschine der Dana Air kommen in Nigeria mindestens 153 Menschen ums Leben.

### Wissenschaftspreise

#### Nobelpreise
Die Bekanntgabe der Nobelpreisträger des Jahres 2012 erfolgte vom 8. bis zum 15. Oktober 2012. Die Verleihungen fanden am 10. Dezember, dem Todestag von Alfred Nobel, in Stockholm und Oslo statt.
- Medizin oder Physiologie: John Gurdon und Shin’ya Yamanaka[43] für die Entdeckung, dass reife Zellen so umprogrammiert werden können, dass sie zu pluripotenten Stammzellen werden.
- Physik: Serge Haroche und David Wineland[44] für ihre Entwicklung bahnbrechender experimenteller Methoden, die es ermöglichen, Quantensysteme zu manipulieren.
- Chemie: Robert Lefkowitz und Brian Kobilka für ihre Studien zu G-Protein-gekoppelten Rezeptoren.[45]
- Literatur: Mo Yan[46], „weil er mit halluzinatorischem Realismus Märchen, Geschichte und Gegenwart vereint“.
- Frieden: Europäische Union[47] „für über sechs Jahrzehnte, die zur Entwicklung von Frieden und Versöhnung, Demokratie und Menschenrechten in Europa beitrugen“.
- Alfred-Nobel-Gedächtnispreis für Wirtschaftswissenschaften: Alvin E. Roth und Lloyd S. Shapley „für die Theorie stabiler Verteilungen und die Praxis des Marktdesign“.

#### Turing Award
- Silvio Micali und Shafi Goldwasser für die Schaffung der komplexitätstheoretischen Grundlagen der Kryptographie und damit Wegbereitung für neue Methoden zur effizienten Verifikation mathematischer Beweise in der Komplexitätstheorie.

## Jahreswidmungen

### Initiativen
- Internationales Jahr der Genossenschaften (UNO)[48]
- Internationales Jahr der nachhaltigen Energie für alle (UNESCO)[49]
- Kulturhauptstädte Europas 2012 sind Guimarães (Portugal)[50] und Maribor (Slowenien)[51]
- Europäisches Jahr für aktives Altern und Solidarität zwischen den Generationen
- Kony 2012

### Gedenktage
- 100. Geburtstag der deutschen Fotografin Marta Hoepffner am 4. Januar
- 250. Todestag von Zarin Elisabeth am 5. Januar
- 600. Geburtstag der französischen Nationalheldin und Heiligen Jeanne d’Arc am 6. Januar
- 100. Geburtstag des US-amerikanischen Cartoonisten Charles Addams am 7. Januar
- 200. Geburtstag des norwegischen Schriftstellers Peter Christen Asbjørnsen am 15. Januar
- 100. Todestag des expressionistischen Lyrikers Georg Heym am 16. Januar
- 70. Jahrestag der Wannseekonferenz in Berlin zum begonnenen Holocaust an Juden am 20. Januar[52]
- 300. Geburtstag von Friedrich dem Großen, König von Preußen am 24. Januar[53]
- 150. Geburtstag des englischen Komponisten Frederick Delius am 29. Januar[54]
- 200. Geburtstag des englischen Schriftstellers Charles Dickens am 7. Februar[55]
- 50. Jahrestag des Beginns des Embargo der Vereinigten Staaten gegen Kuba am 7. Februar
- 50. Jahrestag des Grubenunglücks in der Grube Luisenthal in Völklingen am 7. Februar
- 50. Jahrestag der Sturmflut 1962 am 16. Februar
- 425. Todestag von Maria Stuart am 18. Februar
- 175. Todestag von Georg Büchner, hessischer Schriftsteller, Mediziner, Naturwissenschaftler und Revolutionär am 19. Februar
- 500. Todestag des florentinischen Seefahrers Amerigo Vespucci am 22. Februar
- 100. Geburtstag des deutschen Offiziers der Reichswehr und Wehrmacht
 sowie General des Heeres der Bundeswehr Ulrich de Maizière am 24. Februar[56]
- 500. Geburtstag des Mathematikers und Kartografen Gerhard Mercator am 5. März
- 100. Geburtstag von Silvio Gesell, Kaufmann, Finanztheoretiker, Sozialreformer und Begründer der Freiwirtschaftslehre am 17. März
- 50. Jahrestag der Verträge von Évian am 18. März
- 700. Jahre Päpstliche Bulle Vox in excelso, Verbots des Templerordens durch Papst Clemens V. am 22. März[57][58][59]
- 100. Geburtstag der US-amerikanischen Malerin Agnes Martin am 22. März
- 125. Geburtstag des spanischen Malers Juan Gris am 23. März
- 100. Geburtstag Wernher von Brauns, deutscher Raketeningenieur im Nationalsozialismus und später in den USA am 23. März
- 160. Jahrestag des Duell Vincke–Bismarck am 25. März
- 70. Geburtstag von Aretha Franklin, US-amerikanische Soul-Sängerin und Pianistin am 25. März
- 60. Jahrestag des Europäischen Einigungsprozess: In Rom werden die Verträge zur Gründung der Europäischen Wirtschaftsgemeinschaft und der Europäischen Atomgemeinschaft unterzeichnet.
- 100. Geburtstag der deutschen Flugpionierin Hanna Reitsch am 29. März
- 100. Todestag des britischen Polarforschers Robert Falcon Scott am 29. März
- 100. Todestag des deutschen Schriftstellers Karl May am 30. März[60]
- 175. Geburtstag des englischen Dichters und Autors Algernon Charles Swinburne am 5. April[61]
- 20. Jahrestag des Beginns der Belagerung von Sarajevo am 5. April
- 35. Jahrestag des Attentats auf Generalbundesanwalt Siegfried Buback und seine Begleiter, durch Mitglieder der Rote Armee Fraktion am 7. April
- 100. Jahrestag des Untergangs des britischen Passagierschiffs Titanic am 15. April
- 100. Todestag des irischen Schriftstellers und Schöpfer Drakulas Bram Stoker am 20. April[62]
- 75. Jahrestag des deutschen Luftangriffs auf Gernika am 26. April
- 25. Jahrestag des „Ersten Mai in Kreuzberg“ am 1. Mai
- 150. Todestag des US-amerikanischen Philosophen Henry David Thoreau am 6. Mai
- 75. Jahrestag der Hindenburg-Katastrophe in Lakehurst mit dem deutschen Zeppelin LZ 129 am 6. Mai
- 150. Geburtstag von Margaret Fountaine, britische Lepidopterologin am 16. Mai
- 250. Geburtstag des deutschen Philosophen Johann Gottlieb Fichte am 19. Mai
- 150. Jahrestag der Unterzeichnung des Homestead Act
 für die Besiedelung des Westens durch US-Präsident Abraham Lincoln am 20. Mai
- 60. Jahrestag der Unterzeichnung des Deutschlandvertrages am 26. Mai
- 60. Jahrestag der Gründung des Bundesarchivs am 3. Juni
- 40. Jahrestag des Transitabkommens am 3. Juni
- 70. Jahrestag des Massakers und der Zerstörung von Lidice am 10. Juni
- 250. Todestag der ersten promovierten deutschen Ärztin Dorothea Christiane Erxleben am 13. Juni[63]
- 100. Geburtstag des britischen Logikers, Mathematikers und Kryptoanalytikers Alan Turing am 23. Juni[64]
- 160. Geburtstag des katalanischen Architekten Antoni Gaudí i Cornet am 25. Juni
- 300. Geburtstag des französischen Philosophen und Pädagogen Jean-Jacques Rousseau am 28. Juni
- 100. Geburtstag des deutschen Physikers, Philosophen und Friedensforscher Carl Friedrich von Weizsäcker am 28. Juni
- 10. Jahrestag der Flugzeugkollision von Überlingen am 1. Juli
- 100. Geburtstag des österreichischen Bergsteigers, Geographen und Autor Heinrich Harrer am 6. Juli
- 650. Todestag von Anna von Schweidnitz, deutsche Königin und Kaiserin des Heiligen Römischen Reichs am 11. Juli
- 100. Geburtstag von Woody Guthrie US-amerikanischer Singer-Songwriter am 14. Juli
- 100. Geburtstag von Raoul Wallenberg ein schwedischer Diplomat, der durch seinen Einsatz zur Rettung ungarischer Juden während des Holocausts bekannt wurde, am 4. August
- 60. Jahrestag der Verkündung des Lastenausgleichsgesetzes am 14. August
- 200. Todestag des italienischen Komponisten und Sängers Vincenzo Righini am 16. August
- 250. Todestag der englischen Schriftstellerin Mary Wortley Montagu am 21. August
- 2000. Geburtstag des römischen Kaisers Caligula am 31. August
- 110. Todestag Rudolf Virchows, deutscher Arzt an der Berliner Charité, Archäologe und Politiker (Deutsche Fortschrittspartei) am 5. September
- 100. Geburtstag John Cage US-amerikanischer Komponist und Künstler am 5. September
- 40. Jahrestag der Geiselnahme von München am 5. September
- 35. Jahrestag der Schleyer-Entführung am 5. September
- 60. Jahrestag der Unterzeichnung des Welturheberrechtsabkommens am 6. September
- 225. Jahrestag der Unterzeichnung der Verfassung der Vereinigten Staaten am 17. September
- Vor 150 Jahren verkündete Abraham Lincoln mit der Emanzipations-Proklamation das Ende der Sklaverei in den Südstaaten der USA, am 22. September
- 60. Jahrestag der Unterzeichnung des Betriebsverfassungsgesetzes am 11. Oktober
- 150. Geburtstag der britischen Entdeckerin und Ethnologin Mary Kingsley am 13. Oktober
- 35. Jahrestag der Entführung des Flugzeugs „Landshut“ im Deutschen Herbst am 13. Oktober
- 100. Geburtstag von Papst Johannes Paul I. am 17. Oktober
- 35. Jahrestag der Todesnacht von Stammheim am 18. Oktober
- 775 Jahre Berlin am 28. Oktober (erste urkundliche Erwähnung von Berlins Schwesterstadt Cölln)[65]
- 600. Todestag von Margarethe I., Königin von Norwegen, Schweden und Dänemark, Gründerin der Kalmarer Union am 28. Oktober
- 60. Jahrestag der Zündung der ersten Wasserstoffbombe (Ivy Mike) durch die USA in Eniwetok-Atoll am 1. November
- 125. Geburtstag von Georgia O’Keeffe, US-amerikanische Malerin am 15. November
- Vor 600 Jahren kommen bis zu 30.000 Menschen bei der Cäcilienflut im Bereich der Unterelbe ums Leben am 22. November
- 20. Jahrestag des Mordanschlag von Mölln am 23. November 1992
- 60. Jahrestag der Gründung der Bundeszentrale für politische Bildung als Bundeszentrale für Heimatdienst am 25. November
- 300 Jahre Fürstentum Liechtenstein[66]
- 125. Geburtstag des indischen Mathematikers Srinivasa Ramanujan am 22. Dezember

### Artenschutz
Siehe auch: Natur des Jahres
- Das Umweltprogramm der Vereinten Nationen ruft 2011 und 2012 zum „Jahr der Fledermaus“ aus[67]
- Die Süßholzwurzel (Glycyrrhiza glabra) ist Arzneipflanze des Jahres (Studienkreis Entwicklungsgeschichte der Arzneipflanzen)
- Die Europäische Lärche (Larix decidua) ist Baum des Jahres (Kuratorium Baum des Jahres)[68]
- Die Heide-Nelke (Dianthus deltoides) ist Blume des Jahres (Stiftung Natur und Pflanzen)[69]
- Die Neunaugen sind Fische des Jahres (Verband Deutscher Sportfischer)[70]
- Die Echte Lungenflechte (Lobaria pulmonaria) ist Flechte des Jahres (Bryologisch-lichenologische Arbeitsgemeinschaft für Mitteleuropa)
- Die Helme ist Flusslandschaft des Jahres (Verband der Naturfreunde Deutschlands)[71]
- Die Koloquinte (Citrullus colocynthis) ist Heilpflanze des Jahres (Naturheilverein Theophrastus)[72]
- Der Hirschkäfer (Lucanus cervus) ist Insekt des Jahres (Kuratorium Insekt des Jahres)[73]
- Die Erdkröte (Bufo bufo) ist Lurch des Jahres (Deutsche Gesellschaft für Herpetologie und Terrarienkunde)[74]
- Der Graue Leistling (Craterellus cinereus) ist Pilz des Jahres (Deutsche Gesellschaft für Mykologie)[75]
- Das Kleine Nachtpfauenauge (Saturnia pavonia) ist Schmetterling des Jahres (Bund für Umwelt und Naturschutz Deutschland BUND)[76]
- Die Große Höhlenspinne (Meta menardi) ist Spinne des Jahres (Arachnologische Gesellschaft)[77]
- Die Dohle (Corvus monedula) ist Vogel des Jahres (Naturschutzbund Deutschland NABU)[78]

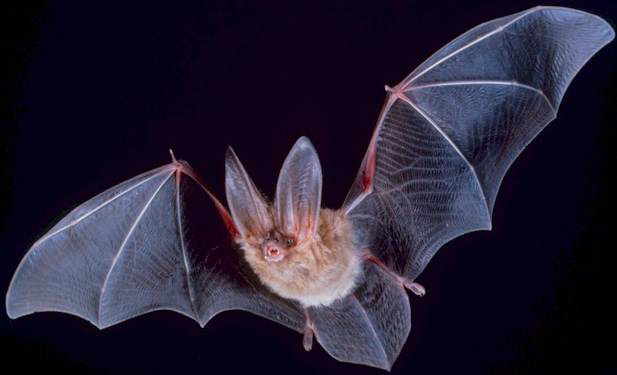
Jahr der Fledermaus
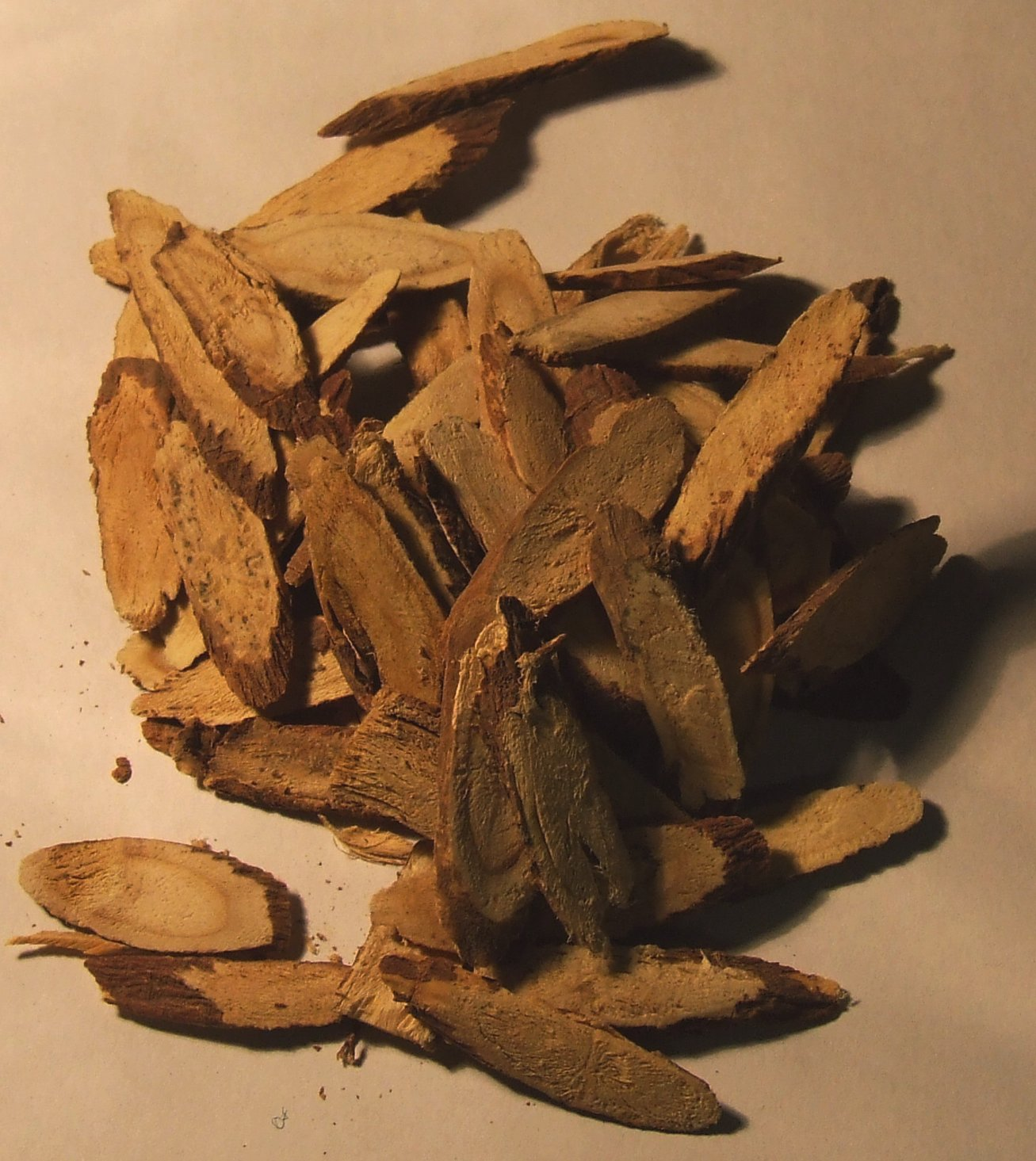
Süßholzwurzel (Glycyrrhiza glabra)
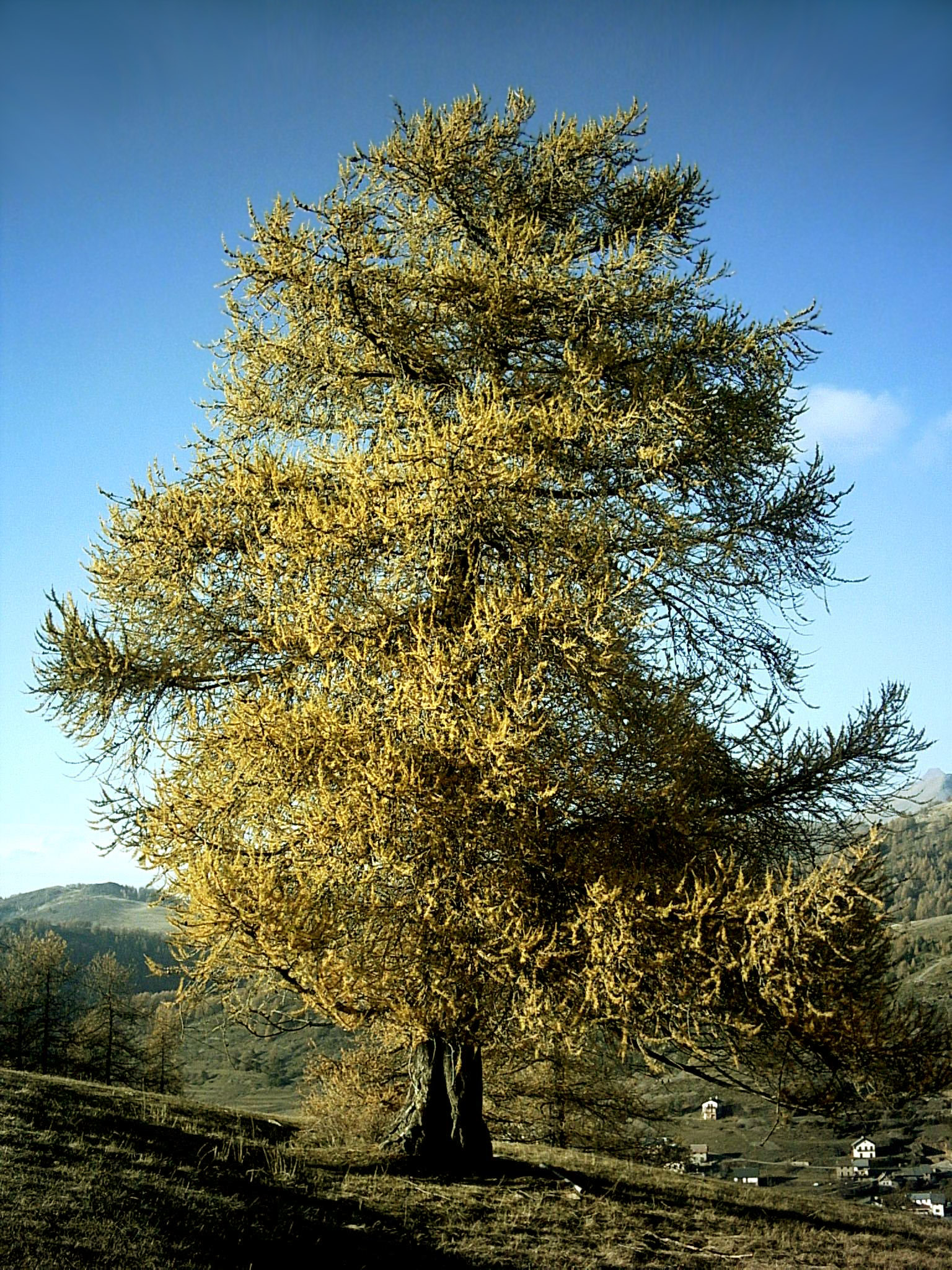
Europäische Lärche (Larix decidua)
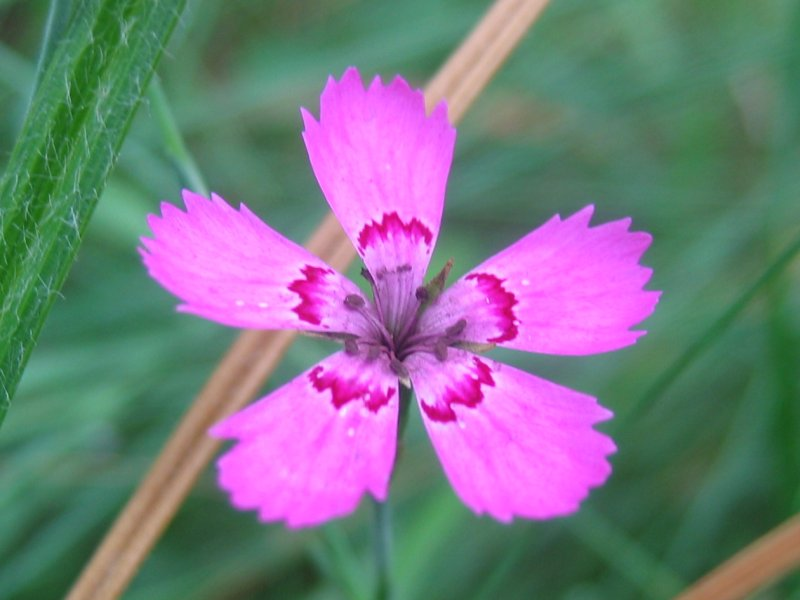
Heide-Nelke (Dianthus deltoides)
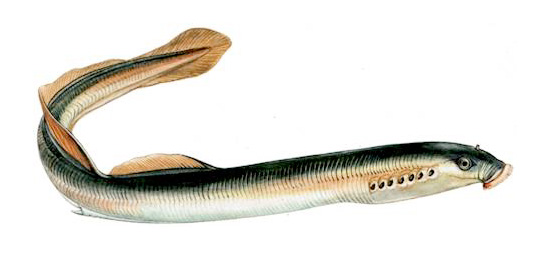
Neunauge
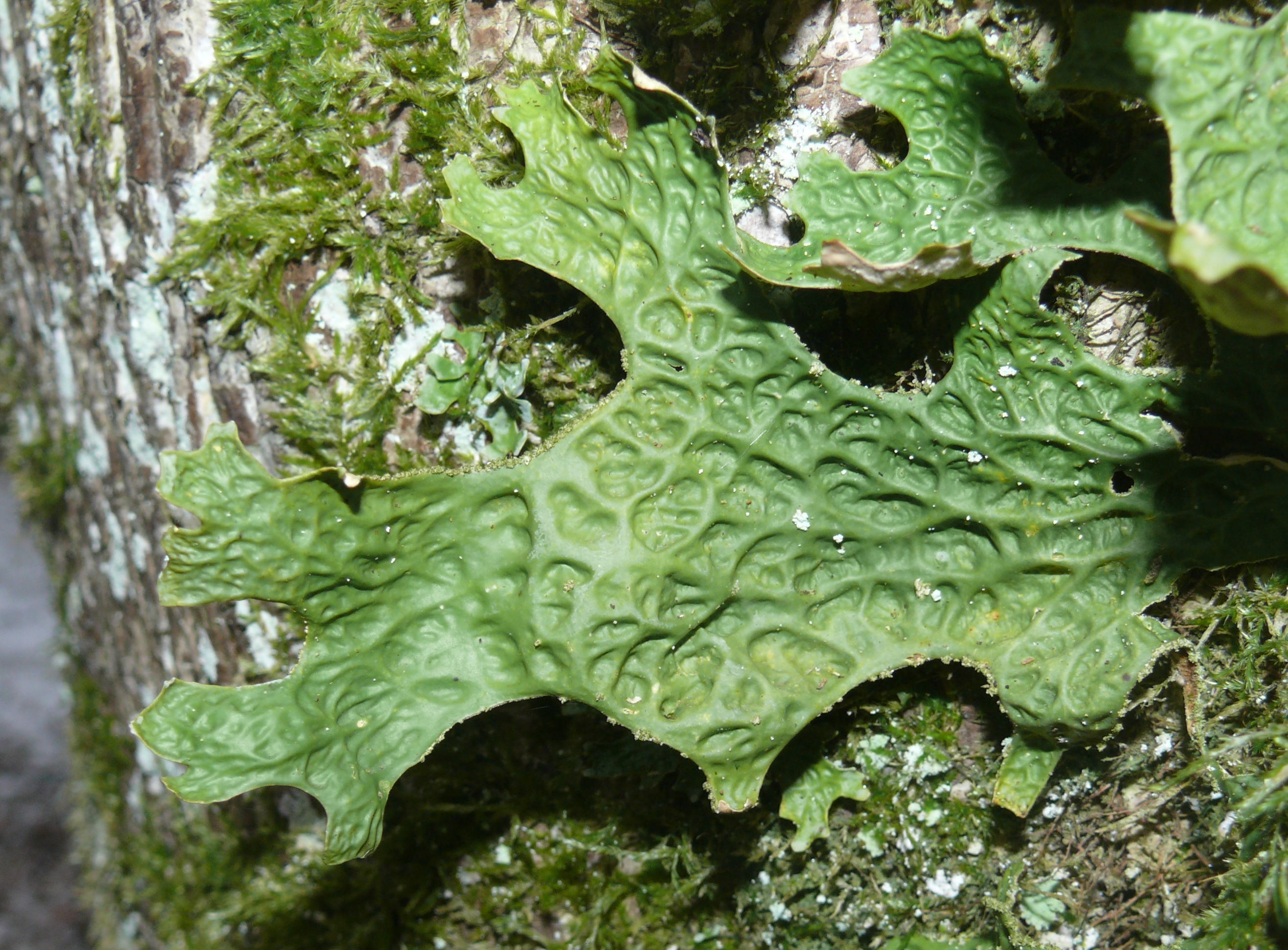
Echte Lungenflechte (Lobaria pulmonaria)
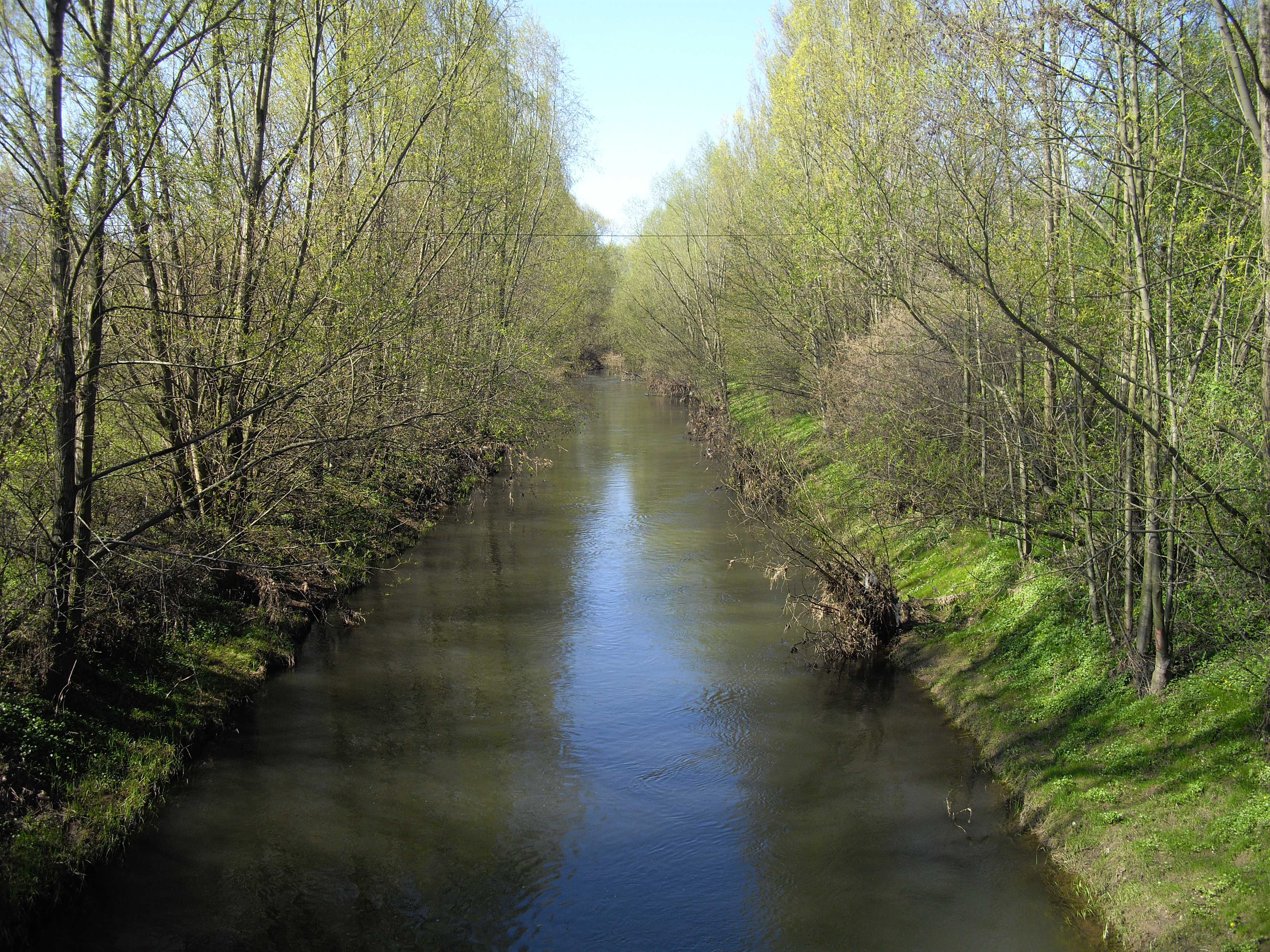
Die Helme
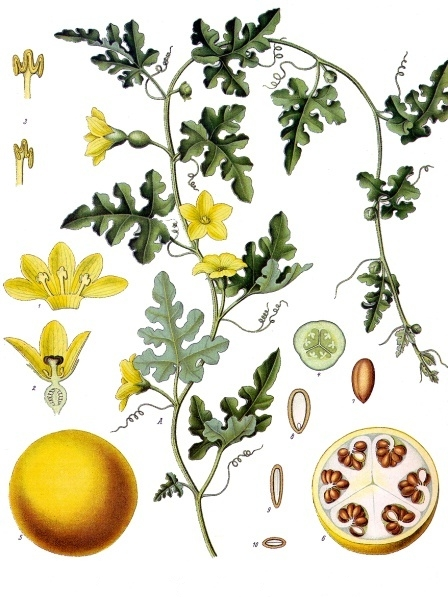
Koloquinte (Citrullus colocynthis)
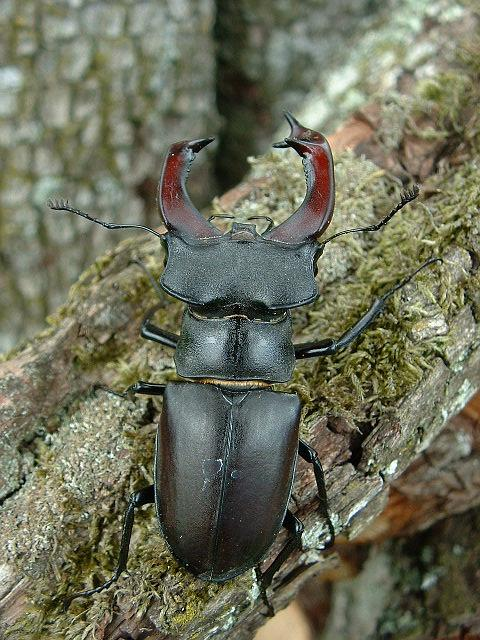
Hirschkäfer (Lucanus cervus)
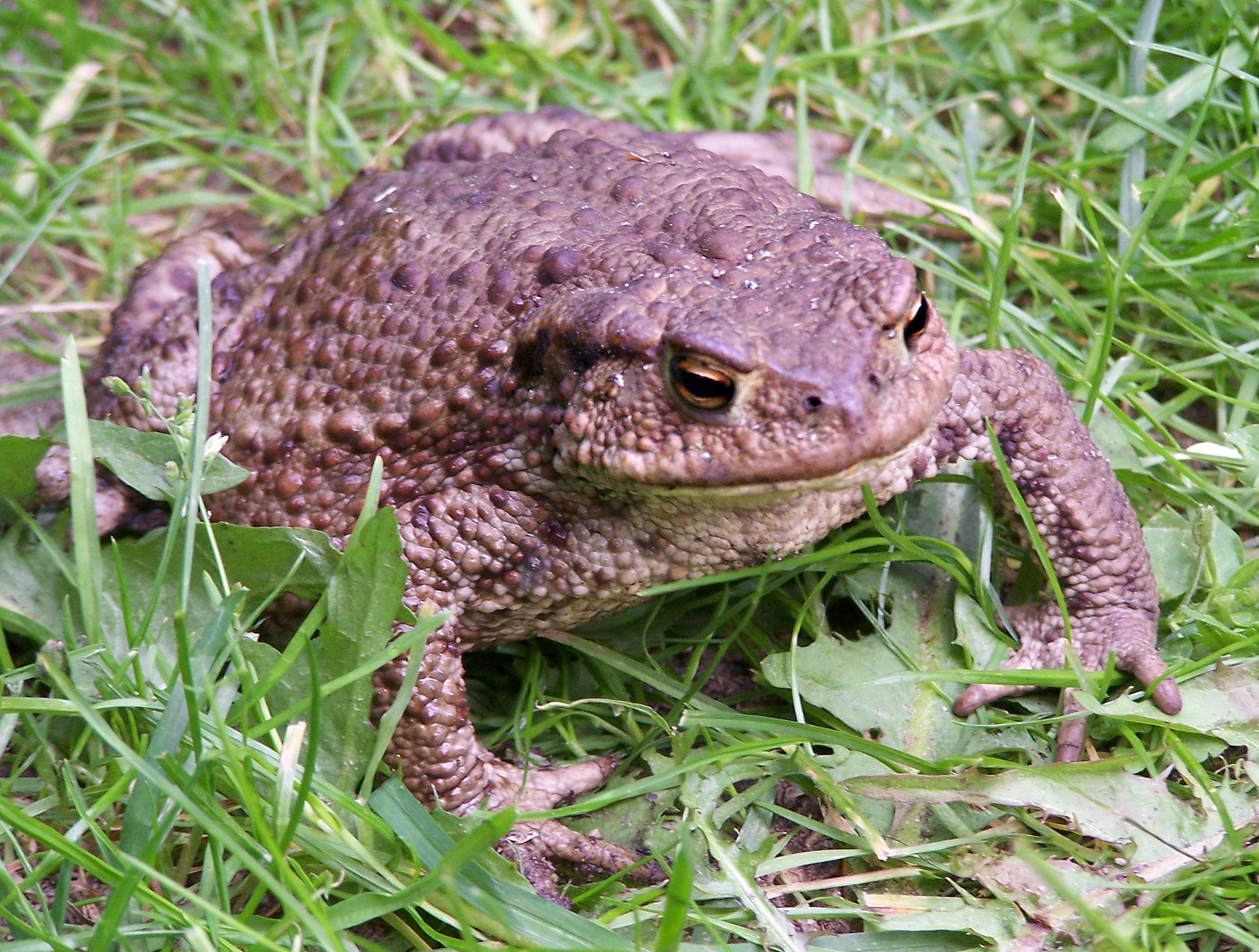
Erdkröte (Bufo bufo)
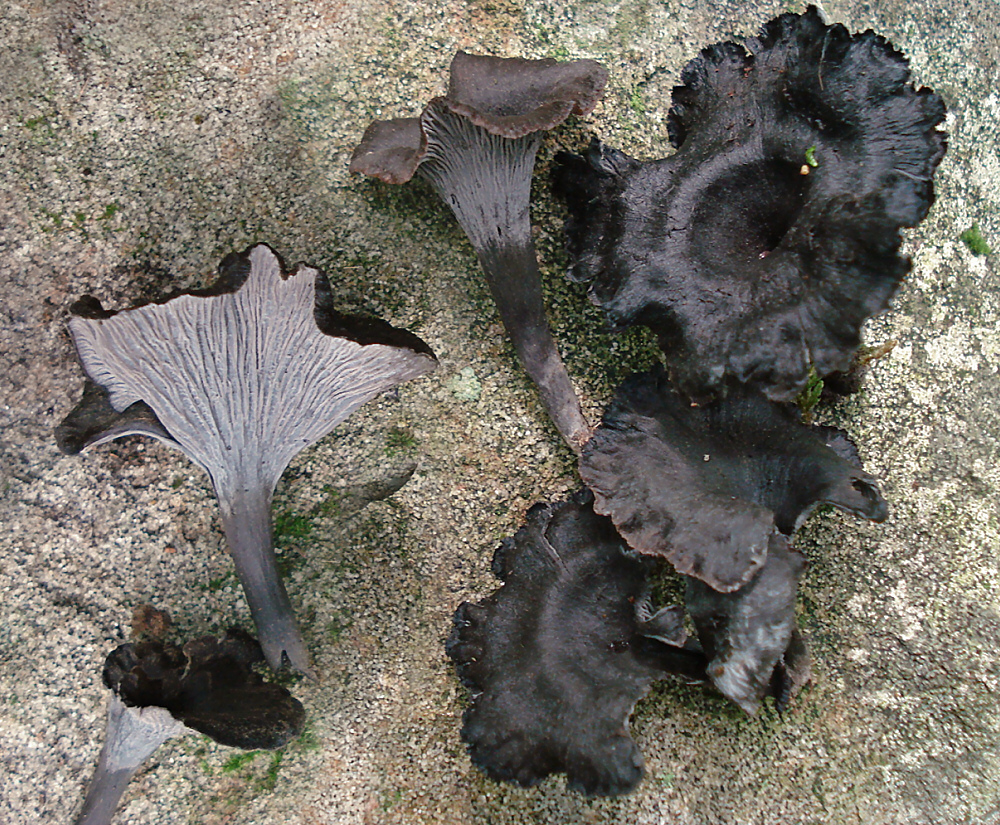
Graue Leistling (Craterellus cinereus)
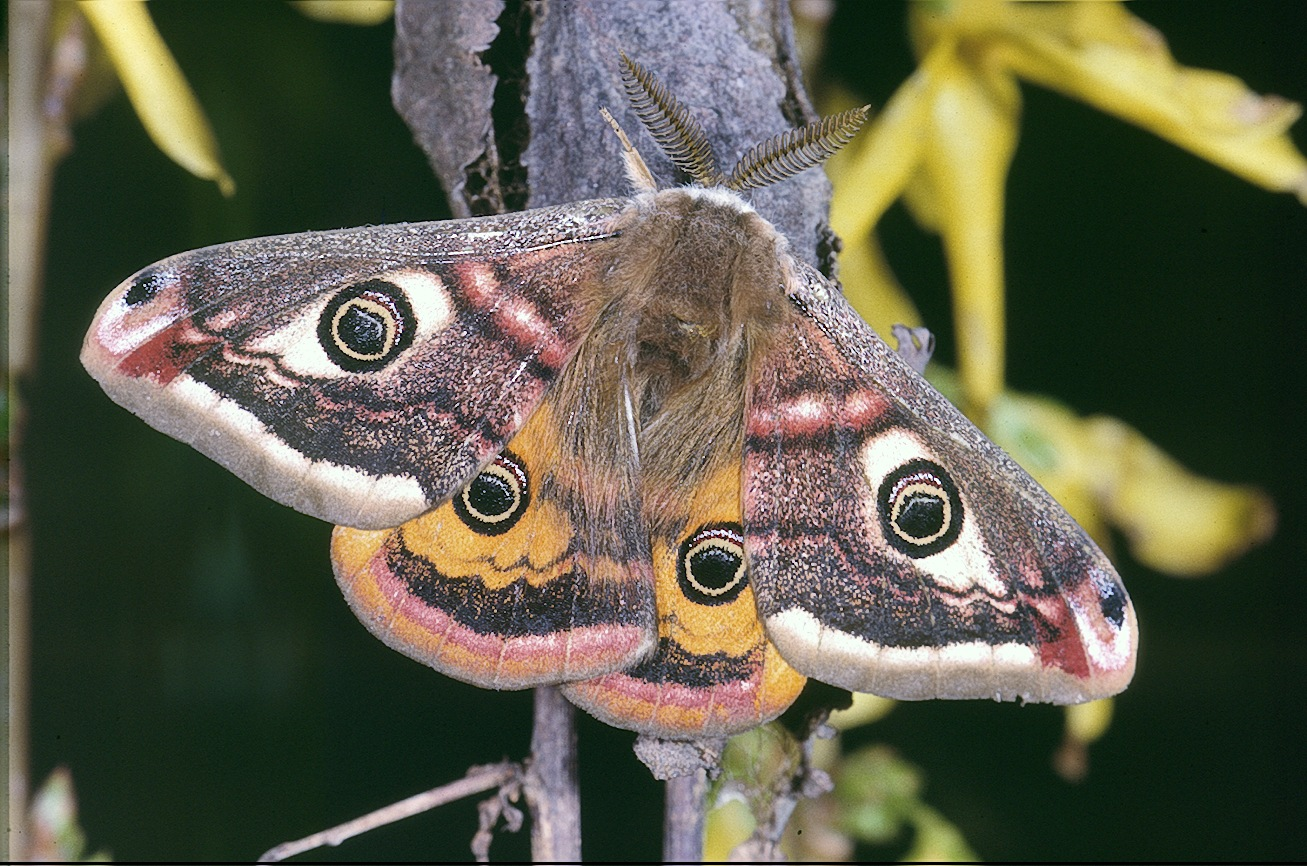
Kleines Nachtpfauenauge (Saturnia pavonia)
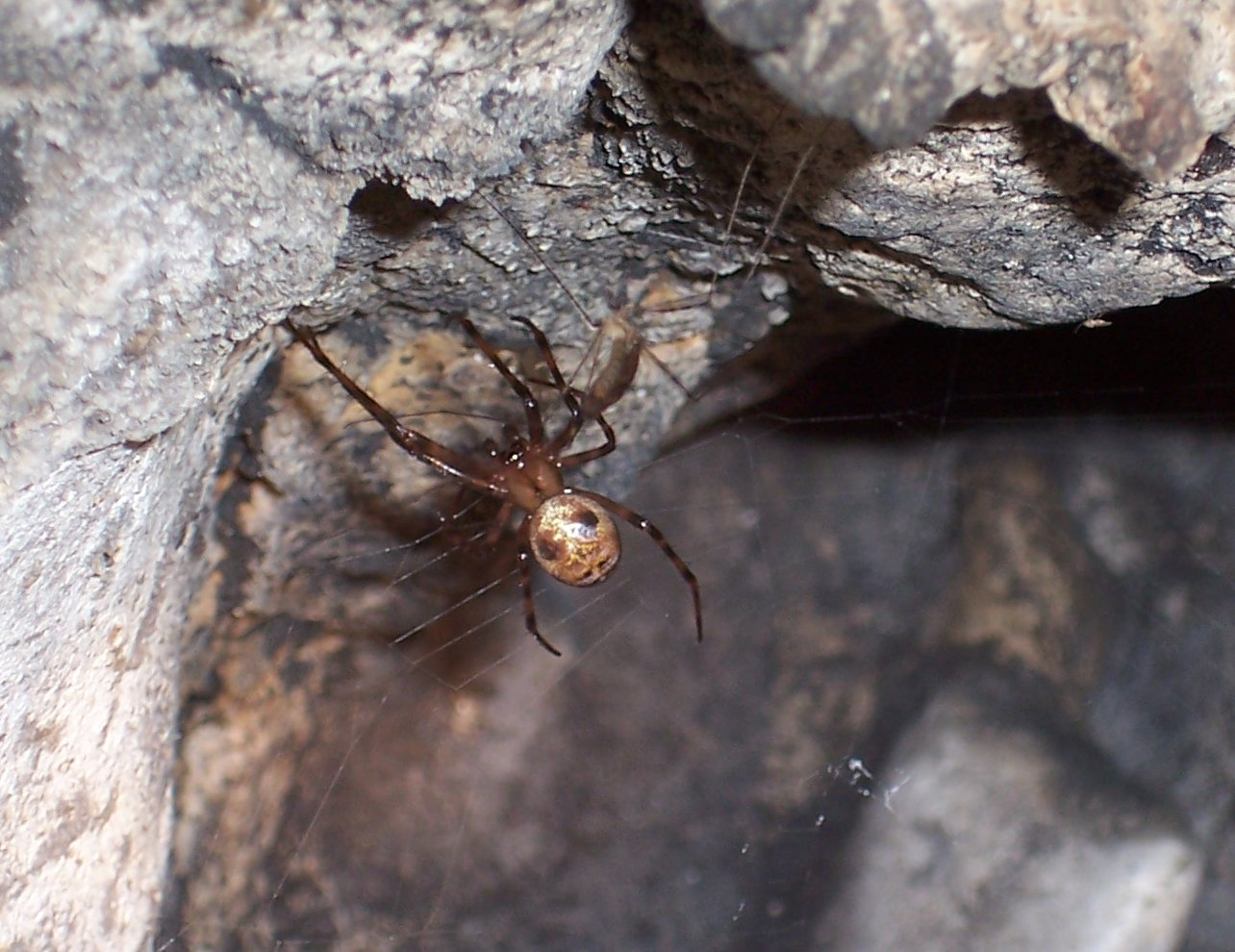
Große Höhlenspinne (Meta menardi)
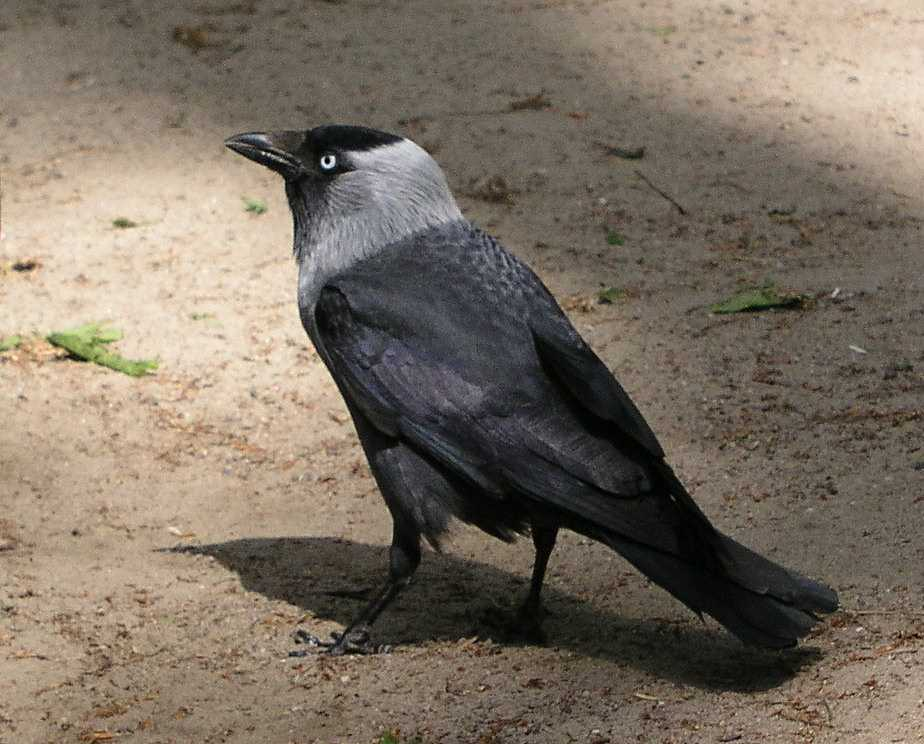
Dohle (Corvus monedula)

## Geboren
- 23. Februar: Estelle von Schweden, schwedische Kronprinzessin
- 11. August: Zheng Haohao, chinesische Skateboarderin

## Gestorben
Für die ausführliche Liste der Verstorbenen siehe Nekrolog 2012.

### Januar
- 01. Januar: Ingeborg Finke-Siegmund, deutsche Pianistin und Klavierpädagogin (* 1919)
- 01. Januar: Kiro Gligorov, mazedonischer Politiker und Staatspräsident (* 1917)
- 03. Januar: Vicar, chilenischer Comiczeichner (* 1934)
- 03. Januar: Willi Entenmann, deutscher Fußballtrainer (* 1943)
- 04. Januar: Eve Arnold, US-amerikanische Fotografin (* 1912)
- 04. Januar: Xaver Unsinn, deutscher Eishockeyspieler und -trainer (* 1929)
- 09. Januar: Malam Bacai Sanhá, guinea-bissauischer Politiker und Staatspräsident (* 1947)
- 09. Januar: Ruth Fernández, puerto-ricanische Sängerin (* 1919)
- 10. Januar: Mary Raftery, irische investigative Journalistin (* 1957)
- 12. Januar: Reginald Hill, britischer Schriftsteller (* 1936)
- 13. Januar: Dany Brawand, Schweizer Industrie-Designer (* 1934)
- 13. Januar: Rauf Denktaş, türkisch-zypriotischer Politiker (* 1924)
- 15. Januar: Mika Ahola, finnischer Endurosportler (* 1974)
- 15. Januar: Carlo Fruttero, italienischer Schriftsteller (* 1926)
- 16. Januar: Gustav Leonhardt, niederländischer Dirigent, Cembalist und Organist (* 1928)
- 19. Januar: Karl Peter Åslin, schwedischer Eishockeytorwart (* 1962)
- 20. Januar: Etta James, US-amerikanische Sängerin (* 1938)
- 20. Januar: John Levy, US-amerikanischer Jazz-Bassist (* 1912)
- 24. Januar: Kurt Adolff, deutscher Automobilrennfahrer (* 1921)
- 24. Januar: Theo Angelopoulos, griechischer Filmregisseur (* 1935)
- 24. Januar: Vadim Glowna, deutscher Schauspieler und Regisseur (* 1941)
- 26. Januar: Dimitra Arliss, US-amerikanische Schauspielerin (* 1932)
- 26. Januar: Roberto Mieres, argentinischer Automobilrennfahrer (* 1924)
- 29. Januar: Oscar Luigi Scalfaro, italienischer Politiker und Staatspräsident (* 1918)
- 31. Januar: Dorothea Tanning, US-amerikanische Malerin, Bildhauerin und Schriftstellerin (* 1910)

### Februar
- 01. Februar: Wisława Szymborska, polnische Lyrikerin und Nobelpreisträgerin (* 1923)
- 02. Februar: Edgar Bessen, deutscher Schauspieler (* 1933)
- 03. Februar: John Christopher, britischer Schriftsteller (* 1922)
- 03. Februar: Ben Gazzara, US-amerikanischer Schauspieler (* 1930)
- 03. Februar: Jürgen Runzheimer, deutscher Historiker, Heimatforscher und Buchautor (* 1924)
- 06. Februar: Antoni Tàpies, spanischer Maler und Bildhauer (* 1923)
- 09. Februar: Dimitri T. Analis, griechischer Schriftsteller und Diplomat (* 1938)
- 11. Februar: Whitney Houston, US-amerikanische Sängerin (* 1963)
- 14. Februar: Hiromi Akiyama, japanischer Bildhauer (* 1937)
- 15. Februar: Werner Andres, deutscher Maschinenbauingenieur und Hochschullehrer (* 1946)
- 15. Februar: Eberhard Horst, deutscher Schriftsteller (* 1924)
- 17. Februar: Joachim Salzgeber, Schweizer Benediktiner und Pädagoge (* 1926)
- 18. Februar: Thomas Langhoff, deutscher Theaterregisseur und -intendant (* 1938)
- 19. Februar: Renato Dulbecco, italienisch-US-amerikanischer Mediziner und Nobelpreisträger (* 1914)
- 20. Februar: Vera Marzot, italienische Kostümbildnerin (* 1931)
- 25. Februar: Maurice André, französischer klassischer Trompeter (* 1933)
- 25. Februar: Hans Glöckel, deutscher Schulpädagoge und Hochschullehrer (* 1928)
- 25. Februar: Erland Josephson, schwedischer Schauspieler (* 1923)
- 26. Februar: Hazy Osterwald, Schweizer Musiker und Orchesterleiter (* 1922)
- 28. Februar: Karl Arnold, deutscher Gewichtheber (* 1940)

### März
- 01. März: Lucio Dalla, italienischer Musiker (* 1943)
- 01. März: Jampel Namdröl Chökyi Gyeltshen, Oberhaupt des Buddhismus in der Mongolei (* 1932)
- 03. März: Rudolf Röhrer, deutscher Journalist (* 1930)
- 10. März: Jean Giraud, französischer Comiczeichner (* 1938)
- 10. März: Frank Sherwood Rowland, US-amerikanischer Chemiker und Nobelpreisträger (* 1927)
- 11. März: Henry Edmund Olufemi Adefope, nigerianischer Politiker (* 1926)
- 11. März: Albrecht Greiner-Mai, deutscher Kunstglasbläser, Glasgestalter und Glaskünstler (* 1932)
- 12. März: Timo Konietzka, deutsch-schweizerischer Fußballspieler und -trainer (* 1938)
- 15. März: Lily Garáfulic, chilenische Bildhauerin (* 1914)
- 17. März: Schenuda III., ägyptischer Geistlicher (* 1923)
- 18. März: Jalal Zolfonoun, iranischer Tar- und Setarspieler, Komponist und Musikpädagoge (* 1938)
- 21. März: Tonino Guerra, italienischer Drehbuchautor (* 1920)
- 22. März: Walter Rosenwald, deutscher Ministerialbeamter, Militärhistoriker und Ordenskundler (* 1924)
- 23. März: Abdullahi Yusuf Ahmed, somalischer Politiker (* 1934)
- 25. März: Antonio Tabucchi, italienischer Schriftsteller (* 1943)
- 27. März: Adrienne Rich, US-amerikanische Dichterin, Schriftstellerin und Feministin (* 1929)
- 28. März: John Arden, britischer Schriftsteller (* 1930)
- 28. März: Alexander Arutjunjan, armenischer Komponist (* 1920)

### April
- 01. April: Miguel de la Madrid Hurtado, mexikanischer Politiker und Staatspräsident (* 1934)
- 04. April: Claude Miller, französischer Filmregisseur (* 1942)
- 05. April: Ferdinand Alexander Porsche, deutscher Industriedesigner (* 1935)
- 05. April: Bingu wa Mutharika, Präsident von Malawi (* 1934)
- 06. April: Heinz Kahlau, deutscher Lyriker (* 1931)
- 06. April: Heinz Kunert, deutscher Erfinder (* 1927)
- 08. April: Jack Tramiel, polnisch-US-amerikanischer Unternehmer und Computerpionier (* 1928)
- 10. April: Luis Aponte Martínez, puerto-ricanischer Erzbischof (* 1922)
- 10. April: Erdoğan Arıca, türkischer Fußballspieler, -trainer und Sportmanager (* 1954)
- 10. April: Raymond Aubrac, französischer Bauingenieur und führendes Mitglied der Résistance (* 1914)
- 10. April: Ivan Nagel, ungarisch-deutscher Theaterwissenschaftler und -intendant (* 1931)
- 11. April: Ahmed Ben Bella, algerischer Politiker und erster Staatspräsident (* 1916)
- 12. April: Rolf Idler, deutscher Theaterschauspieler (* 1943)
- 13. April: Heinz Holecek, österreichischer Sänger (* 1938)
- 14. April: Ernst W. Wies, deutscher Historiker (* 1922)
- 16. April: Yvette Z’Graggen, Schweizer Schriftstellerin und Übersetzerin (* 1920)
- 19. April: Levon Helm, US-amerikanischer Musiker (* 1940)
- 19. April: Holger Schmezer, deutscher Dressurreiter und Bundestrainer (* 1947)
- 20. April: Peter Carsten, deutscher Schauspieler (* 1928)
- 21. April: Ana Mercedes Asuaje de Rugeles, venezolanische Komponistin und Musikpädagogin (* 1914)
- 21. April: Heinrich Pachl, deutscher Kabarettist und Autor (* 1943)
- 23. April: Hugo Fiorato, US-amerikanischer Geiger und Dirigent (* 1914)
- 27. April: David Weiss, Schweizer Künstler (* 1946)
- 28. April: Matilde Camus, spanische Dichterin und Schriftstellerin (* 1919)
- 30. April: Alexander Dale Oen, norwegischer Schwimmer (* 1985)

### Mai
- 01. Mai: Gonçalo Amorim, portugiesischer Radrennfahrer (* 1972)
- 01. Mai: Ricardo César Andreu, argentinischer Schauspieler, Komiker und Autor (* 1919)
- 04. Mai: Adam Yauch, US-amerikanischer Musiker (* 1964)
- 06. Mai: Volker Canaris, deutscher Dramaturg, Theaterkritiker und -intendant (* 1942)
- 06. Mai: Jean Laplanche, französischer Psychoanalytiker und Autor (* 1924)
- 08. Mai: Walter Roderer, Schweizer Volksschauspieler (* 1920)
- 08. Mai: Maurice Sendak, US-amerikanischer Kinderbuchautor und Illustrator (* 1928)
- 09. Mai: Vidal Sassoon, britischer Friseur und Unternehmer (* 1928)
- 10. Mai: Horst Faas, deutscher Fotograf und Kriegsberichterstatter (* 1933)
- 10. Mai: Günther Kaufmann, deutscher Schauspieler (* 1947)
- 10. Mai: Carroll Shelby, US-amerikanischer Rennfahrer und Sportwagen-Konstrukteur (* 1923)
- 10. Mai: Gunnar Sønsteby, norwegischer Widerstandskämpfer (* 1918)
- 13. Mai: Donald Dunn, US-amerikanischer Bassist (* 1941)
- 14. Mai: Ernst Hinterberger, österreichischer Schriftsteller und Drehbuchautor (* 1931)
- 15. Mai: Carlos Fuentes, mexikanischer Schriftsteller (* 1928)
- 15. Mai: Arno Lustiger, deutscher Historiker (* 1924)
- 16. Mai: Kurt Felix, Schweizer Fernsehmoderator und Fernsehjournalist (* 1941)
- 16. Mai: Wolfgang Wiens, deutscher Dramaturg und Theaterregisseur (* 1941)
- 17. Mai: Donna Summer, US-amerikanische Sängerin (* 1948)
- 18. Mai: Dietrich Fischer-Dieskau, deutscher Sänger (* 1925)
- 20. Mai: Robin Gibb, britischer Sänger, Komponist und Texter (* 1949)
- 20. Mai: Christoph Hemrich, deutscher Schauspieler (* 1956)
- 22. Mai: Bolesław Sulik, polnisch-britischer Journalist, Drehbuchautor und Regisseur (* 1929)
- 25. Mai: Edoardo Mangiarotti, italienischer Fechter (* 1919)
- 26. Mai: Zvi Aharoni, israelischer Mossad-Agent (* 1921)
- 27. Mai: Friedrich Hirzebruch, deutscher Mathematiker (* 1927)
- 28. Mai: Harry Parker, US-amerikanischer Baseballspieler (* 1947)
- 29. Mai: Shindō Kaneto, japanischer Filmregisseur und Drehbuchautor (* 1912)
- 30. Mai: Heinz Eckner, deutscher Schauspieler (* 1925)
- 30. Mai: Andrew Fielding Huxley, britischer Biophysiker, Physiologe und Nobelpreisträger (* 1917)
- 31. Mai: Roger Fournier, kanadischer Schriftsteller und Filmregisseur (* 1929)
- 31. Mai: Paul Pietsch, deutscher Automobilrennfahrer und Verleger (* 1911)

### Juni
- 04. Juni: Nikolaus Aidelsburger, deutscher Politiker (* 1936)
- 04. Juni: Eduard Chil, russischer Sänger (* 1934)
- 05. Juni: Ray Bradbury, US-amerikanischer Schriftsteller (* 1920)
- 06. Juni: Wladimir Krutow, russischer Eishockeyspieler (* 1960)
- 11. Juni: Teófilo Stevenson, kubanischer Boxer (* 1952)
- 12. Juni: Margarete Mitscherlich, deutsche Psychoanalytikerin und Autorin (* 1917)
- 12. Juni: Elinor Ostrom, US-amerikanische Ökonomin und Nobelpreisträgerin (* 1933)
- 13. Juni: Roger Garaudy, französischer Philosoph (* 1913)
- 13. Juni: William S. Knowles, US-amerikanischer Chemiker und Nobelpreisträger (* 1917)
- 13. Juni: Jerry Tubbs, US-amerikanischer American-Football-Spieler (* 1935)
- 14. Juni: Peter Kingsley Archer, britischer Politiker (* 1926)
- 16. Juni: Giuseppe Bertolucci, italienischer Drehbuchautor und Regisseur (* 1947)
- 17. Juni: Rodney King, US-amerikanisches Opfer von Polizeigewalt (* 1965)
- 25. Juni: Doris Schade, deutsche Schauspielerin (* 1924)
- 26. Juni: Carl Sverker Åström, schwedischer Diplomat (* 1915)
- 26. Juni: Nora Ephron, US-amerikanische Drehbuchautorin und Filmregisseurin (* 1941)
- 28. Juni: Richard Isay, US-amerikanischer Psychiater (* 1934)
- 29. Juni: Karl-Heinz Domdey, deutscher Wirtschaftswissenschaftler und Hochschullehrer (* 1926)
- 30. Juni: Jitzchak Schamir, israelischer Politiker (* 1915)
- 000Juni: Plinio Antolini, italienischer Amateurastronom und Asteroidenentdecker (* 1920)

### Juli
- 01. Juli: Margot Werner, österreichische Tänzerin und Sängerin (* 1937)
- 03. Juli: Andy Griffith, US-amerikanischer Schauspieler und Filmproduzent (* 1926)
- 03. Juli: Sergio Pininfarina, italienischer Autodesigner (* 1926)
- 07. Juli: Leon Schlumpf, Schweizer Politiker (* 1925)
- 08. Juli: Ernest Borgnine, US-amerikanischer Schauspieler (* 1917)
- 13. Juli: Bucky Adams, kanadischer Jazzsaxophonist und Bandleader (* 1937)
- 14. Juli: John Campbell Arbuthnott, britischer Peer, Geschäftsmann und Mitglied des House of Lords (* 1924)
- 15. Juli: Celeste Holm, US-amerikanische Schauspielerin (* 1917)
- 16. Juli: Jon Lord, britischer Musiker (* 1941)
- 18. Juli: Frances Spence, US-amerikanische Programmiererin (* 1922)
- 19. Juli: Hans Nowak, deutscher Fußballspieler (* 1937)
- 21. Juli: Susanne Lothar, deutsche Schauspielerin (* 1960)
- 22. Juli: Walther Sethe, deutscher Verwaltungsjurist (* 1930)
- 23. Juli: Lars Ardelius, schwedischer Schriftsteller (* 1926)
- 23. Juli: Maria Emanuel Markgraf von Meißen, deutscher Chef des Hauses Wettin (* 1926)
- 24. Juli: John Atta Mills, ghanaischer Politiker und Staatspräsident (* 1944)
- 25. Juli: Karl-Hans Arndt, deutscher Arzt, Chirurg und Sportmediziner (* 1935)
- 25. Juli: Willi Scheidhauer, deutscher Motorradrennfahrer und Unternehmer (* 1924)
- 25. Juli: Franz West, österreichischer bildender Künstler (* 1947)
- 27. Juli: Robert Golden Armstrong, US-amerikanischer Fernseh-, Film- und Theaterschauspieler (* 1917)
- 27. Juli: Carl-Ludwig Wagner, deutscher Politiker und Ministerpräsident (* 1930)
- 28. Juli oder 29. Juli: Christa Williams, deutsche Schlagersängerin (* 1926)
- 29. Juli: Chris Marker, französischer Filmregisseur (* 1921)
- 29. Juli: Heinz A. Staab, deutscher Chemiker, Präsident der Max-Planck-Gesellschaft (* 1926)
- 30. Juli: Maeve Binchy, irische Schriftstellerin (* 1939)
- 31. Juli: Gore Vidal, US-amerikanischer Schriftsteller (* 1925)

### August
- 01. August: Liselotte Funcke, deutsche Politikerin (* 1918)
- 01. August: Aldo Maldera, italienischer Fußballspieler (* 1953)
- 01. August: Helmut Minow, deutscher Vermessungsingenieur (* 1922)
- 05. August: Chavela Vargas, mexikanische Sängerin (* 1919)
- 06. August: Marvin Hamlisch, US-amerikanischer Komponist (* 1944)
- 06. August: Bernard Lovell, britischer Astronom (* 1913)
- 07. August: Pete Ariel, deutscher Filmregisseur, Filmeditor, Regieassistent und Drehbuchautor (* 1941)
- 08. August: Fay Ajzenberg-Selove, US-amerikanische experimentelle Kernphysikerin (* 1926)
- 08. August: Kurt Maetzig, deutscher Filmregisseur (* 1911)
- 09. August: Milan Uherek, tschechischer Chorleiter und Komponist (* 1925)
- 14. August: Henri Greder, französischer Automobilrennfahrer (* 1930)
- 15. August: Harry Harrison, US-amerikanischer Schriftsteller (* 1925)
- 18. August: Scott McKenzie, US-amerikanischer Sänger (* 1939)
- 18. August: Werner Riepel, deutscher Schauspieler (* 1922)
- 18. August: Ansten Samuelstuen, US-amerikanischer Skispringer (* 1929)
- 18. August: Robert F. Schloeth, Schweizer Zoologe (* 1927)
- 19. August: Tony Scott, britischer Filmregisseur (* 1944)
- 19. August: David Weir, US-amerikanischer Automobilrennfahrer (* 1944)
- 20. August: Dom Mintoff, maltesischer Politiker (* 1916)
- 20. August: Meles Zenawi, äthiopischer Politiker (* 1955)
- 21. August: Georg Leber, deutscher Politiker und Bundesminister (* 1920)
- 21. August: William Thurston, US-amerikanischer Mathematiker (* 1946)
- 25. August: Florencio Amarilla Lacasa, paraguayischer Fußballspieler und Schauspieler (* 1935)
- 25. August: Neil Armstrong, US-amerikanischer Astronaut (* 1930)
- 28. August: Alfred Schmidt, deutscher Philosoph (* 1931)
- 28. August: Eva Figes, britische Schriftstellerin, Sozialkritikerin und Aktivistin gegen die traditionelle realistische Literatur (* 1932)
- 29. August: Hans Jürgen Diedrich, deutscher Schauspieler und Kabarettist (* 1923)
- 30. August: Paul Friedrichs, deutscher Motocross-Weltmeister und Endurosportler (* 1940)
- 31. August: Hans Ambrosi, deutscher Winzer (* 1925)
- 31. August: Martin Goldstein, deutscher Psychotherapeut und Jugendberater „Dr. Sommer“ (* 1927)
- 31. August: Carlo Maria Martini, italienischer Kardinal, Erzbischof von Mailand (* 1927)

### September
- 03. September: Griselda Blanco, kolumbianische Führungspersönlichkeit des Medellín-Kartells (* 1943)
- 03. September: Michael Clarke Duncan, US-amerikanischer Schauspieler (* 1957)
- 03. September: Sun Myung Moon, südkoreanischer Kirchengründer (* 1920)
- 05. September: Maria Becker, deutsch-schweizerische Schauspielerin (* 1920)
- 08. September: Josef Ambacher, deutscher Bankdirektor und Präsident des Deutschen Schützenbundes (* 1940)
- 08. September: Alois Fischbauer, österreichischer Skibobfahrer und Sportfunktionär (* 1951)
- 08. September: Peter Hussing, deutscher Boxer (* 1948)
- 08. September: Thomas Szasz, US-amerikanischer Psychiater (* 1920)
- 08. September: Gerd Szepanski, deutscher Sportreporter (* 1947)
- 12. September: Jimmy Andrews, schottischer Fußballspieler (* 1927)
- 12. September: Sid Watkins, britischer Neurochirurg und Chefarzt der Formel-1 (* 1928)
- 13. September: Otto Stich, Schweizer Politiker (* 1927)
- 13. September: Josef Strauß, deutscher Fußballtorwart (* 1928)
- 16. September: Friedrich Zimmermann, deutscher Politiker und Bundesminister (* 1925)
- 17. September: Manuel Troncoso, dominikanischer Komponist (* 1927)
- 18. September: Santiago Carrillo, spanischer Politiker (* 1915)
- 20. September: Herbert Rosendorfer, deutscher Jurist und Schriftsteller (* 1934)
- 23. September: Andrzej Chłopecki, polnischer Musikwissenschaftler und -kritiker (* 1950)
- 23. September: Corrie Sanders, südafrikanischer Boxer (* 1966)
- 25. September: Andy Williams, US-amerikanischer Sänger und Entertainer (* 1927)
- 27. September: R. B. Greaves, US-amerikanischer Sänger und Songwriter (* 1943)
- 27. September: Hardt-Waltherr Hämer, deutscher Architekt und Stadtplaner (* 1922)
- 27. September: Herbert Lom, britischer Schauspieler (* 1917)
- 29. September: Arthur Ochs Sulzberger, US-amerikanischer Zeitungsverleger (* 1926)

### Oktober
- 01. Oktober: Gordon Vernon Audley, kanadischer Eisschnellläufer (* 1928)
- 01. Oktober: Dirk Bach, deutscher Schauspieler und Komiker (* 1961)
- 01. Oktober: Daniel D. Harris, US-amerikanischer Gitarrist und Schauspieler (* 1947)
- 01. Oktober: Eric Hobsbawm, britischer Historiker (* 1917)
- 04. Oktober: Erhard Wunderlich, deutscher Handballspieler (* 1956)
- 06. Oktober: Chadli Bendjedid, algerischer Politiker und Staatspräsident (* 1929)
- 11. Oktober: Helmut Haller, deutscher Fußballspieler (* 1939)
- 12. Oktober: Harry Valérien, deutscher Sportjournalist und -autor (* 1923)
- 15. Oktober: Norodom Sihanouk, kambodschanischer König (* 1922)
- 16. Oktober: Hans-Dieter Diehl, deutscher Fußballspieler (* 1941)
- 17. Oktober: Tadeusz Chmielewski, polnischer Pianist und Musikpädagoge (* 1941)
- 17. Oktober: Sylvia Kristel, niederländische Schauspielerin (* 1952)
- 17. Oktober: Wolfgang Menge, deutscher Drehbuchautor und Fernsehmoderator (* 1924)
- 19. Oktober: Käthe Reichel, deutsche Schauspielerin und Friedensaktivistin (* 1926)
- 23. Oktober: Arthur Feldmann, deutschsprachiger Schriftsteller österreichisch-jüdischer Herkunft (* 1926)
- 26. Oktober: Mac Ahlberg, schwedischer Kameramann, Filmregisseur und Drehbuchautor (* 1931)
- 27. Oktober: Hans Werner Henze, deutscher Komponist (* 1926)
- 28. Oktober: Merry Anders, US-amerikanische Schauspielerin (* 1934)
- 30. Oktober: Markus Redli, Schweizer Jurist und Bundesbeamter (* 1915)

### November
- 03. November: Hans Henrik Andersen, dänischer Atomphysiker (* 1937)
- 05. November: Elliott Carter, US-amerikanischer Komponist (* 1908)
- 07. November: Jacques Rey, Schweizer Autorennfahrer (* 1923)
- 09. November: Major Harris, US-amerikanischer Soul-Sänger (* 1947)
- 12. November: Wolf Gerlach, deutscher Bühnenbildner, Filmarchitekt, Karikaturenzeichner, Maler, Autor und der Erfinder der Mainzelmännchen (* 1928)
- 19. November: Boris Strugazki, russischer Schriftsteller (* 1933)
- 23. November: Larry Hagman, US-amerikanischer Schauspieler (* 1931)
- 24. November: Tita Carloni, Schweizer Architekt (* 1931)
- 24. November: Heinz Werner Kraehkamp, deutscher Schauspieler und Kabarettist (* 1948)
- 26. November: Joseph Murray, US-amerikanischer Mediziner und Nobelpreisträger (* 1919)
- 29. November: Friedrich Wilhelm Ahnefeld, deutscher Anaesthesiologe und Hochschullehrer (* 1924)
- 29. November: Klaus Schütz, deutscher Politiker und Regierender Bürgermeister (* 1926)

### Dezember
- 01. Dezember: Gunter Benkißer, deutscher Ingenieurwissenschaftler und Hochschullehrer (* 1939)
- 05. Dezember: Dave Brubeck, US-amerikanischer Jazzpianist (* 1920)
- 05. Dezember: Oscar Niemeyer, brasilianischer Architekt (* 1907)
- 09. Dezember: Gertraud Heuß-Giehrl, deutsche Erziehungswissenschaftlerin (* 1931)
- 09. Dezember: Patrick Moore, britischer Astronom und Autor (* 1923)
- 09. Dezember: Kurt Neubauer, deutscher Politiker (* 1922)
- 10. Dezember: Albert O. Hirschman, deutsch-US-amerikanischer Soziologe (* 1915)
- 10. Dezember: Iajuddin Ahmed, bangladeschischer Politiker (* 1931)
- 11. Dezember: Ravi Shankar, indischer Musiker und Komponist (* 1920)
- 11. Dezember: Galina Wischnewskaja, russische Opernsängerin (* 1926)
- 14. Dezember: Klaus Köste, deutscher Gerätturner (* 1943)
- 16. Dezember: Axel Anderson, puerto-ricanischer Schauspieler (* 1929)
- 17. Dezember: Daniel Inouye, US-amerikanischer Politiker (* 1924)
- 17. Dezember: Peter B. Kenen, US-amerikanischer Ökonom (* 1932)
- 19. Dezember: Peter Struck, deutscher Politiker (* 1943)
- 21. Dezember: Peter Wapnewski, deutscher Germanist (* 1922)
- 22. Dezember: Mira Wanting, dänische Schauspielerin (* 1978)
- 24. Dezember: Charles Durning, US-amerikanischer Schauspieler (* 1923)
- 24. Dezember: Jack Klugman, US-amerikanischer Schauspieler (* 1922)
- 25. Dezember: Othmar Schneider, österreichischer Skirennläufer (* 1928)
- 25. Dezember: Joachim Seyppel, deutscher Schriftsteller (* 1919)
- 26. Dezember: Gerald Anderson, britischer Marionettenkünstler und Filmemacher (* 1929)
- 27. Dezember: Jesco von Puttkamer, deutsch-US-amerikanischer Raumfahrtingenieur und Autor (* 1933)
- 27. Dezember: Norman Schwarzkopf jr., US-amerikanischer General (* 1934)
- 28. Dezember: Nicholas Neoclis Ambraseys, griechisch-britischer Bauingenieur, Pionier der Bodenmechanik und Seismologie (* 1929)
- 29. Dezember: Thomas L. Jentz, US-amerikanischer Autor (* 1946)
- 30. Dezember: Rita Levi-Montalcini, italienische Neurologin und Nobelpreisträgerin (* 1909)
- 30. Dezember: Carl Woese, US-amerikanischer Biologe (* 1928)
- 31. Dezember: Günter Rössler, deutscher Fotograf (* 1926)
- 00. Dezember: Jon Finch, britischer Schauspieler (* 1942)

### Genaues Sterbedatum unbekannt
- Wolfgang Schumann, deutscher Dirigent und Komponist (* 1927)

### Galerie der Verstorbenen

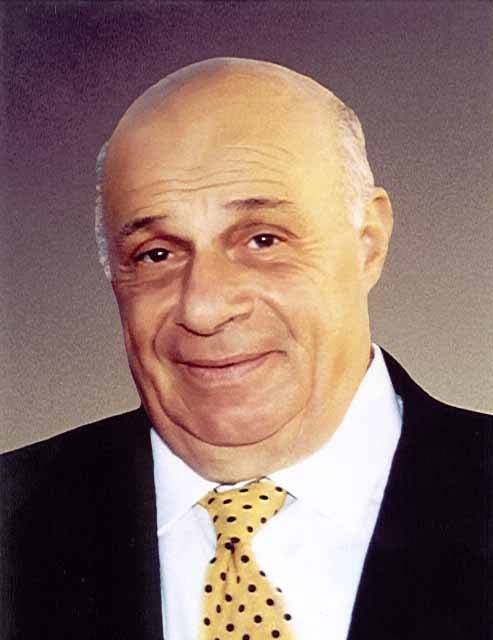
13. Januar: Rauf Denktaş (2004)
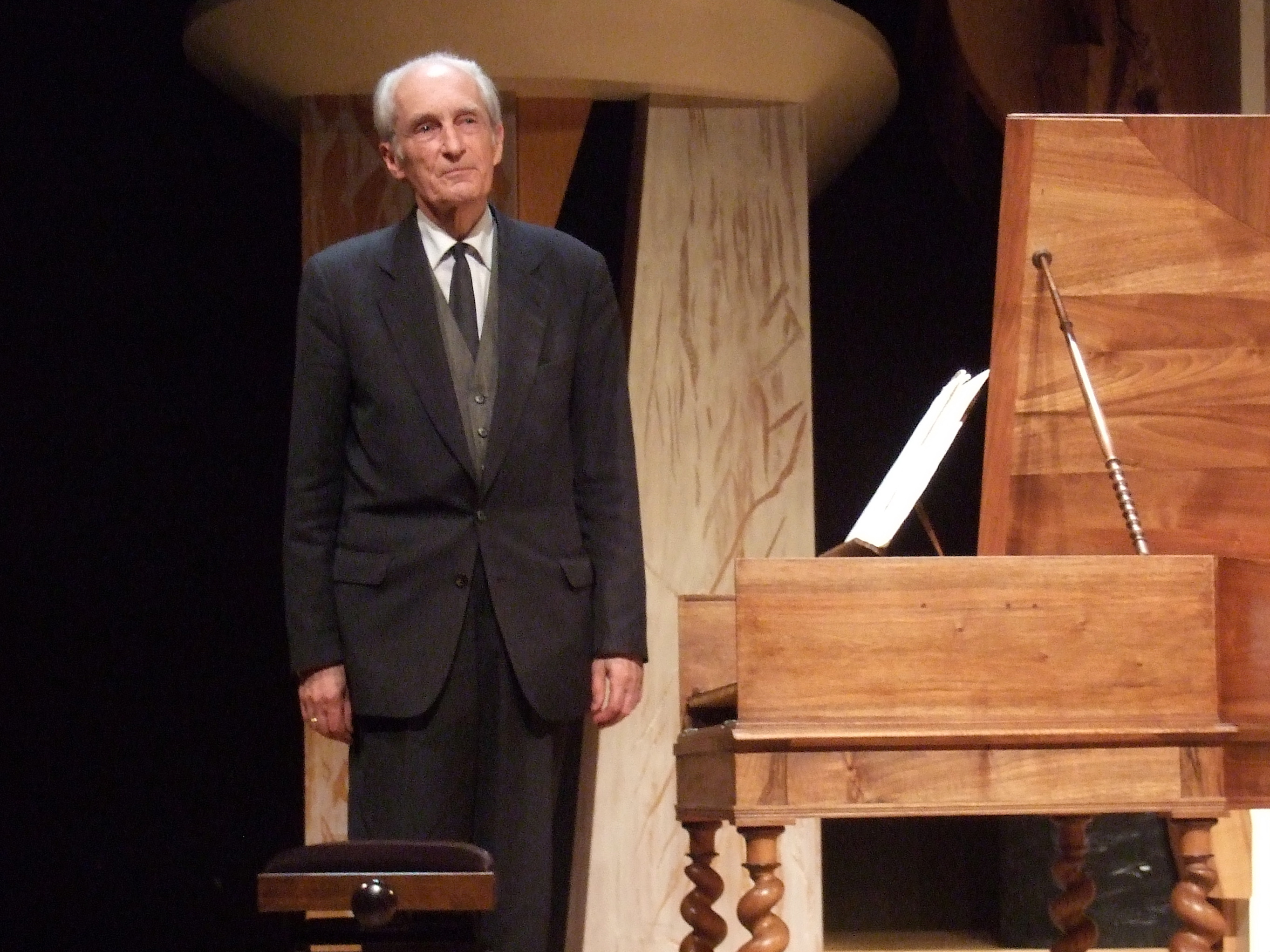
16. Januar: Gustav Leonhardt (2008)
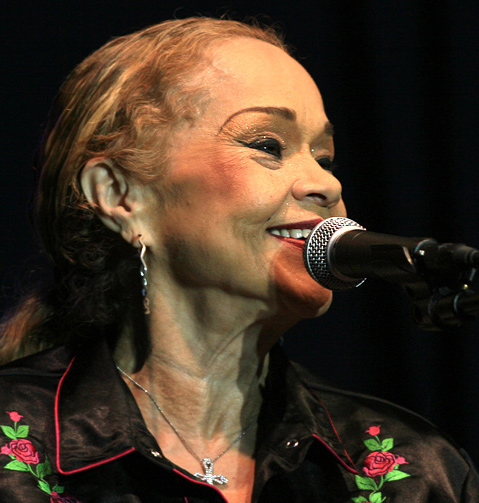
20. Januar: Etta James (2006)
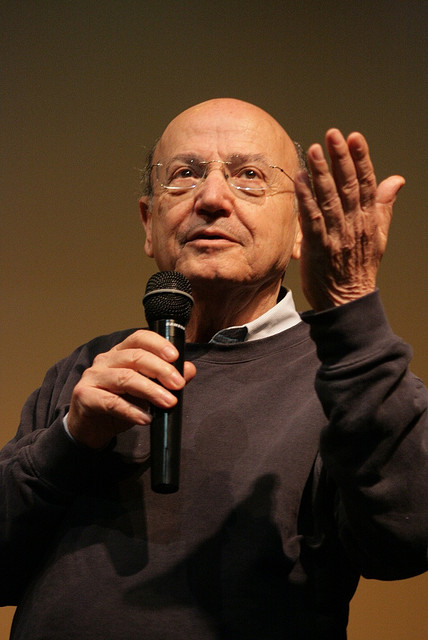
24. Januar: Theo Angelopoulos (2009)
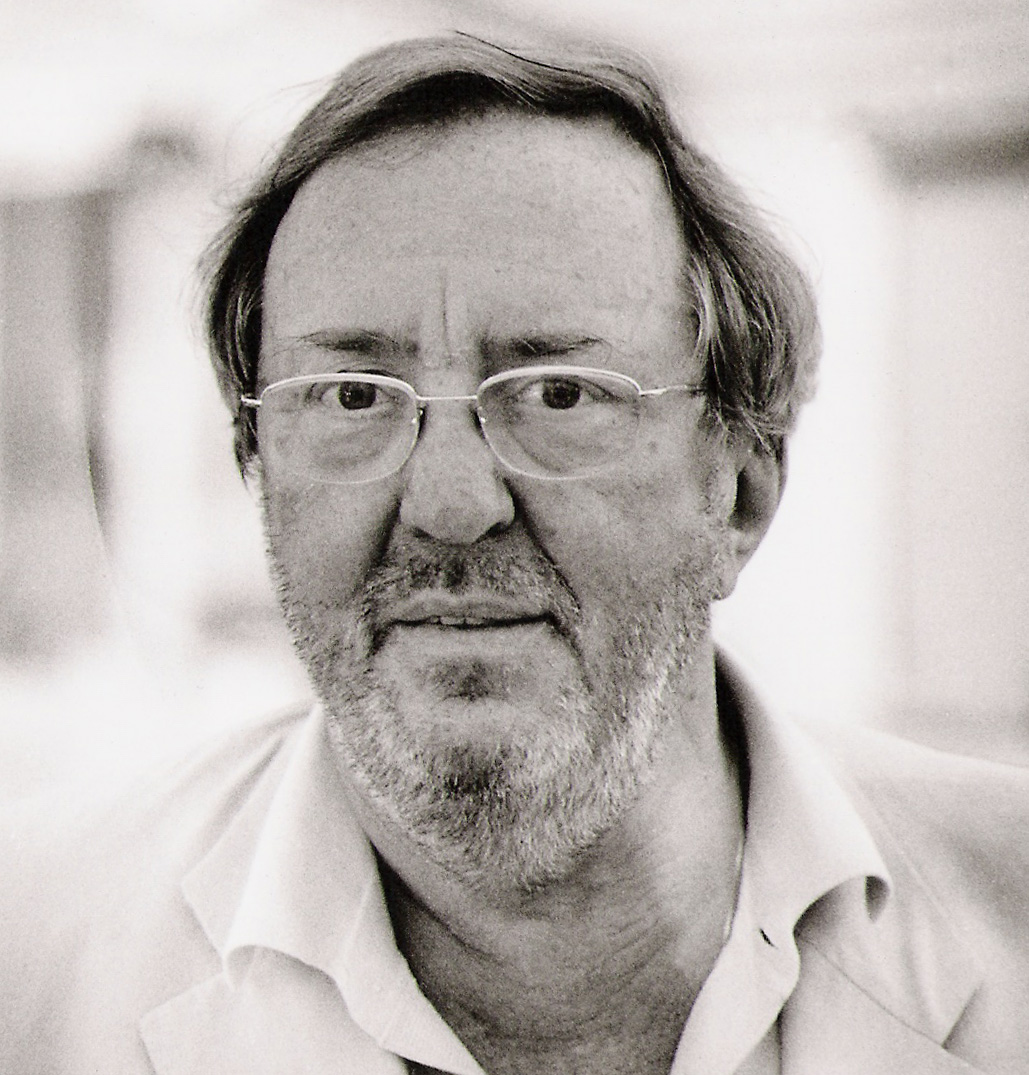
24. Januar: Vadim Glowna (2007)
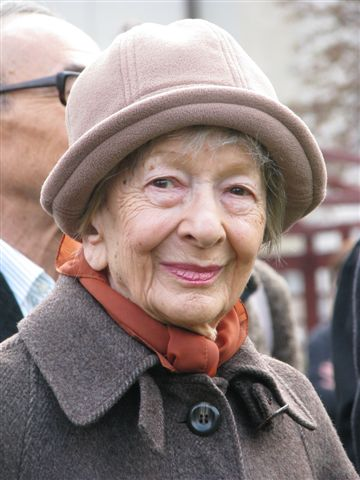
1. Februar: Wisława Szymborska (2009)
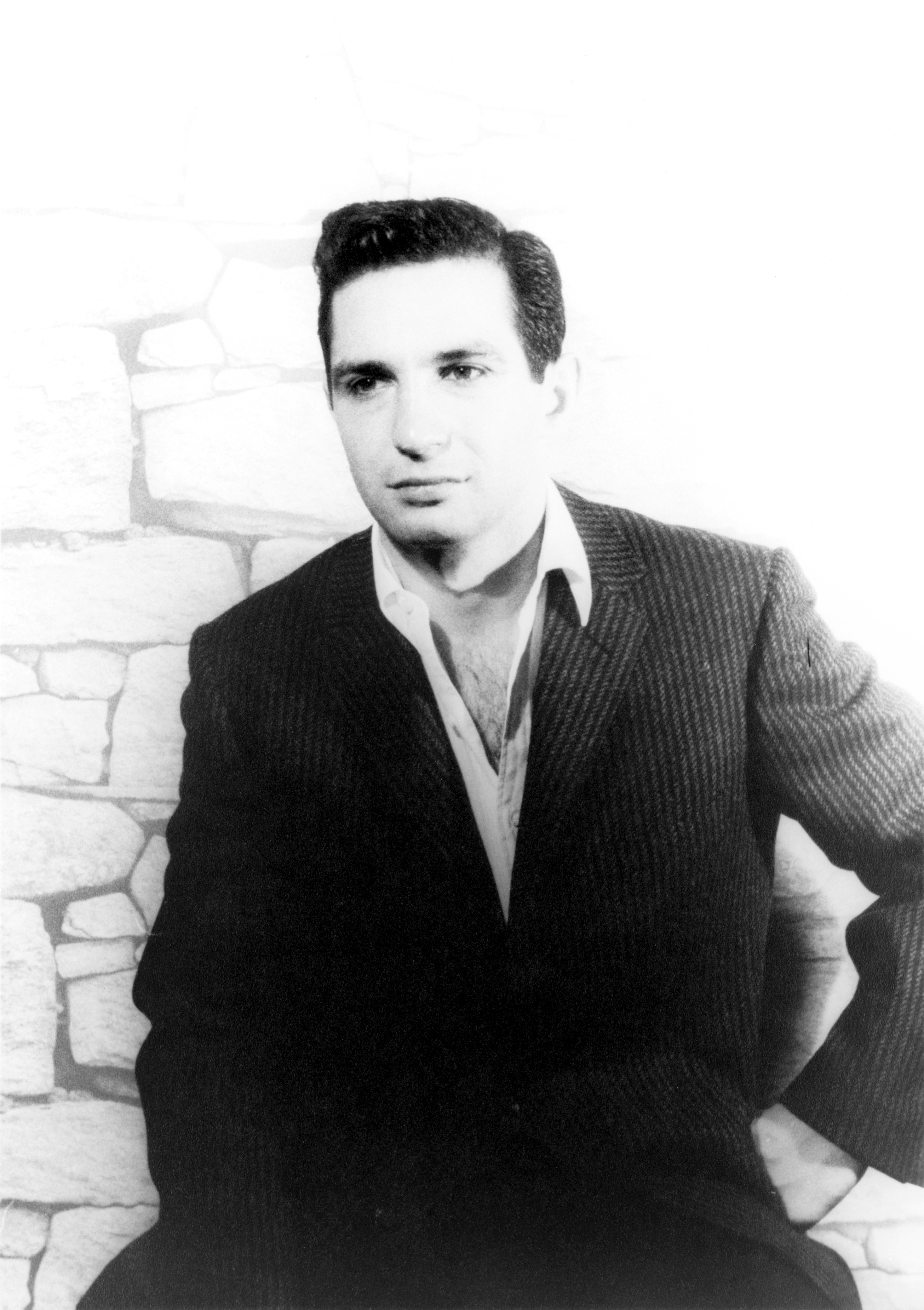
3. Februar: Ben Gazzara (1955)
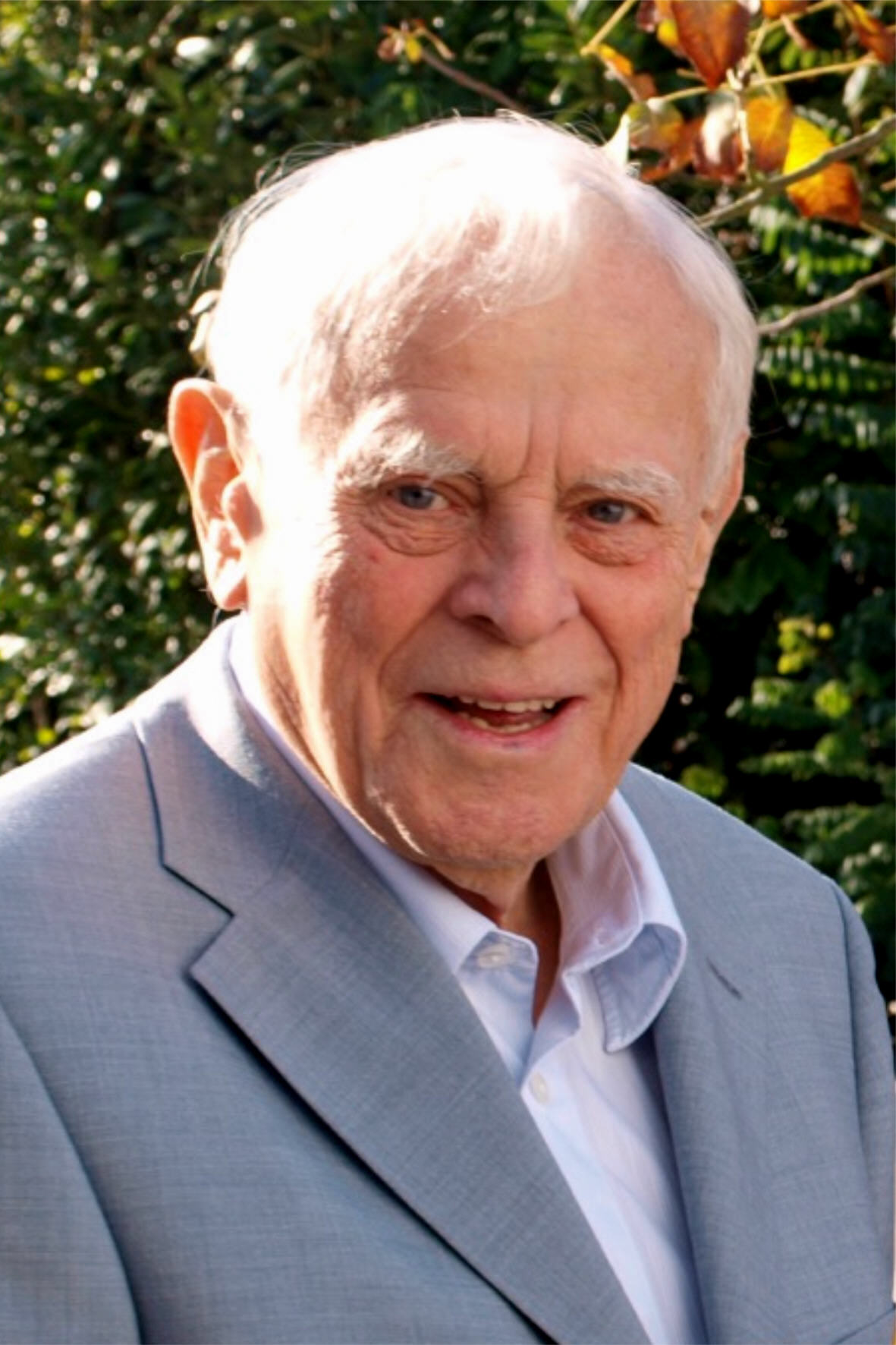
3. Februar: Jürgen Runzheimer (2013)
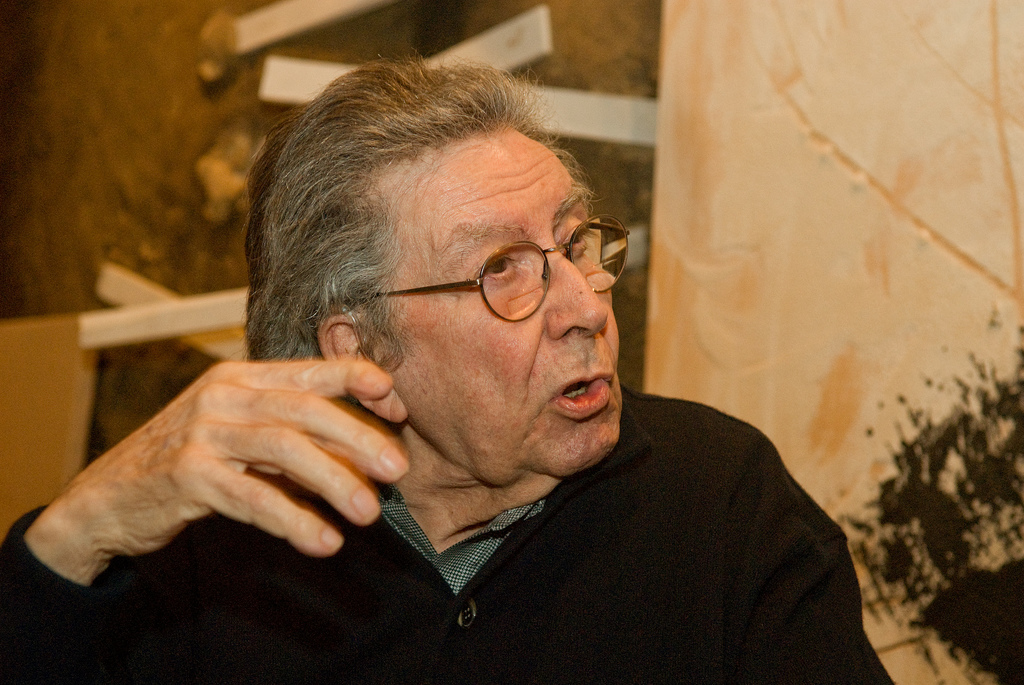
6. Februar: Antoni Tàpies (2008)
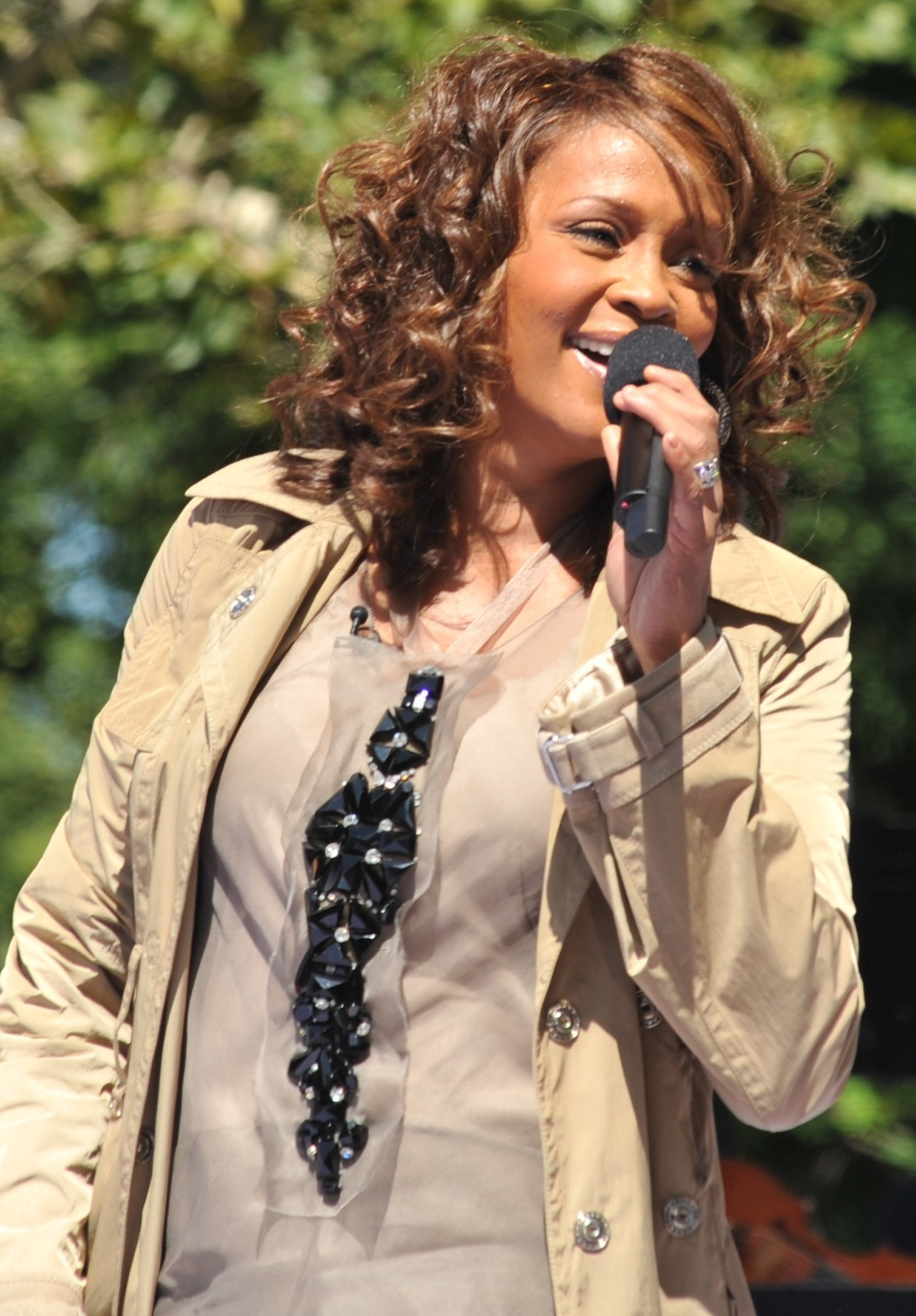
11. Februar: Whitney Houston (2009)
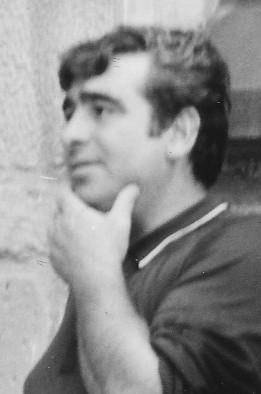
25. Februar: Maurice André (1969)
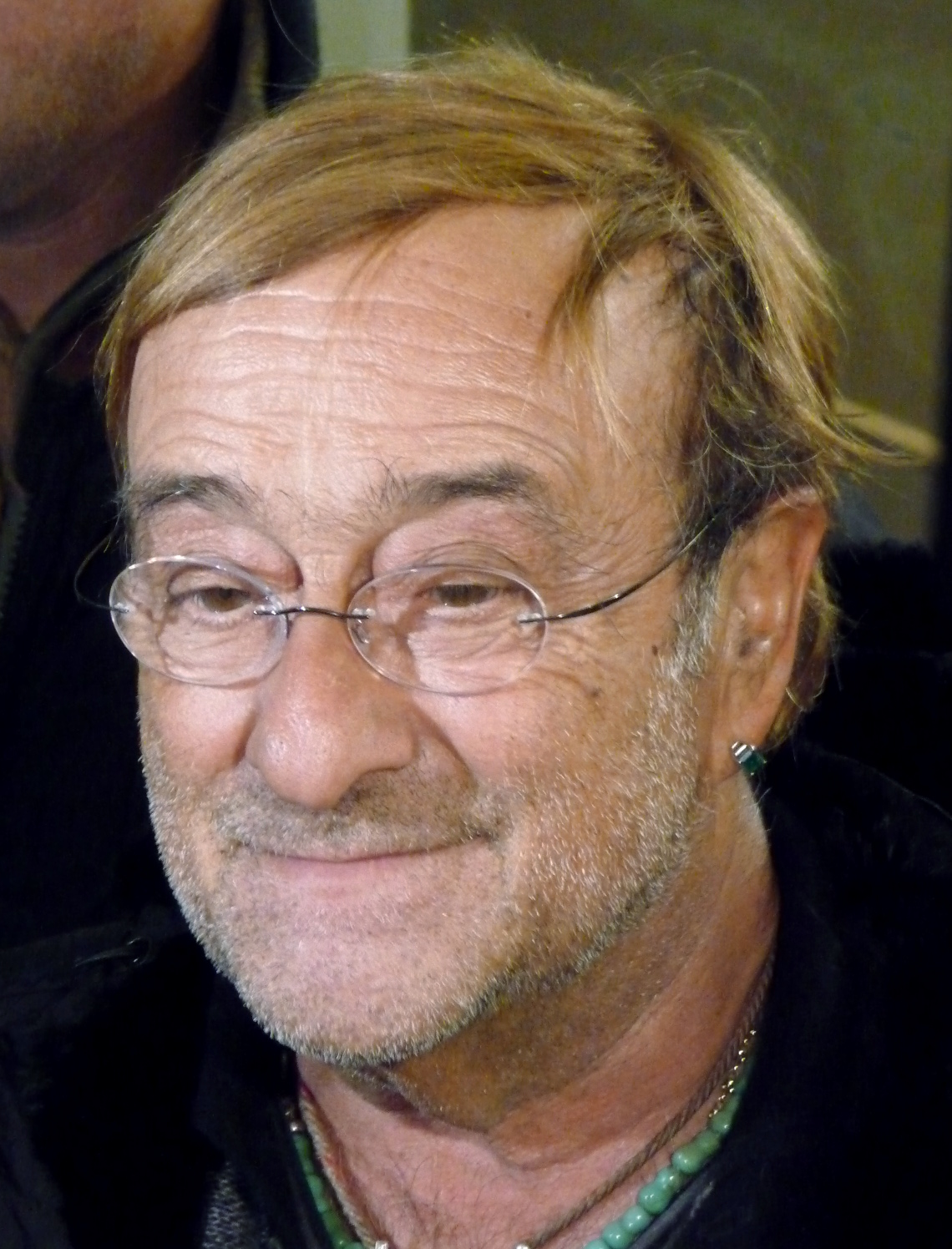
1. März: Lucio Dalla (2008)
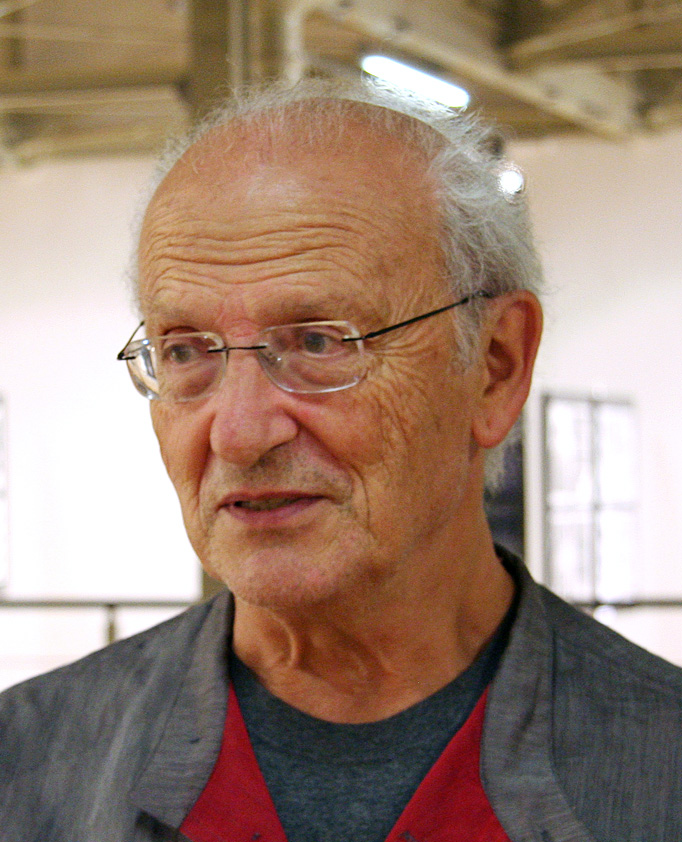
10. März: Jean „Mœbius“ Giraud (2008)
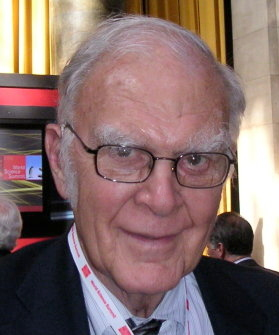
10. März: Frank Sherwood Rowland (2008)
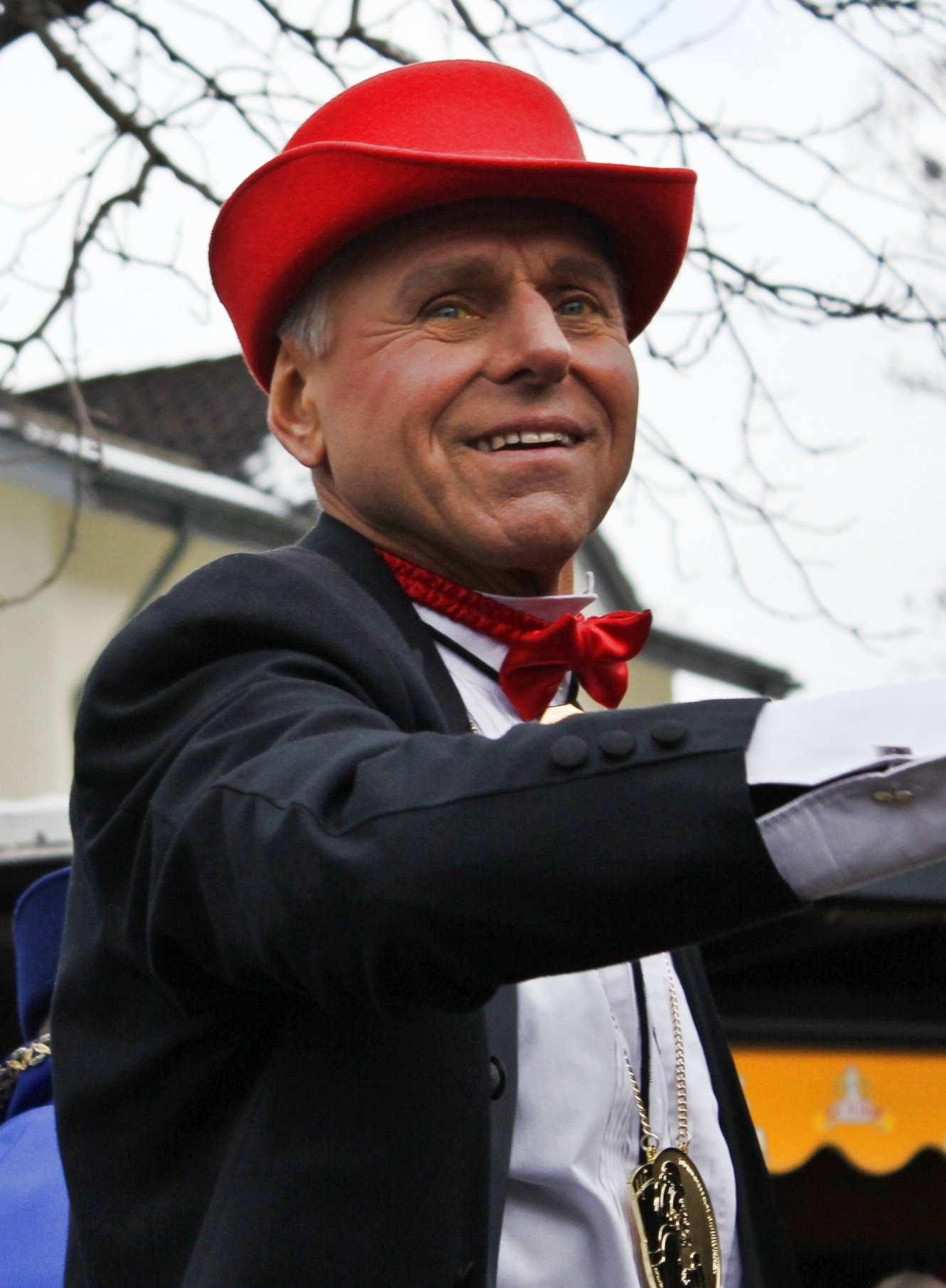
12. März: Timo Konietzka 2012
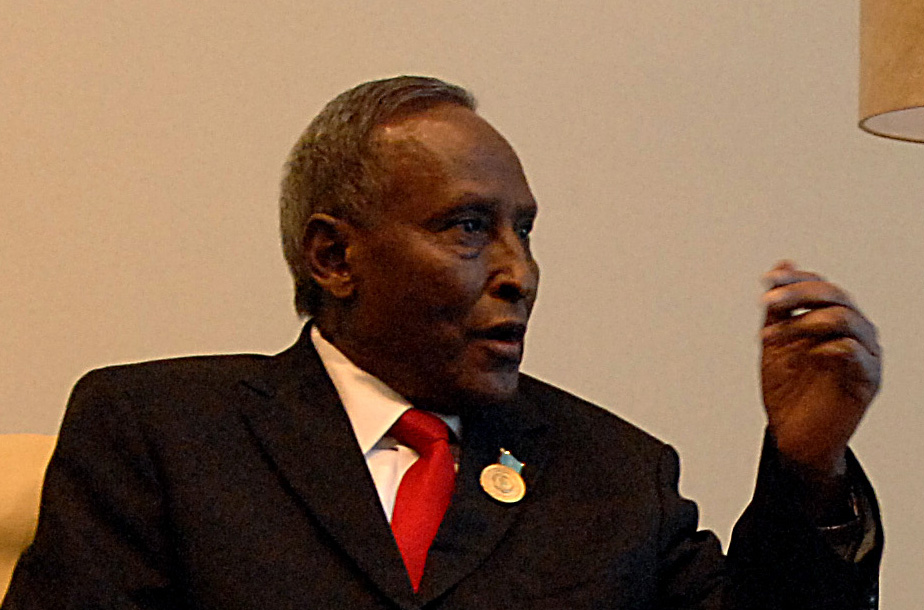
23. März: Abdullahi Yusuf Ahmed (2008)
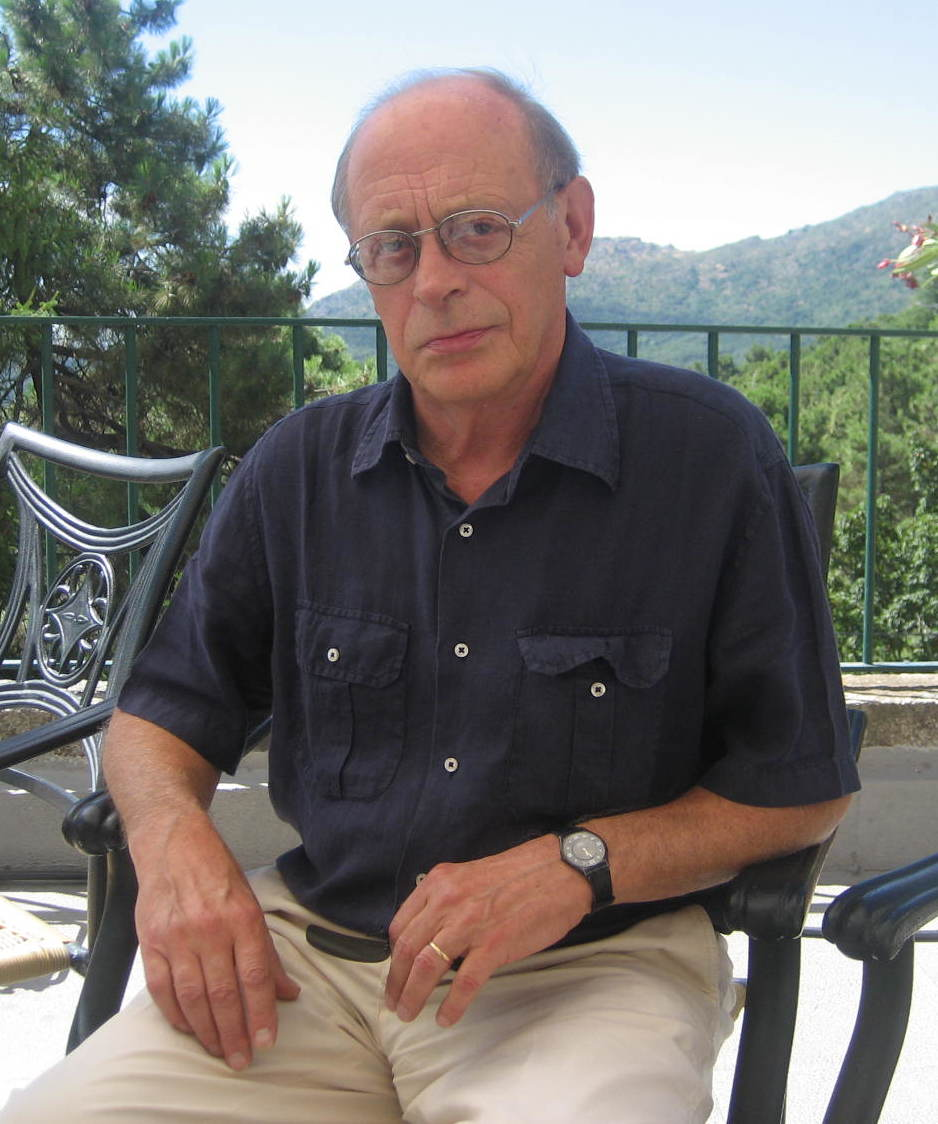
25. März: Antonio Tabucchi (2008)
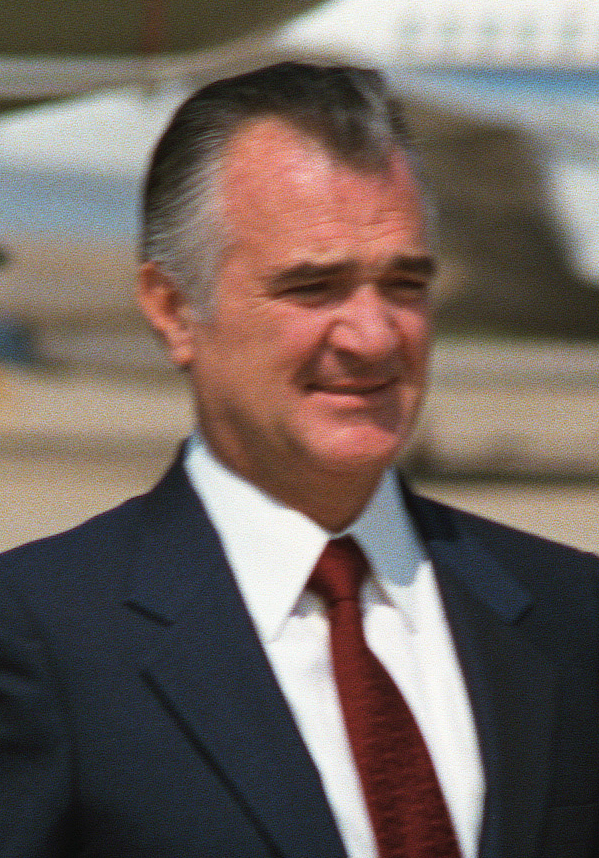
1. April: Miguel de la Madrid Hurtado (1986)
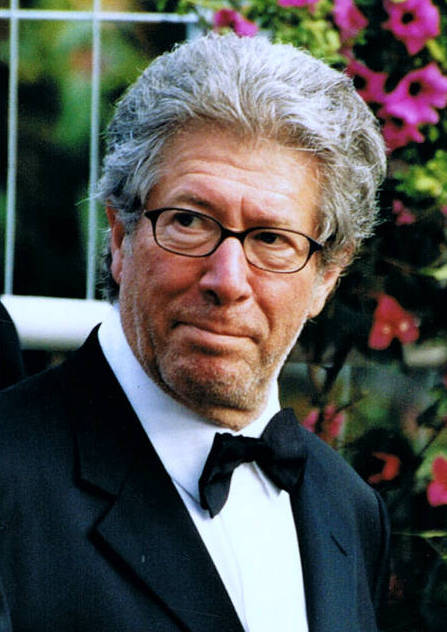
4. April: Claude Miller (2003)
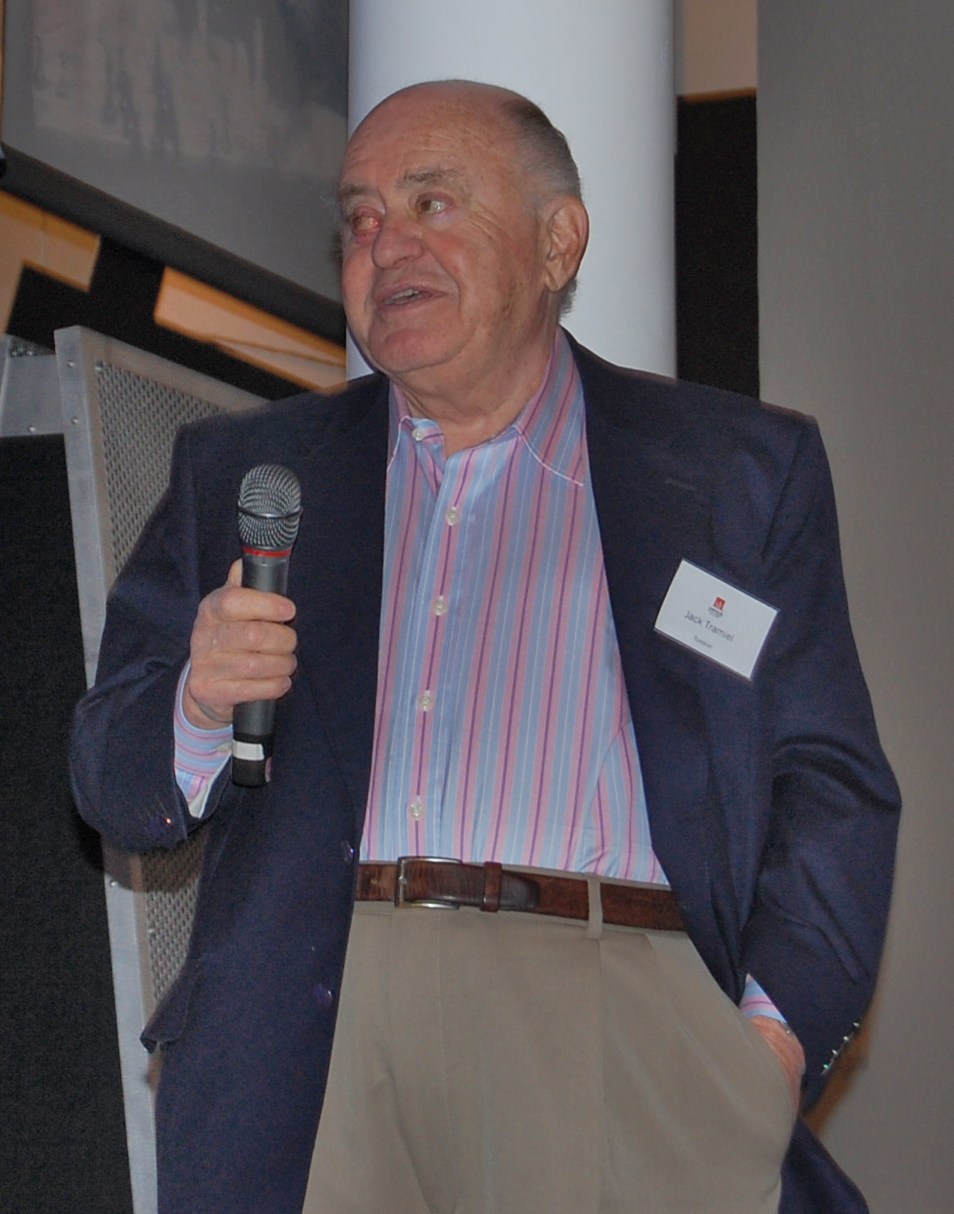
8. April: Jack Tramiel (2007)
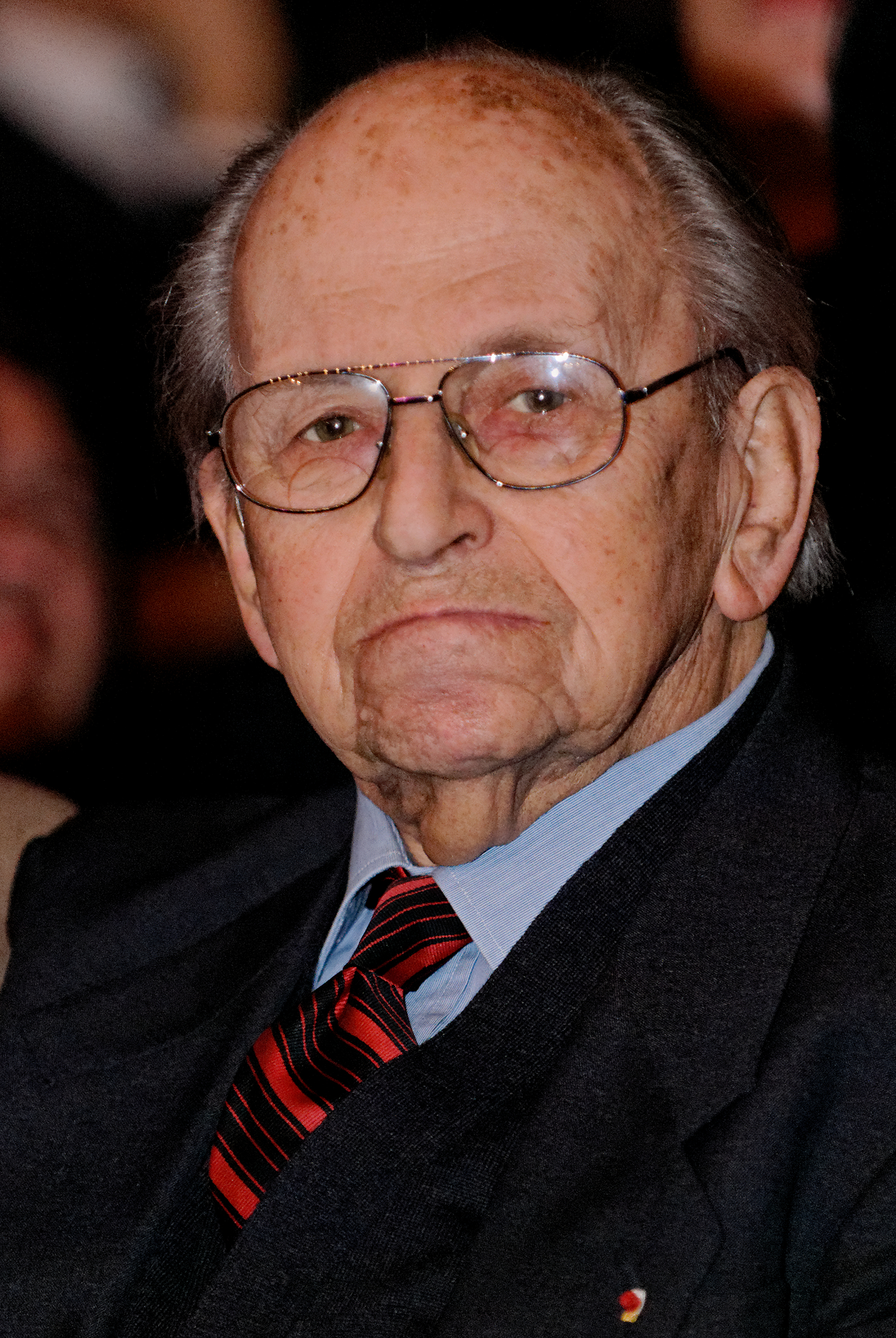
10. April: Raymond Aubrac (2008)
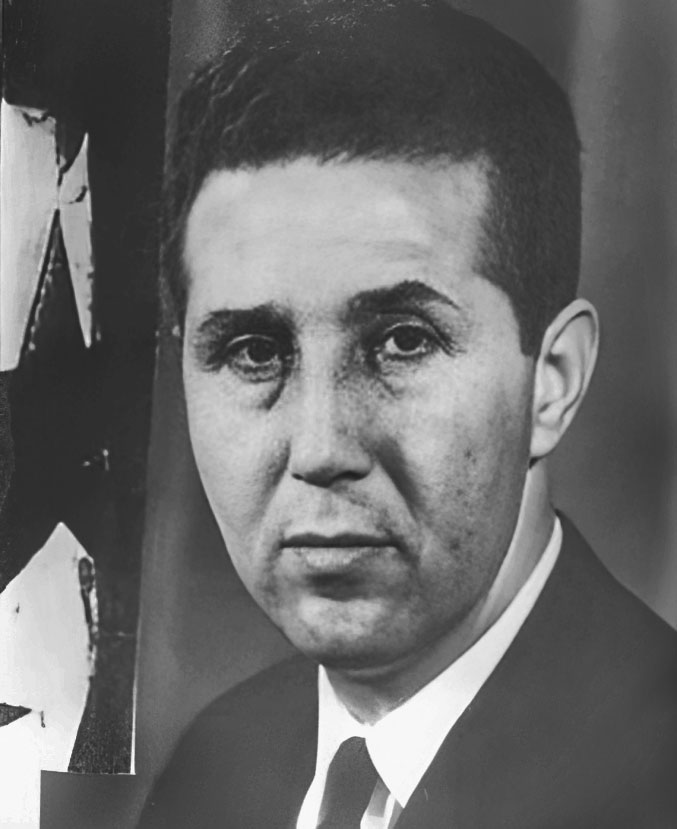
11. April: Ahmed Ben Bella (1963)
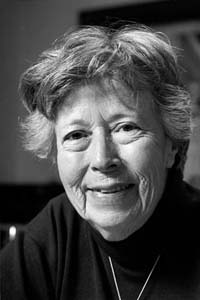
16. April: Yvette Z’Graggen (zwischen 1982 und 1998)
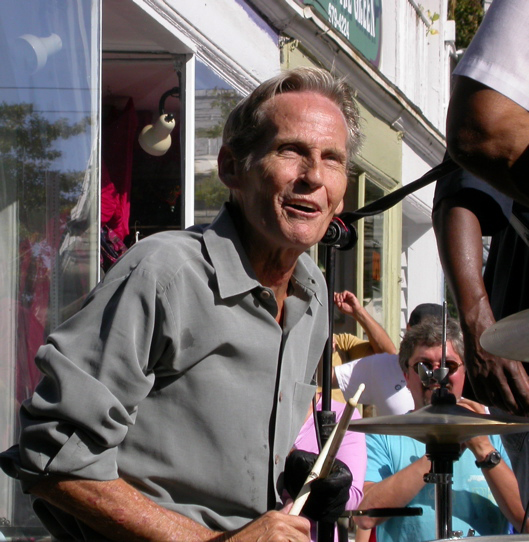
19. April: Levon Helm (2004)
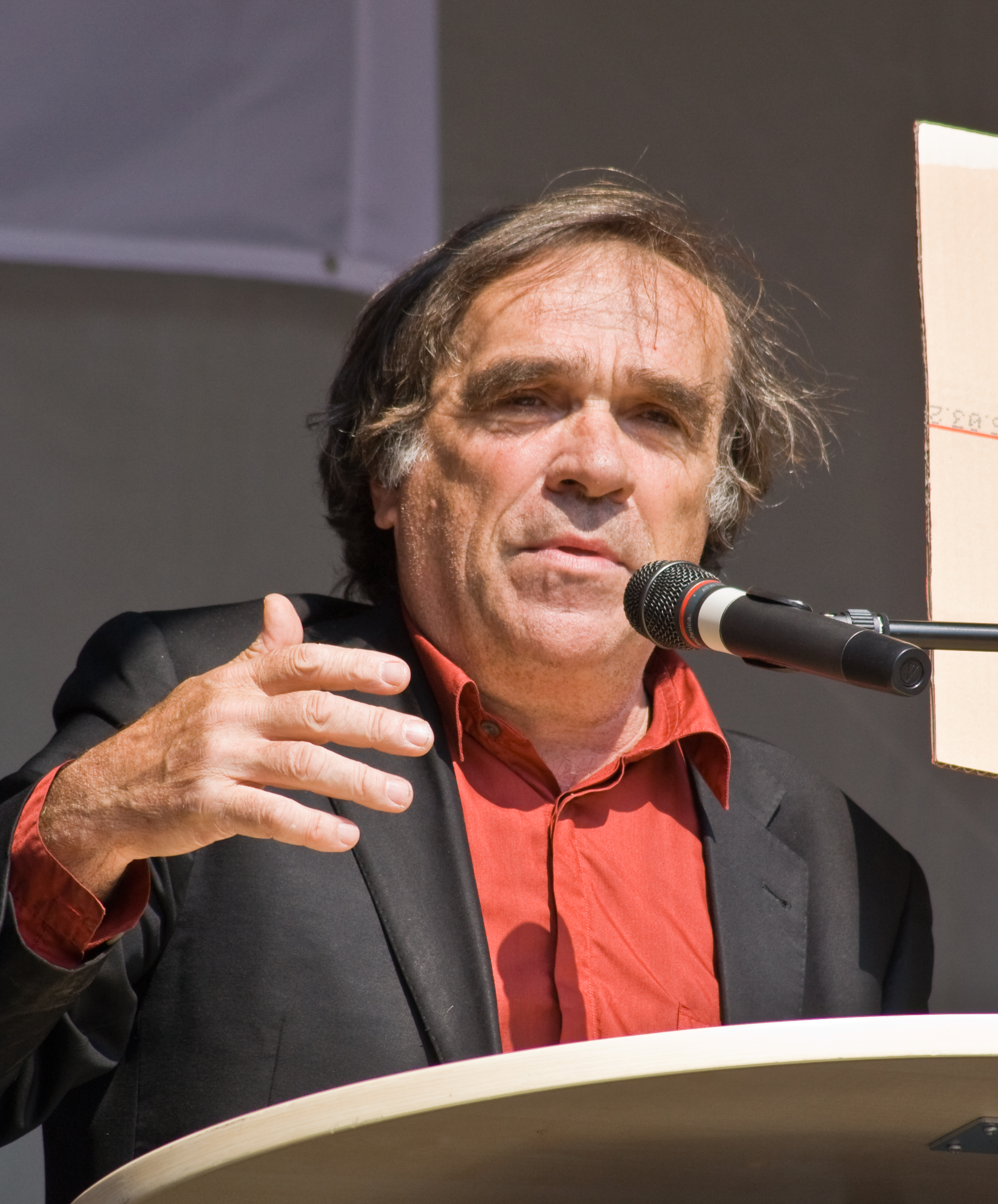
21. April: Heinrich Pachl (2009)
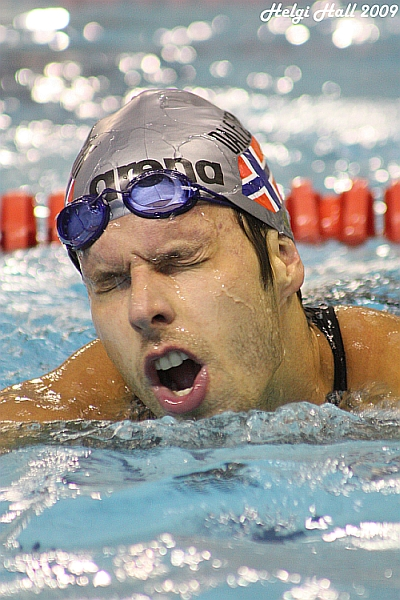
30. April: Alexander Dale Oen (2009)
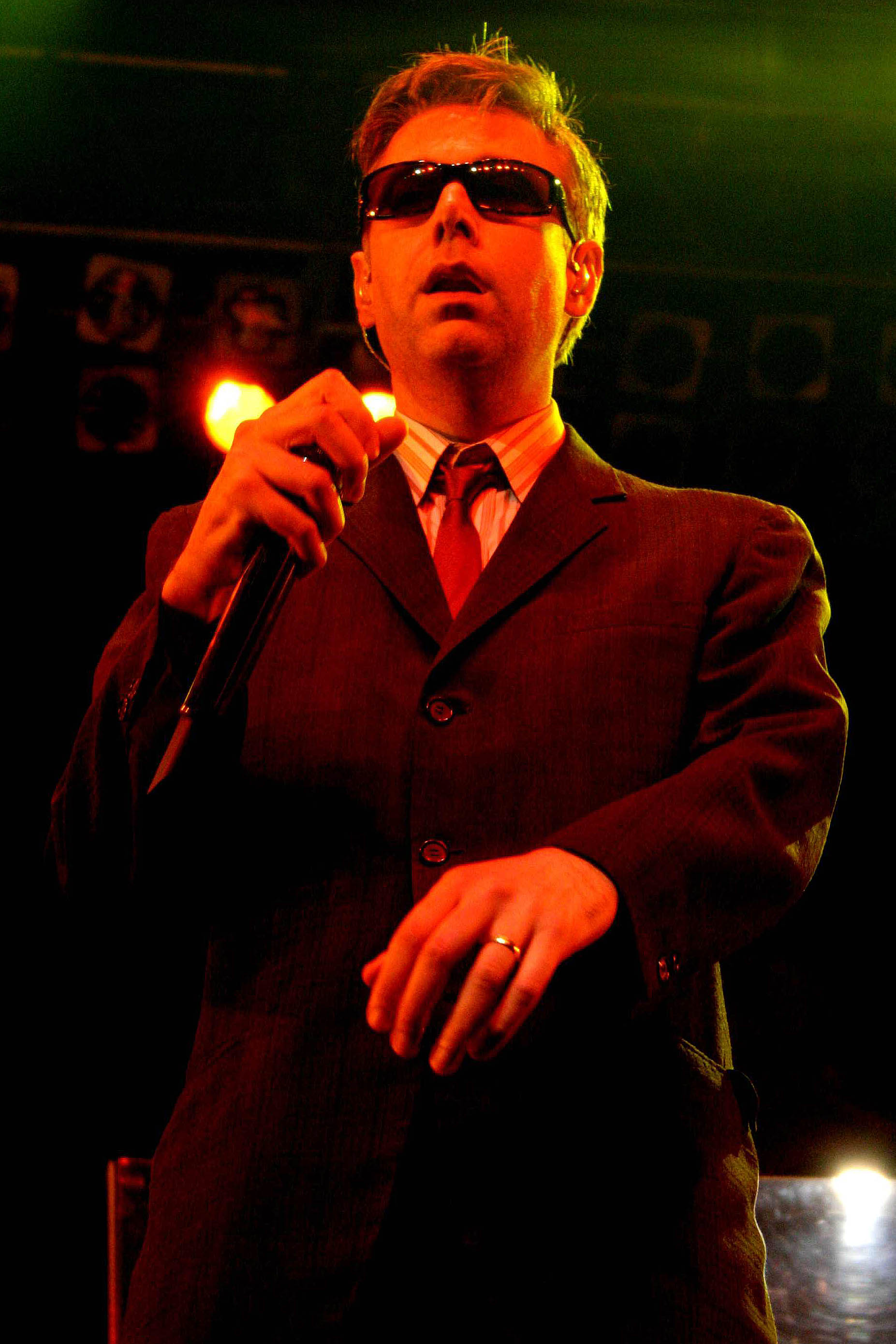
4. Mai: Adam Yauch (2006)
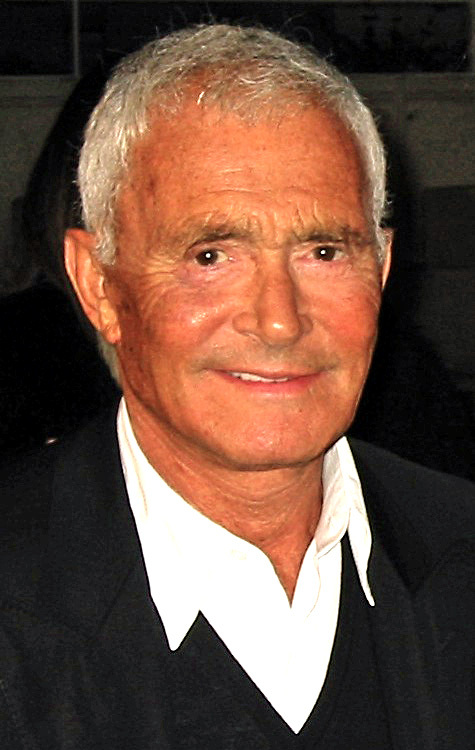
9. Mai: Vidal Sassoon (2006)
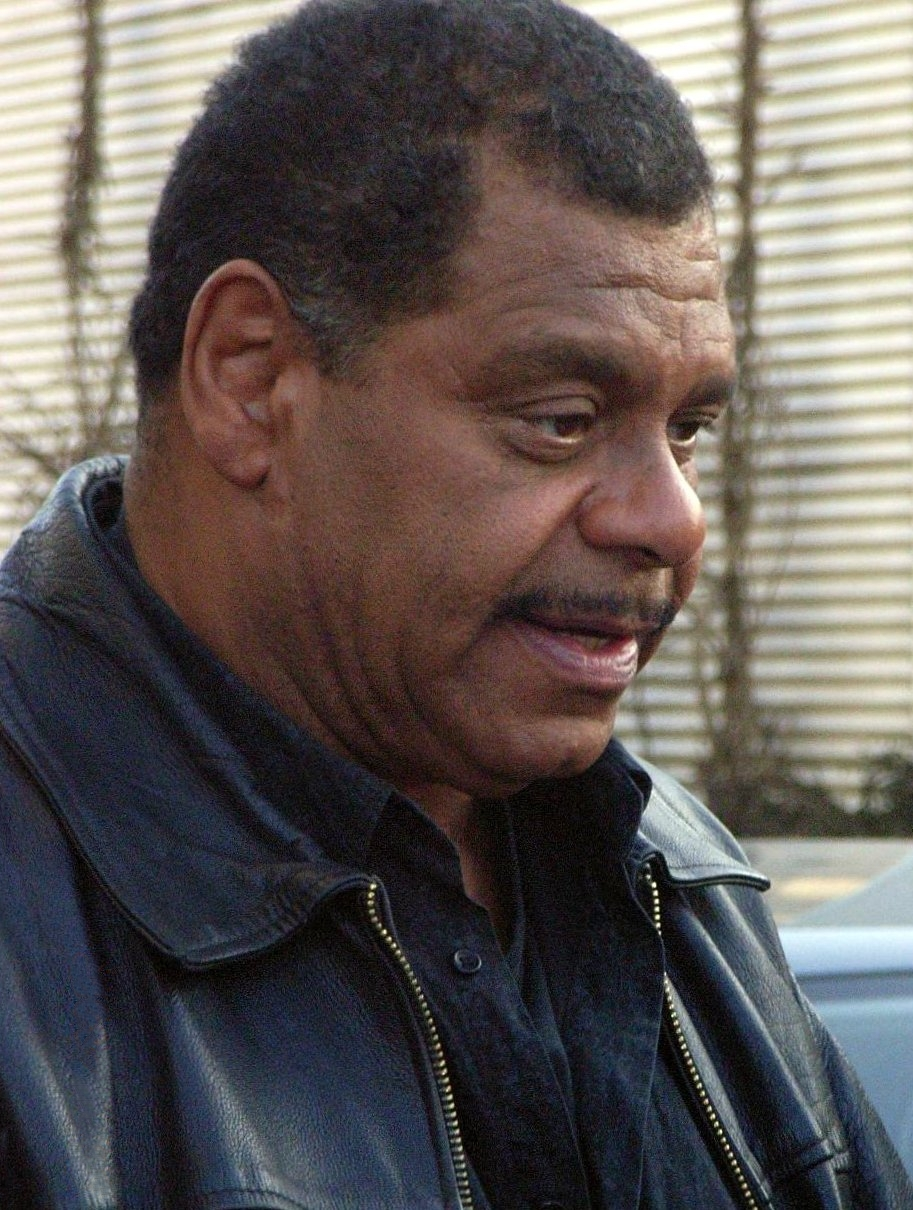
10. Mai: Günther Kaufmann (2009)
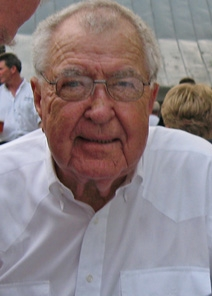
10. Mai: Carroll Shelby (2007)
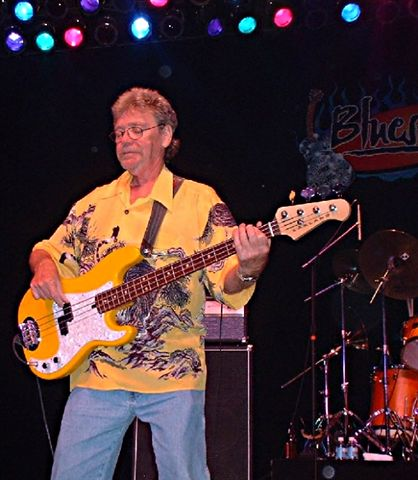
13. Mai: Donald Dunn (2007)
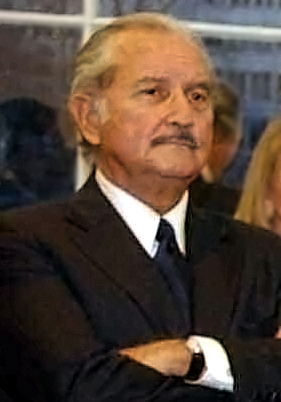
15. Mai: Carlos Fuentes (2002)
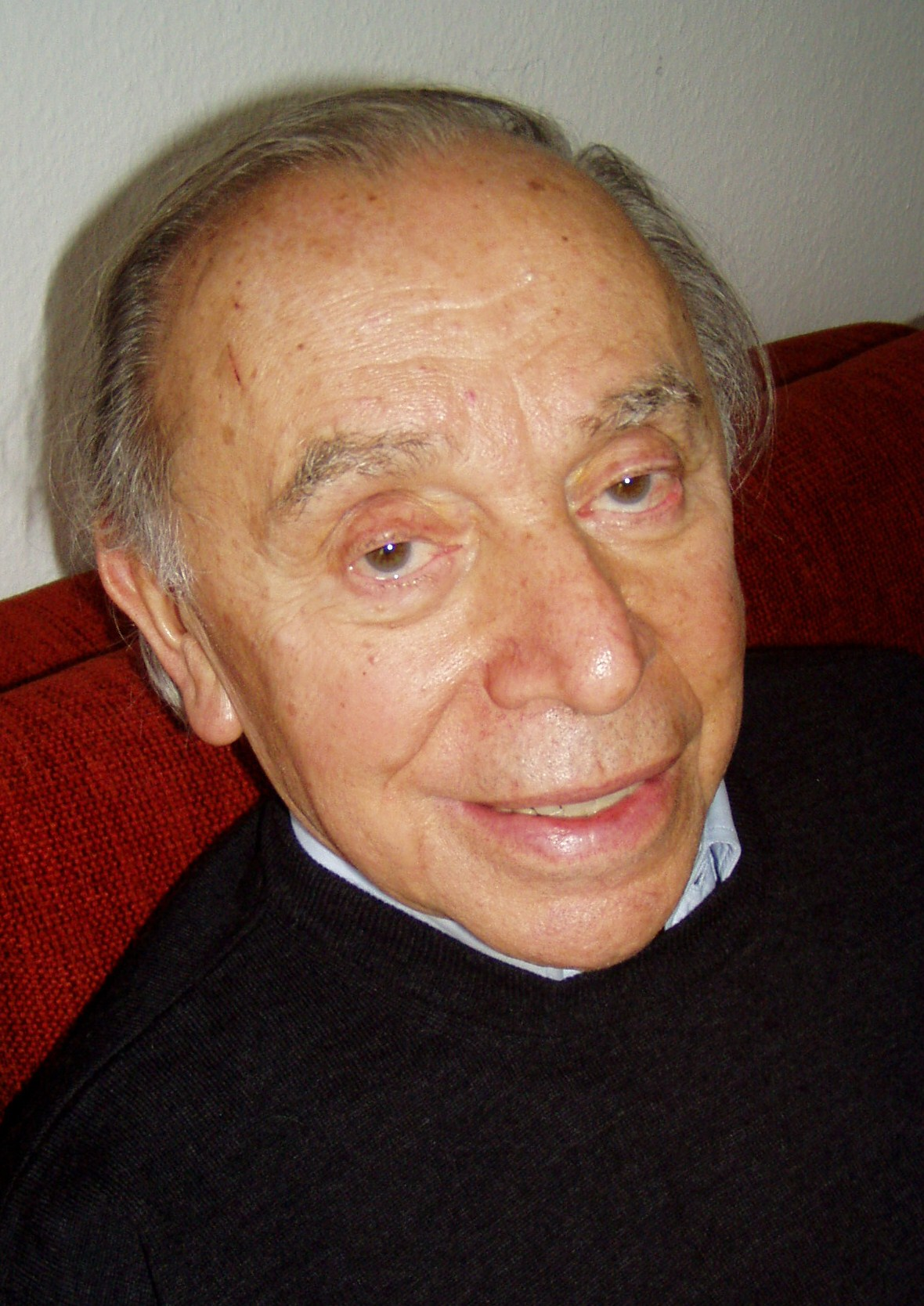
15. Mai: Arno Lustiger (2007)
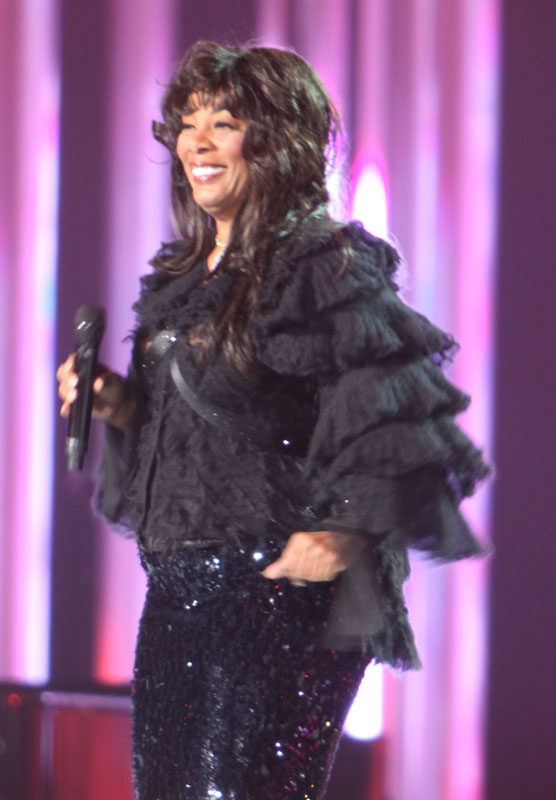
17. Mai: Donna Summer (2009)
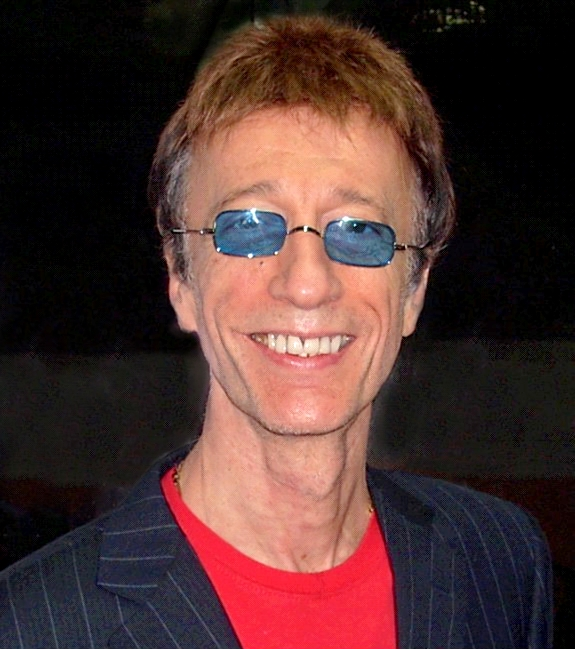
20. Mai: Robin Gibb (2008)
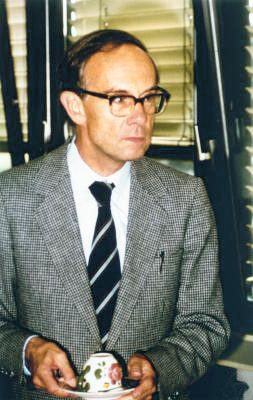
27. Mai: Friedrich Hirzebruch (1980)
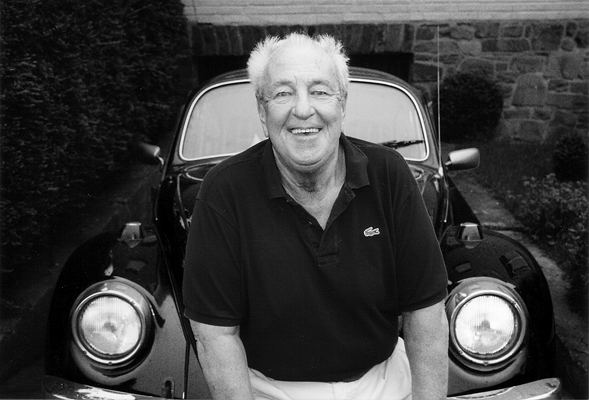
30. Mai: Heinz Eckner (2008)
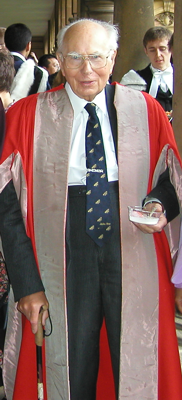
30. Mai: Andrew Fielding Huxley (2005)
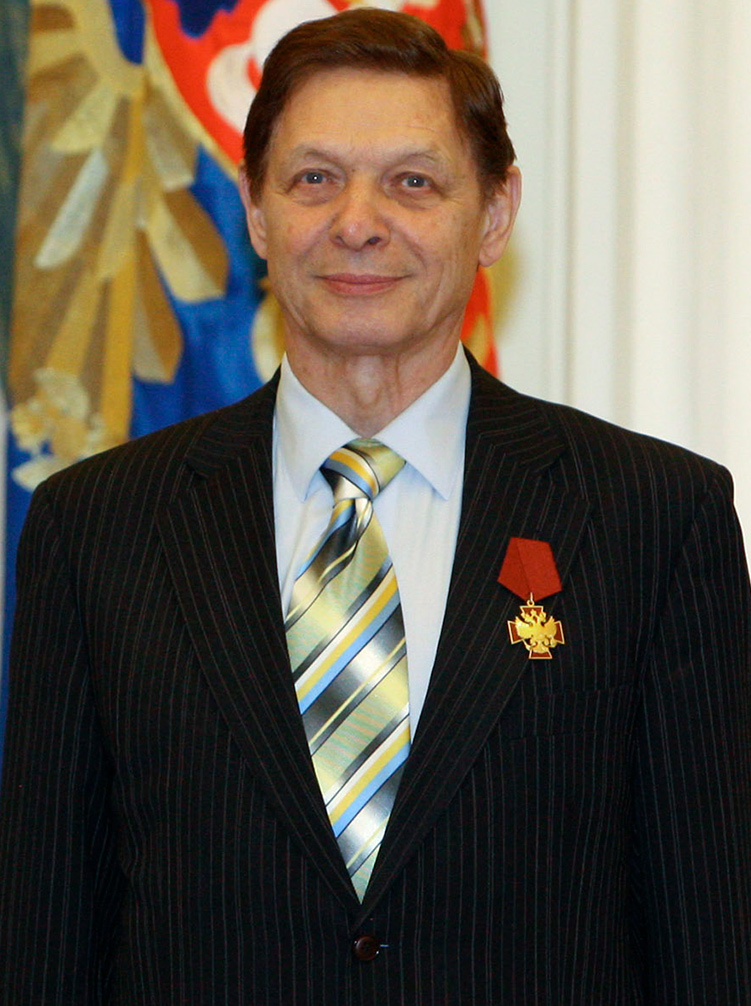
4. Juni: Eduard Anatoljewitsch Chil (2009)
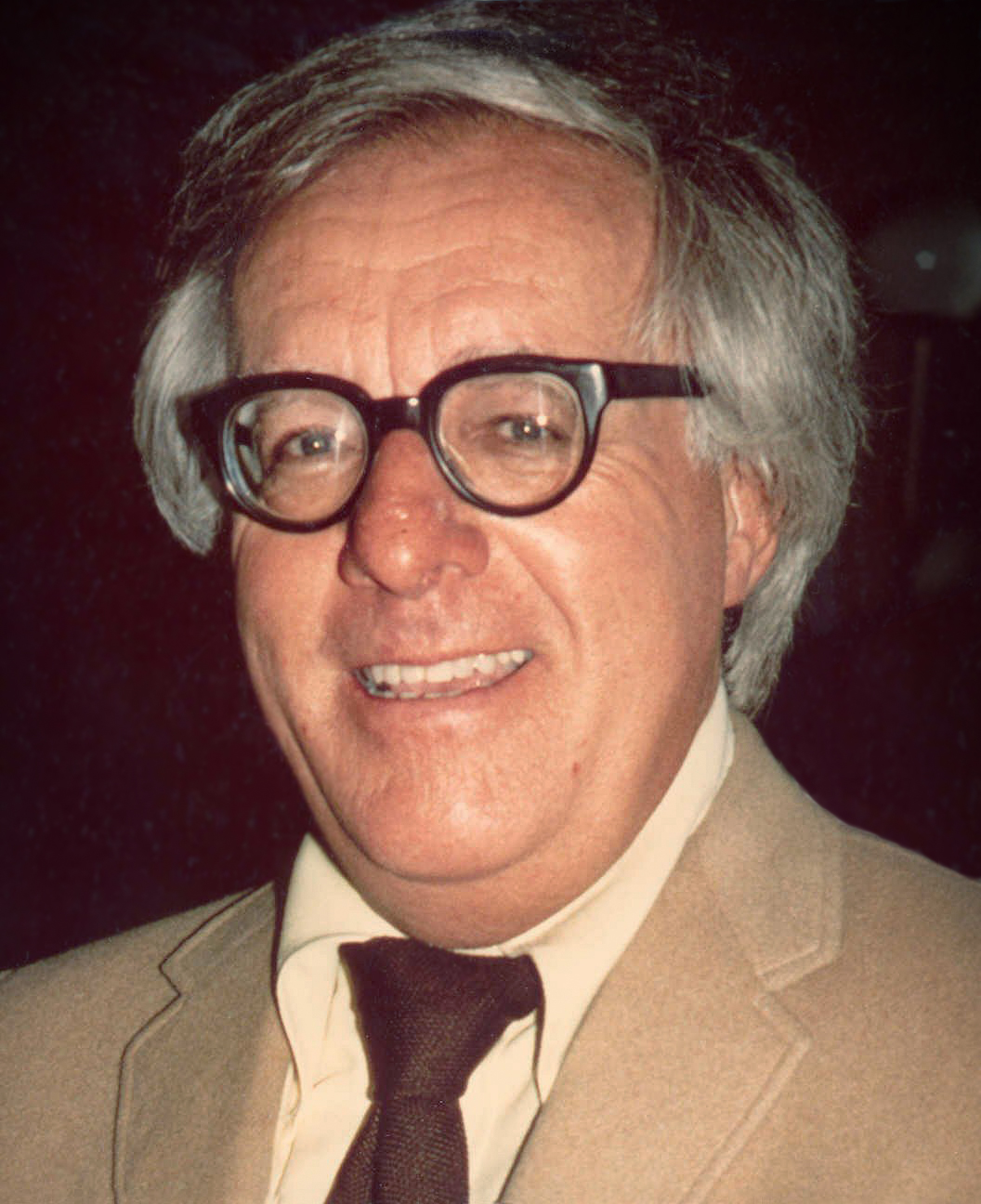
5. Juni: Ray Bradbury (1975)
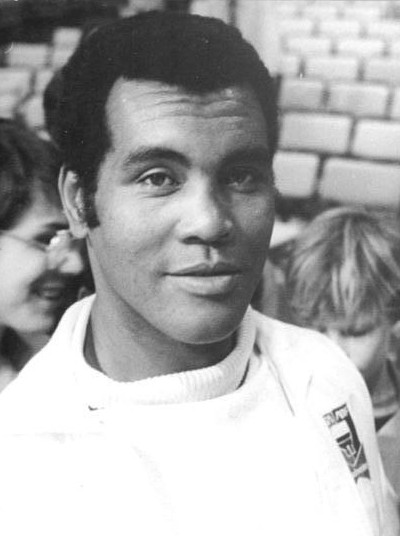
11. Juni: Teófilo Stevenson (1985)
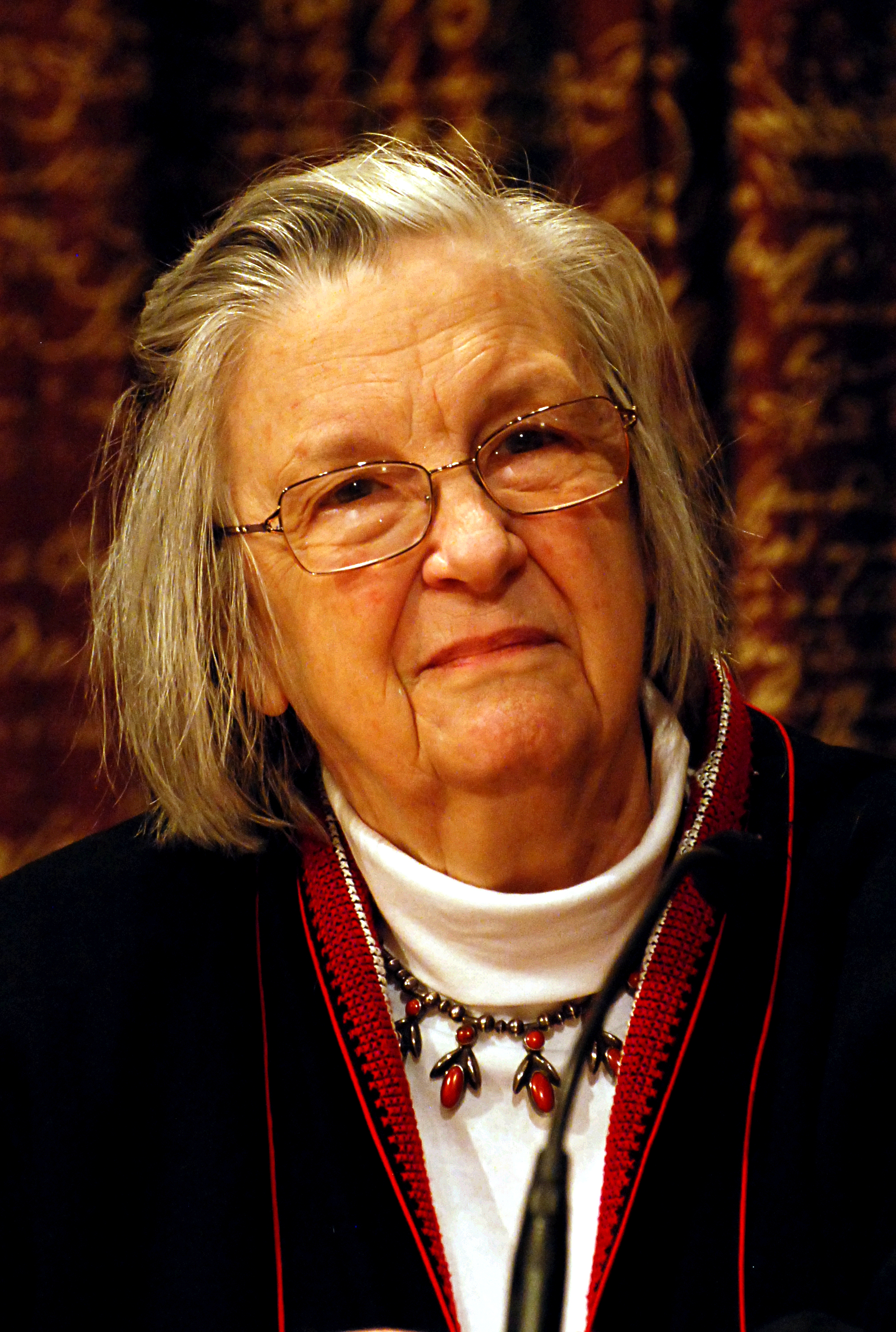
12. Juni: Elinor Ostrom (2009)
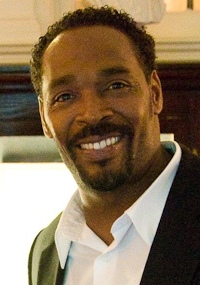
17. Juni: Rodney King (2012)
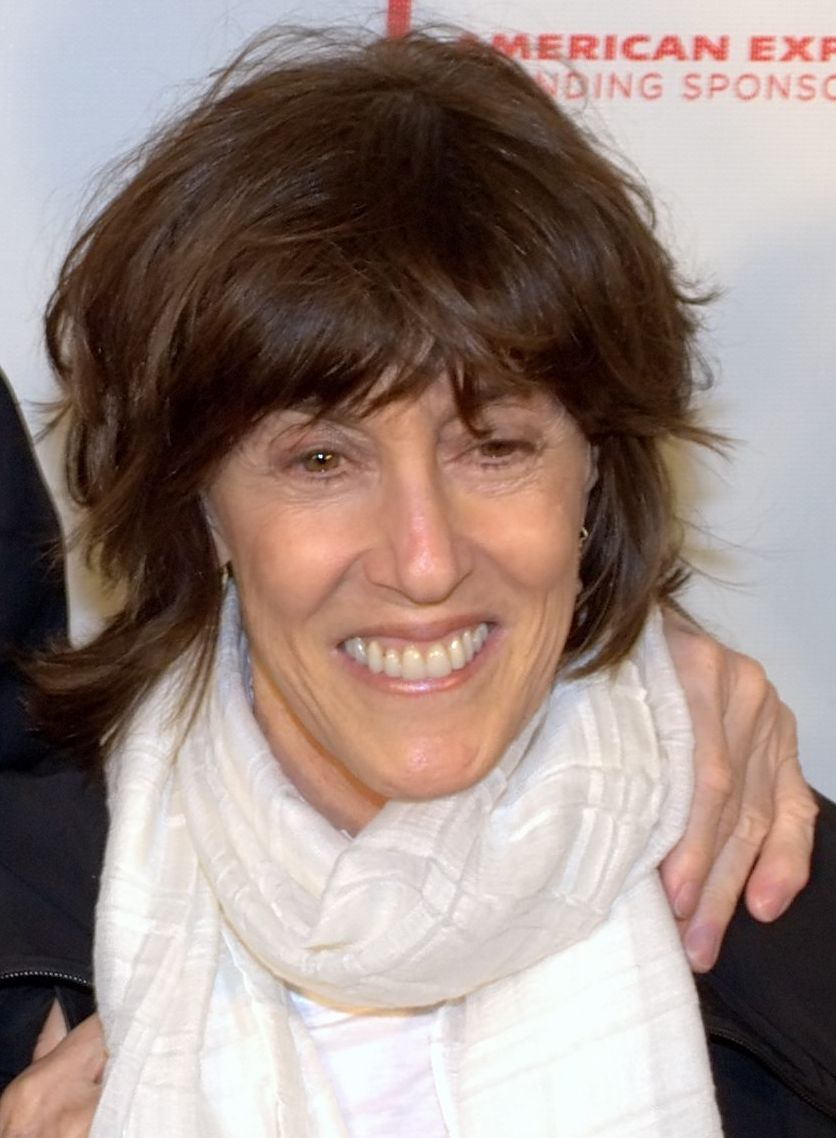
26. Juni: Nora Ephron (2010)
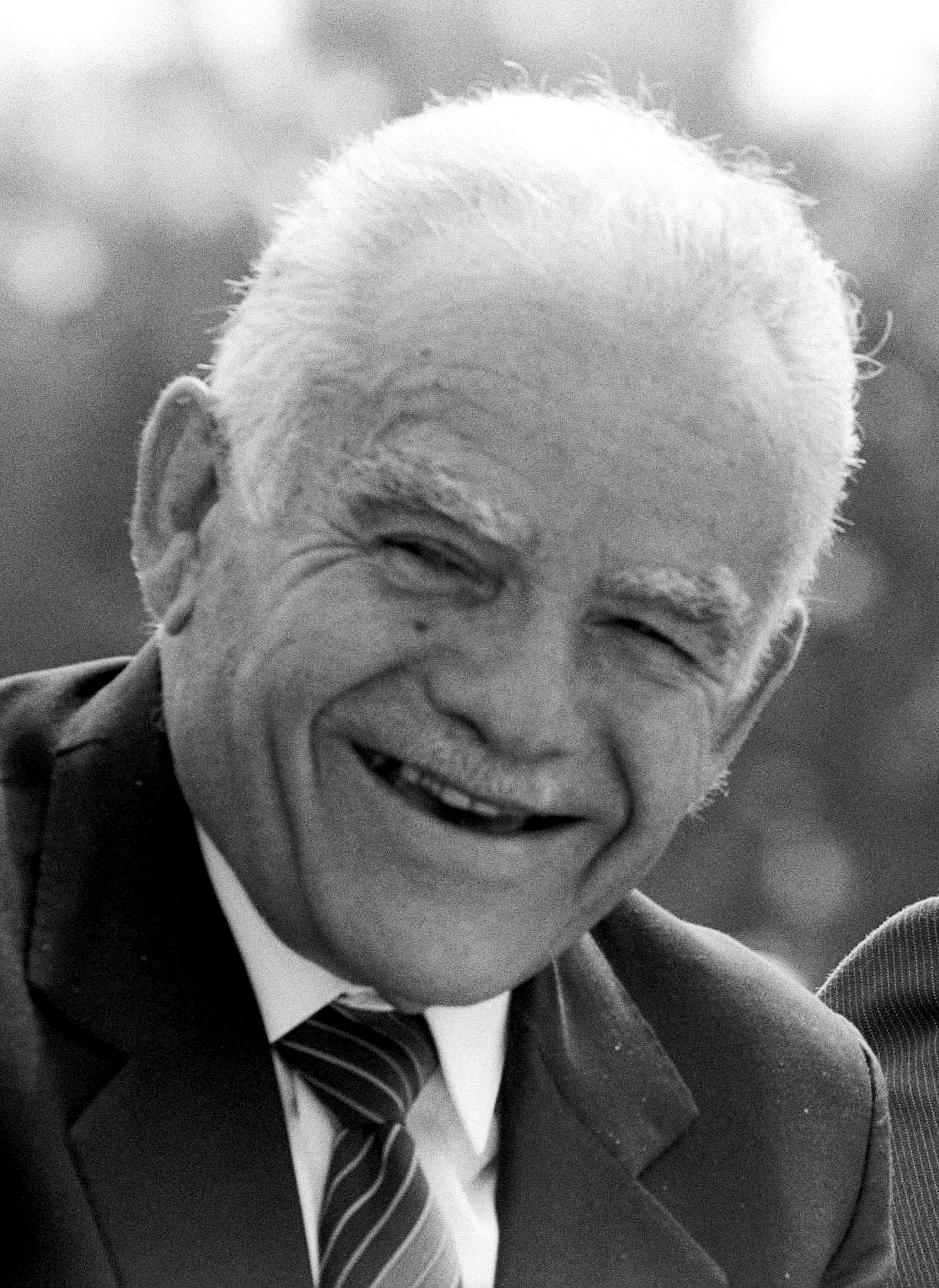
30. Juni: Jitzchak Schamir (1988)
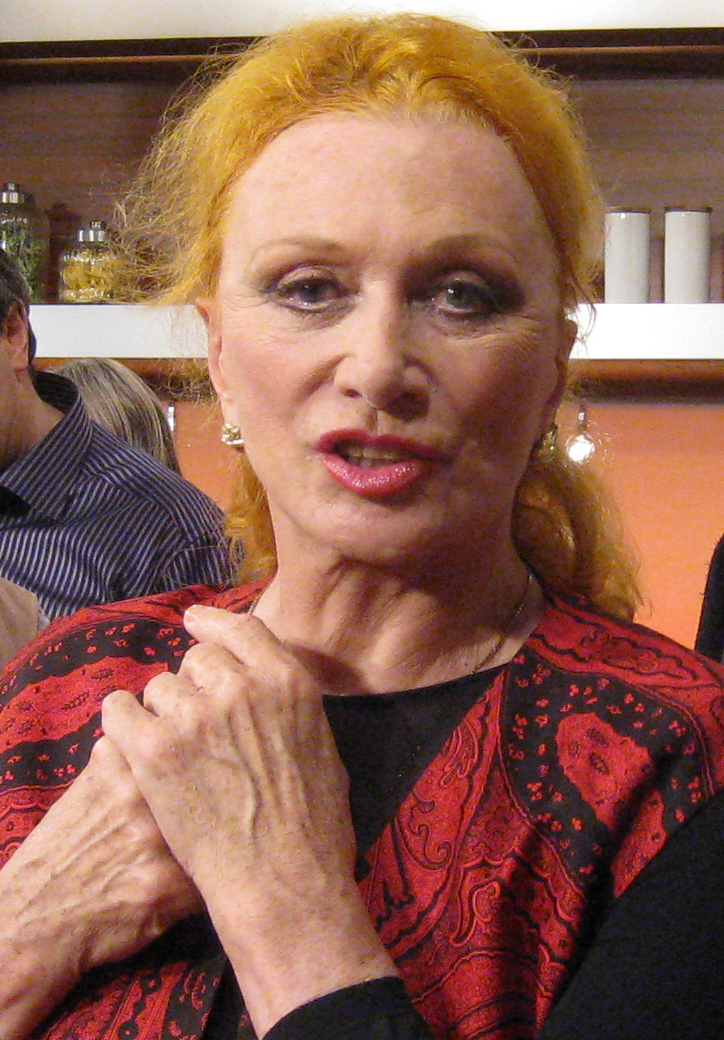
1. Juli: Margot Werner (2009)
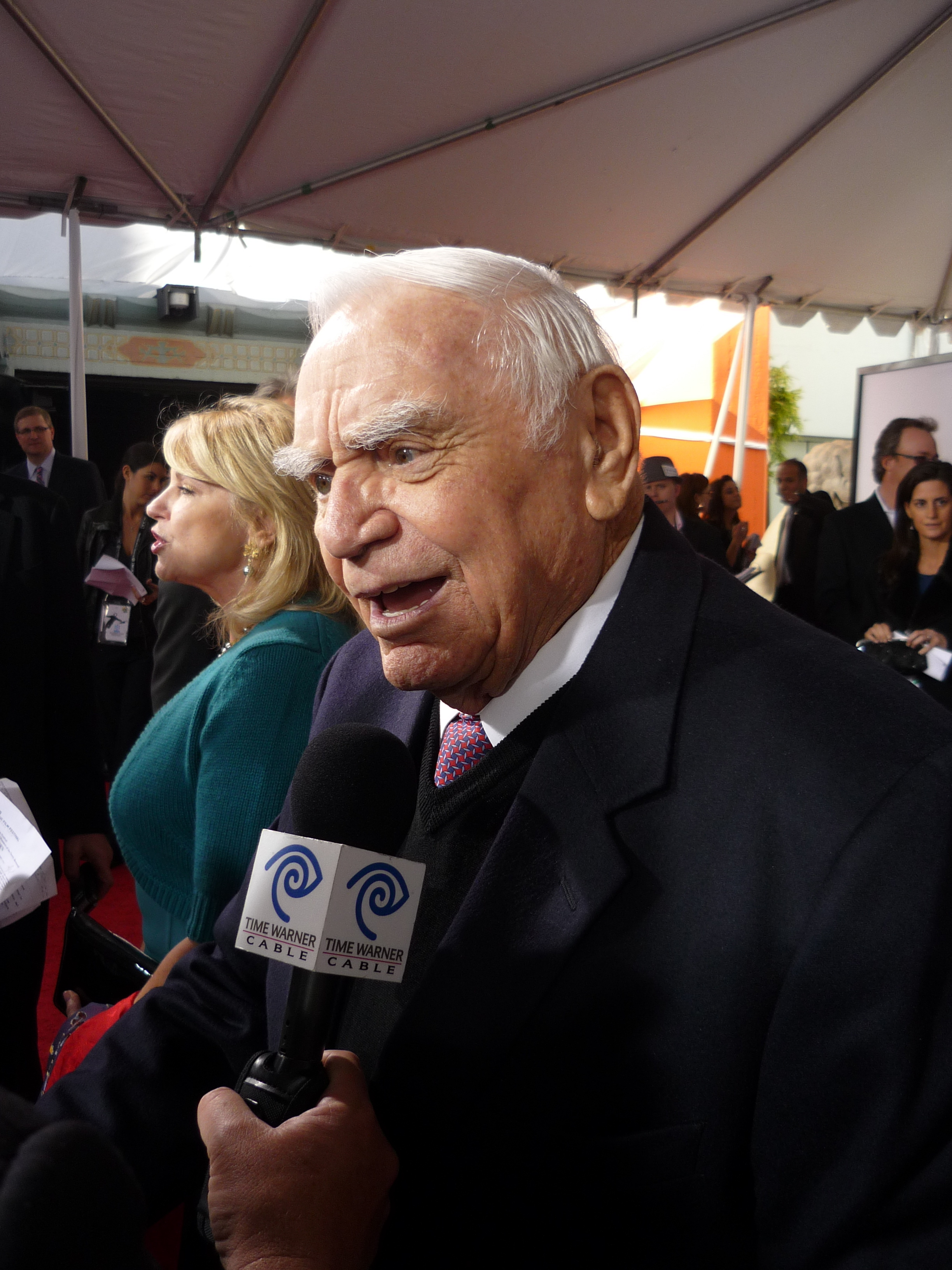
8. Juli: Ernest Borgnine (2010)
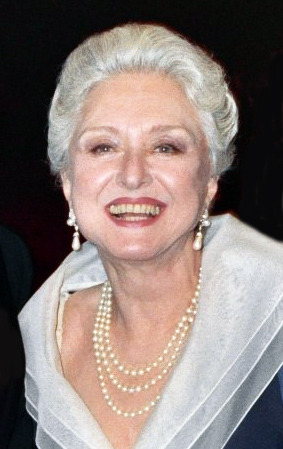
15. Juli: Celeste Holm (1988)
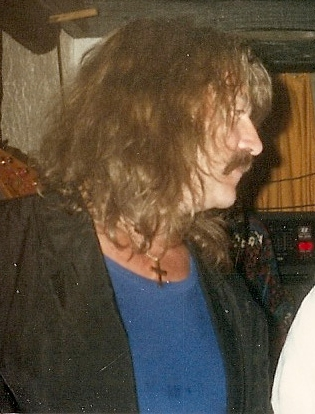
16. Juli: Jon Lord (1990)
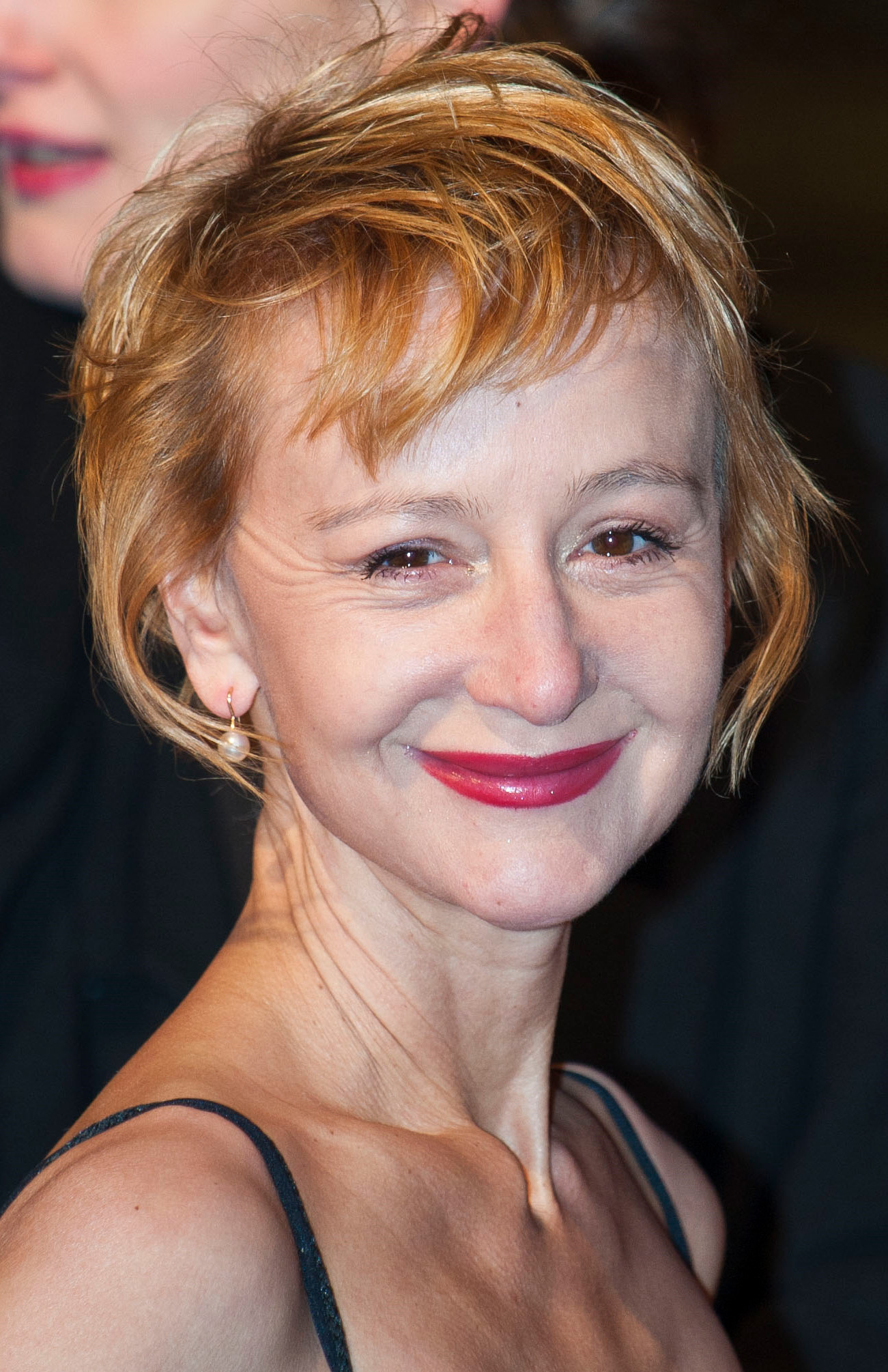
21. Juli: Susanne Lothar (2011)
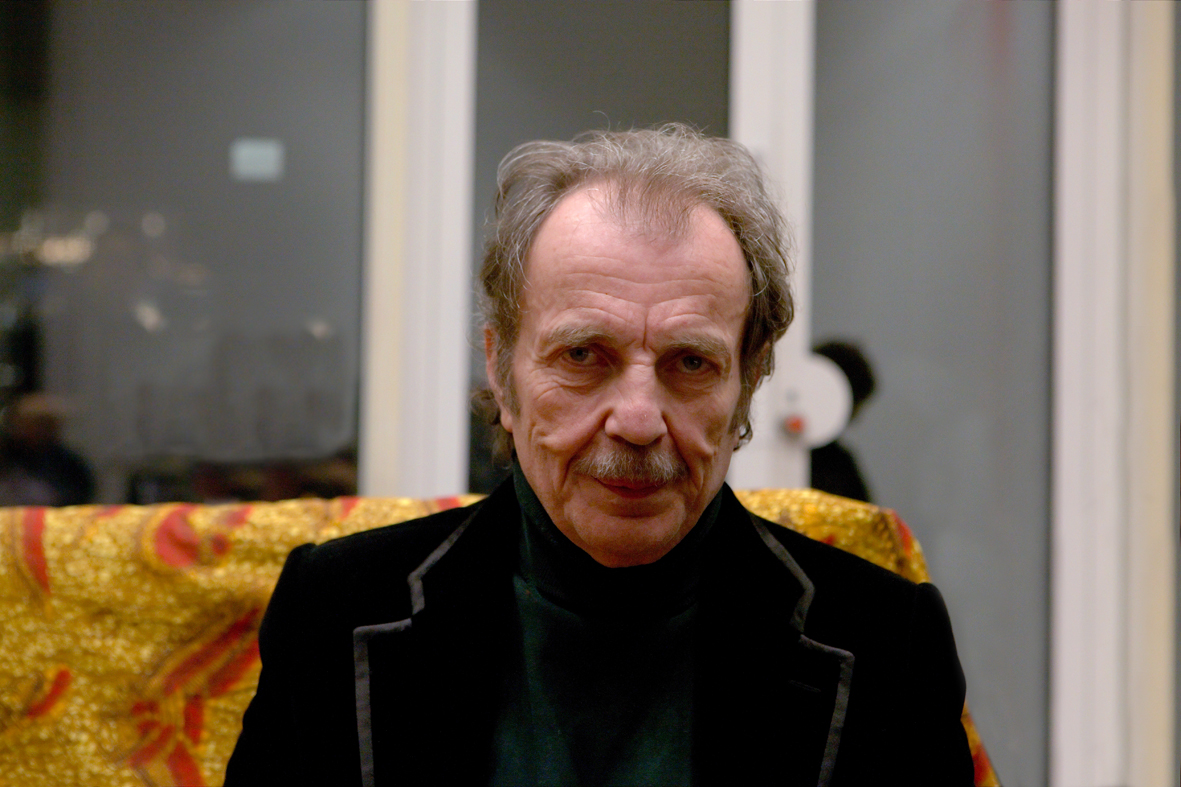
25. Juli: Franz West (2009)
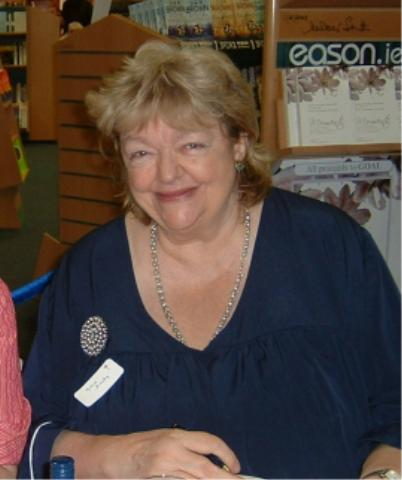
30. Juli: Maeve Binchy (2006)
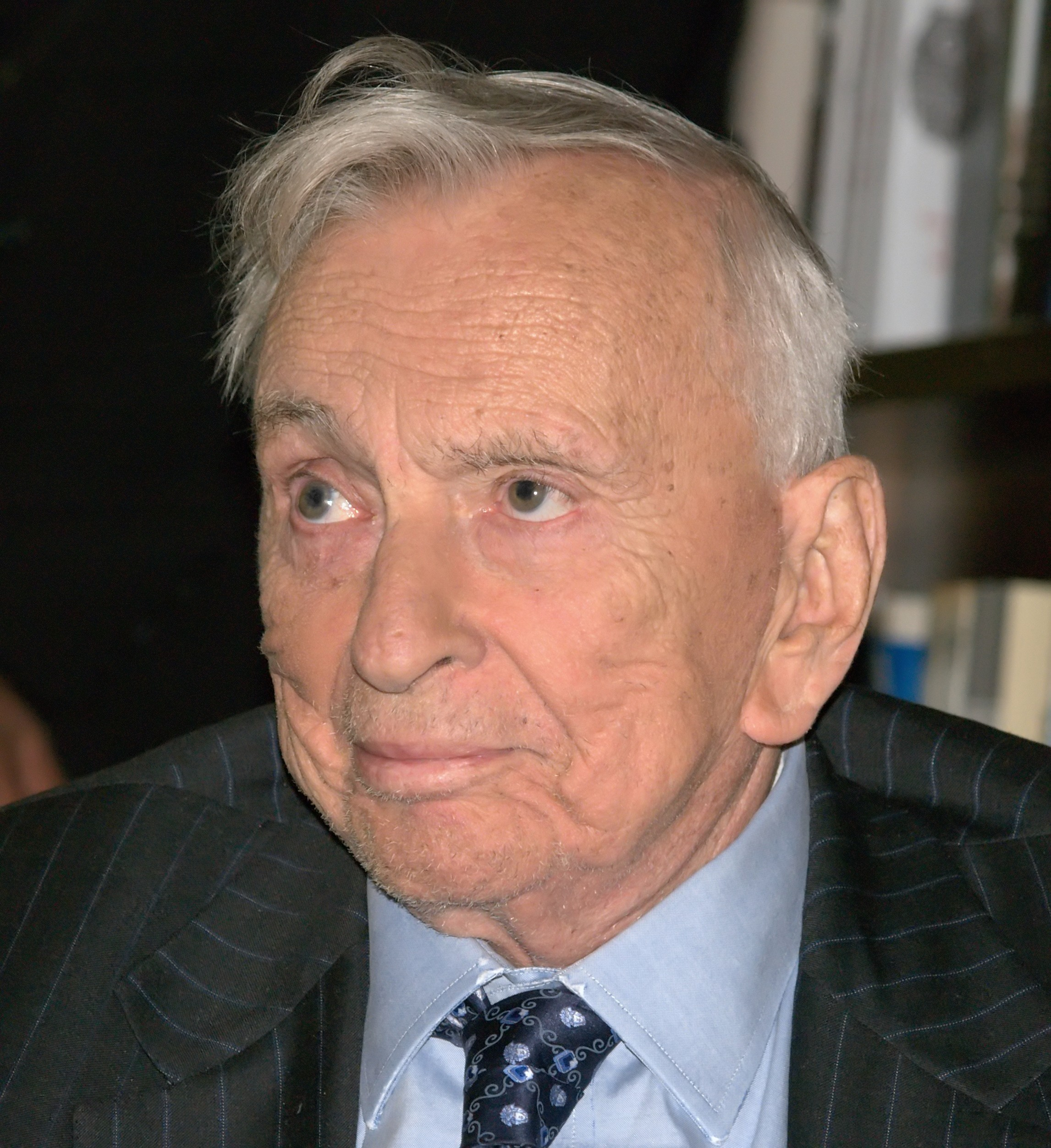
31. Juli: Gore Vidal (2009)
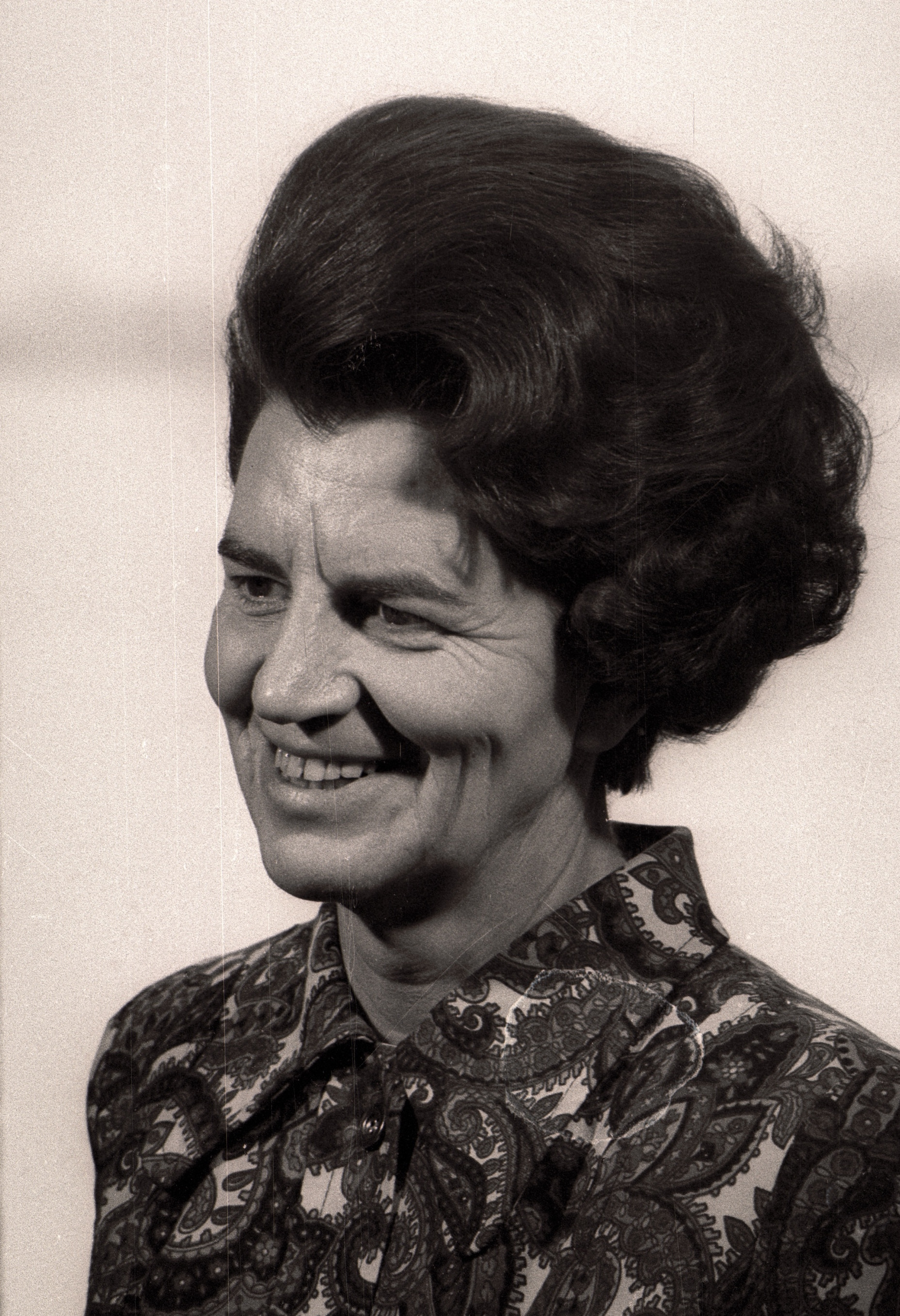
1. August: Liselotte Funcke (1974)
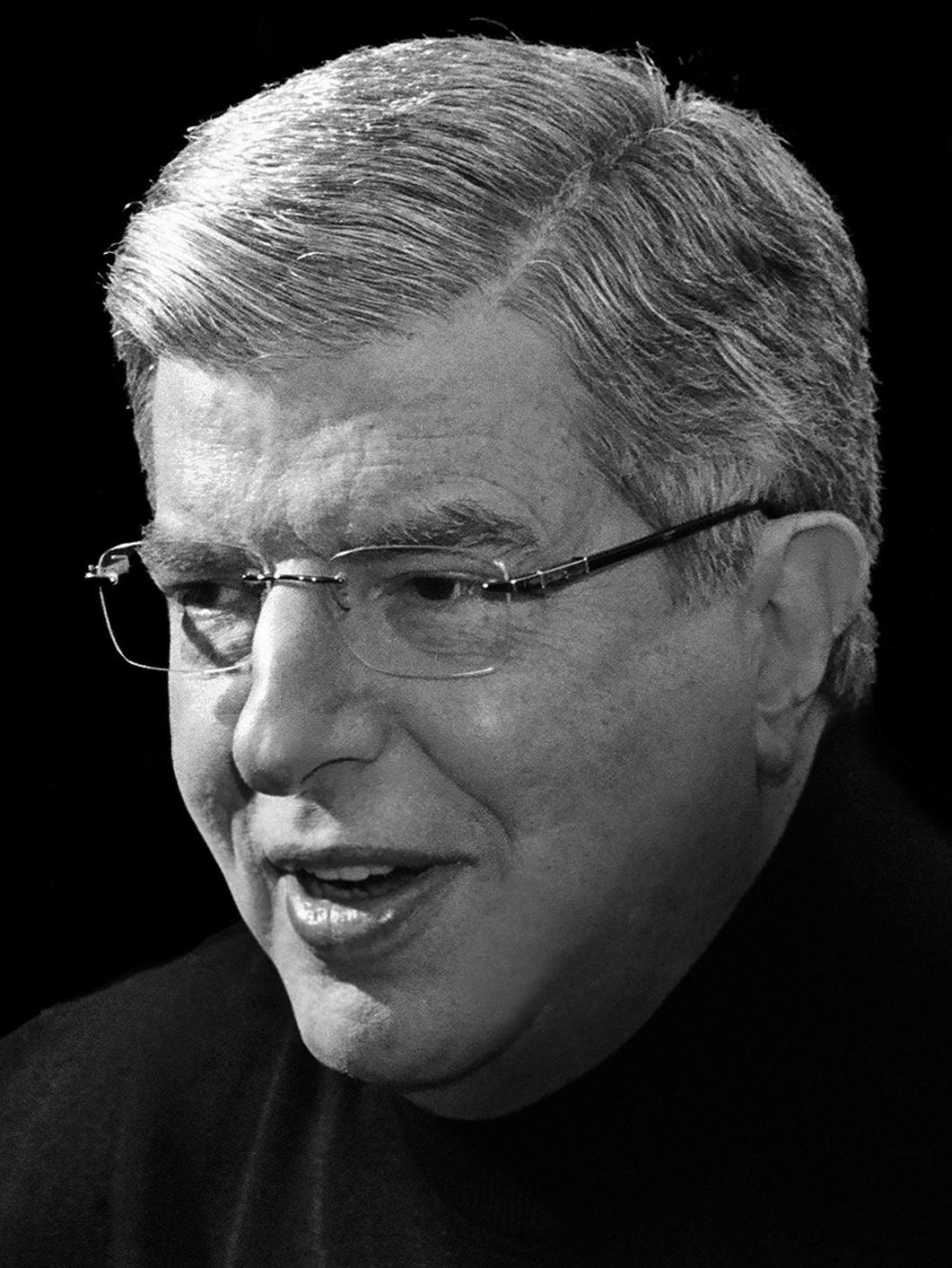
6. August: Marvin Hamlisch (2008)
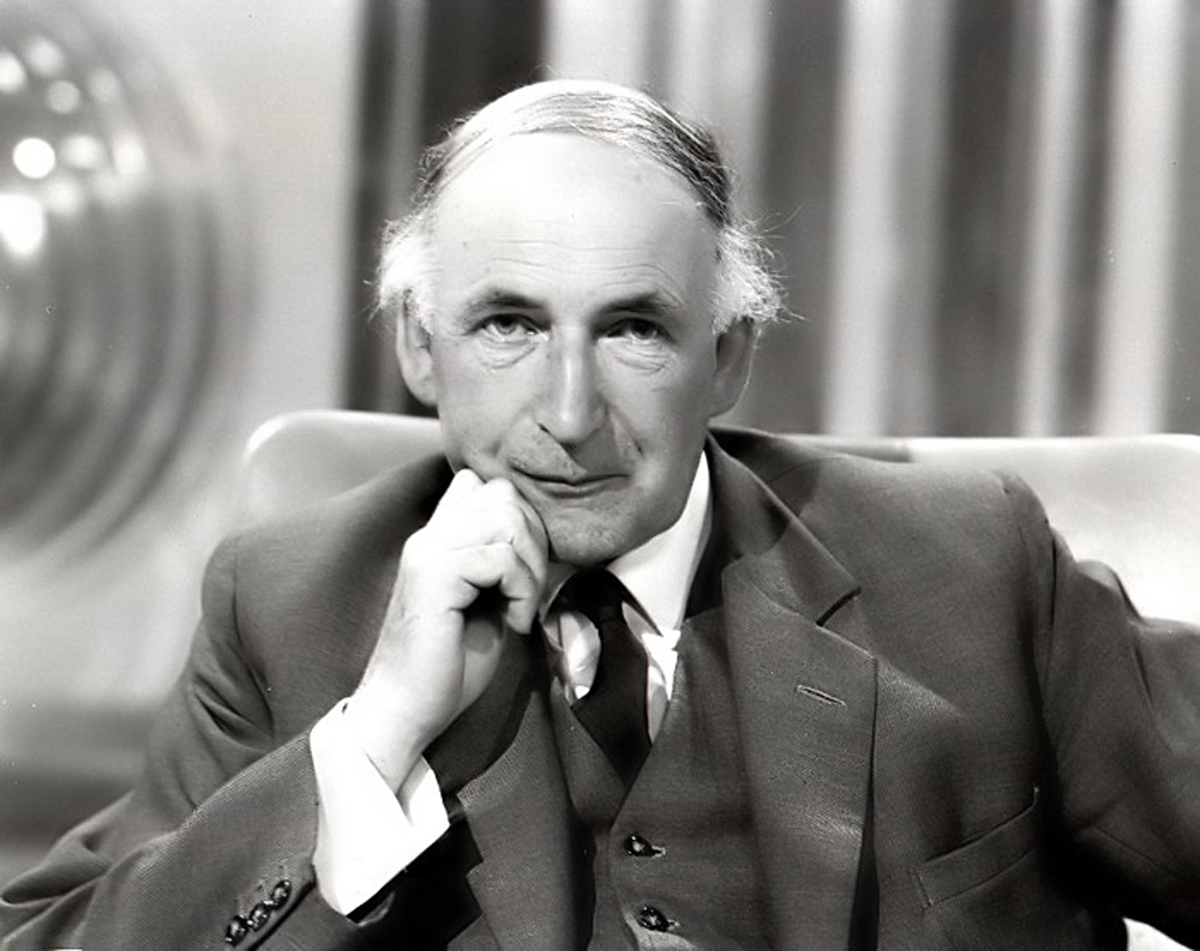
6. August: Bernard Lovell (?)
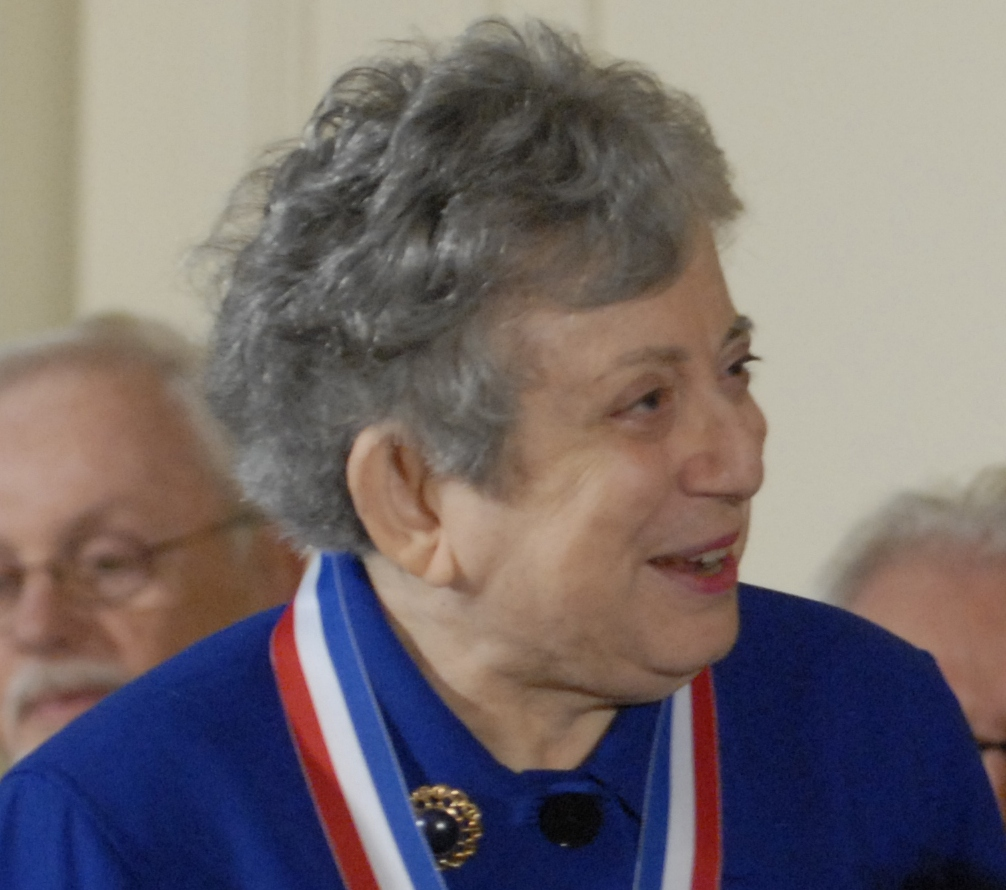
8. August: Fay Ajzenberg-Selove (2008)
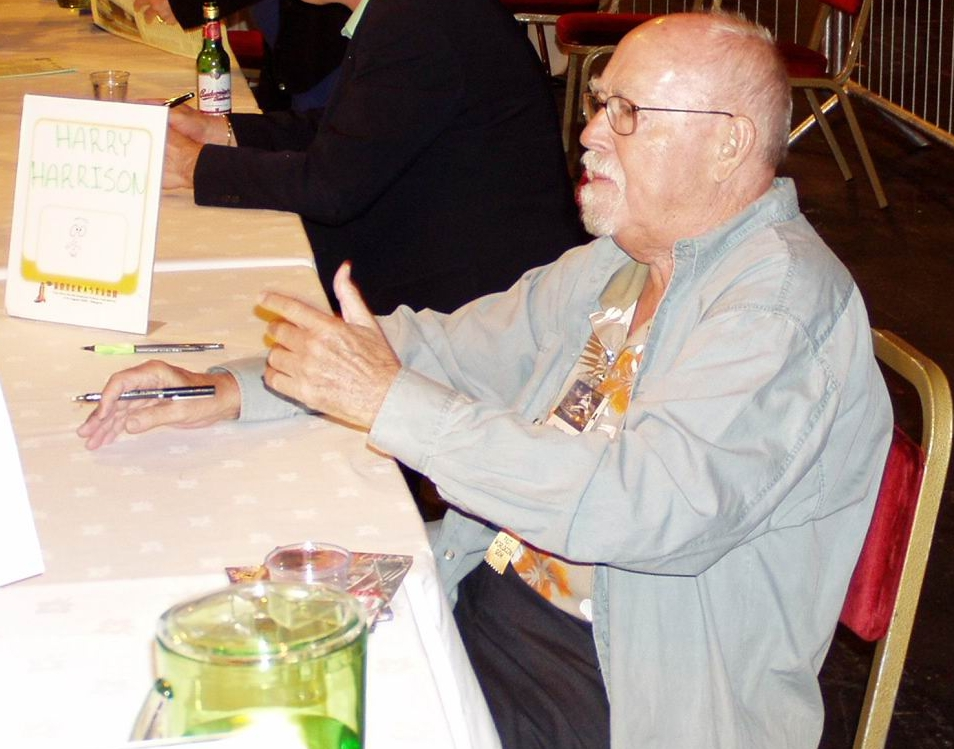
15. August: Harry Harrison (2005)
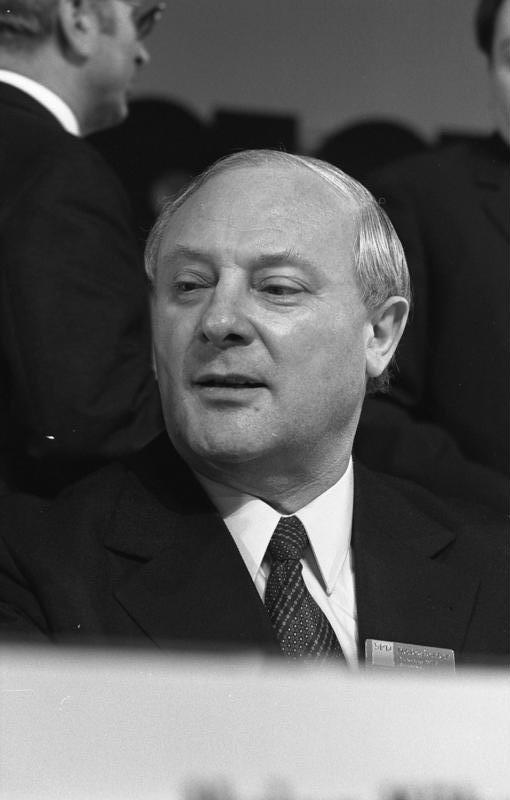
21. August: Georg Leber (1973)
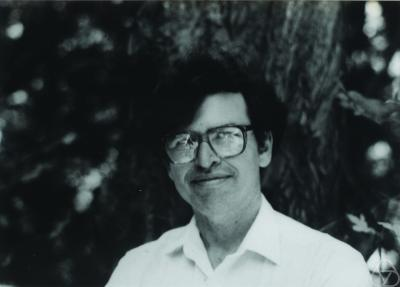
21. August: William Thurston (1991)
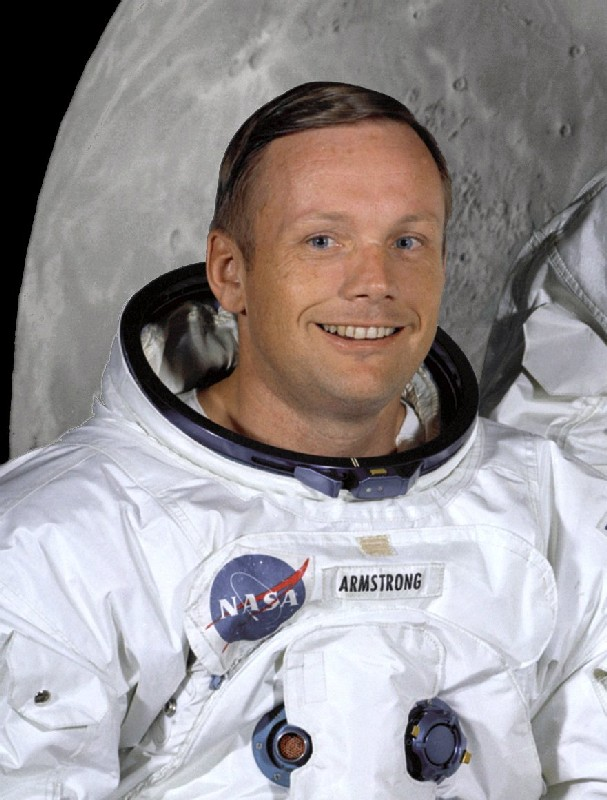
25. August: Neil Armstrong (1969)
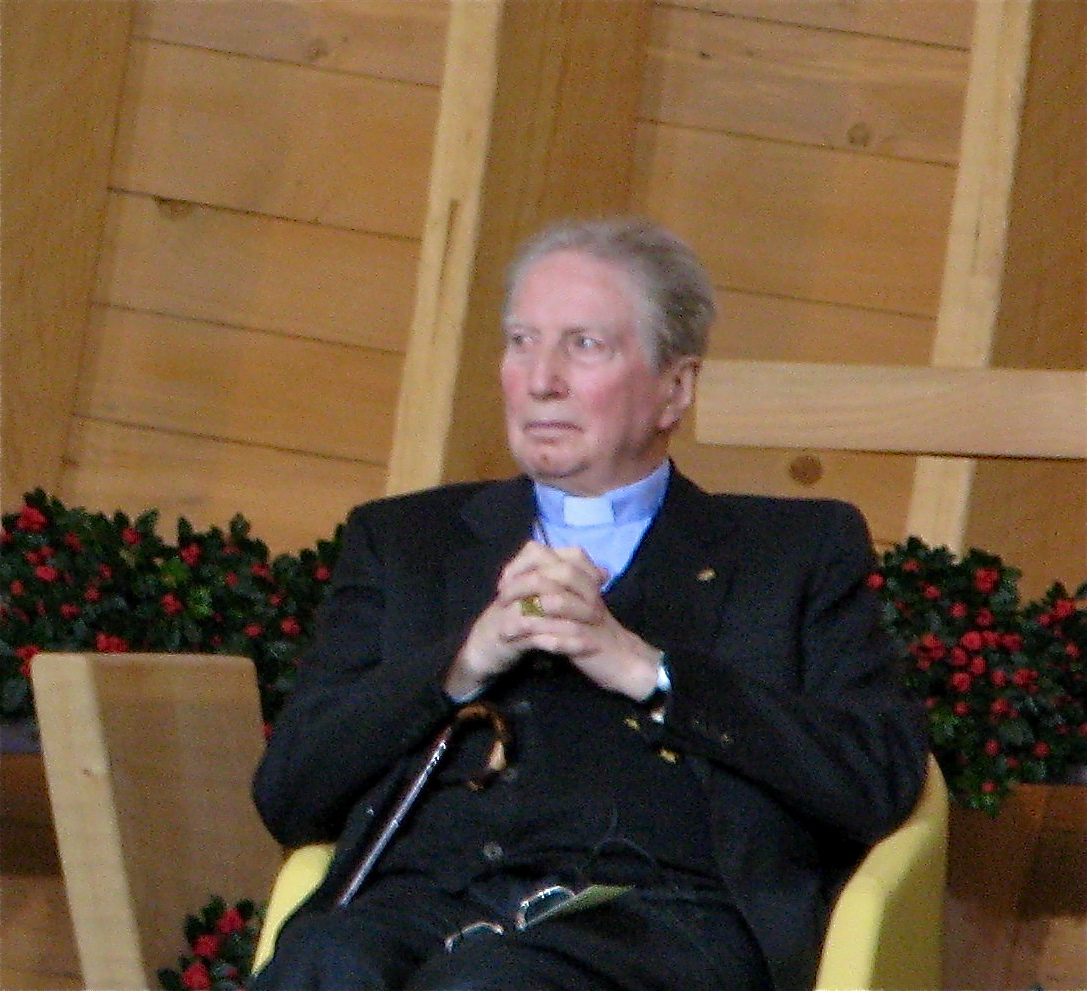
31. August: Carlo Maria Martini (2010)
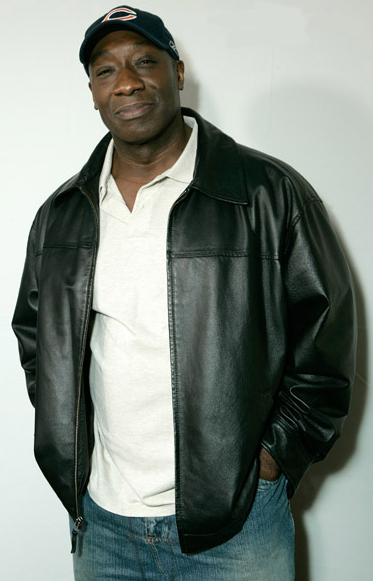
3. September: Michael Clarke Duncan (2009)
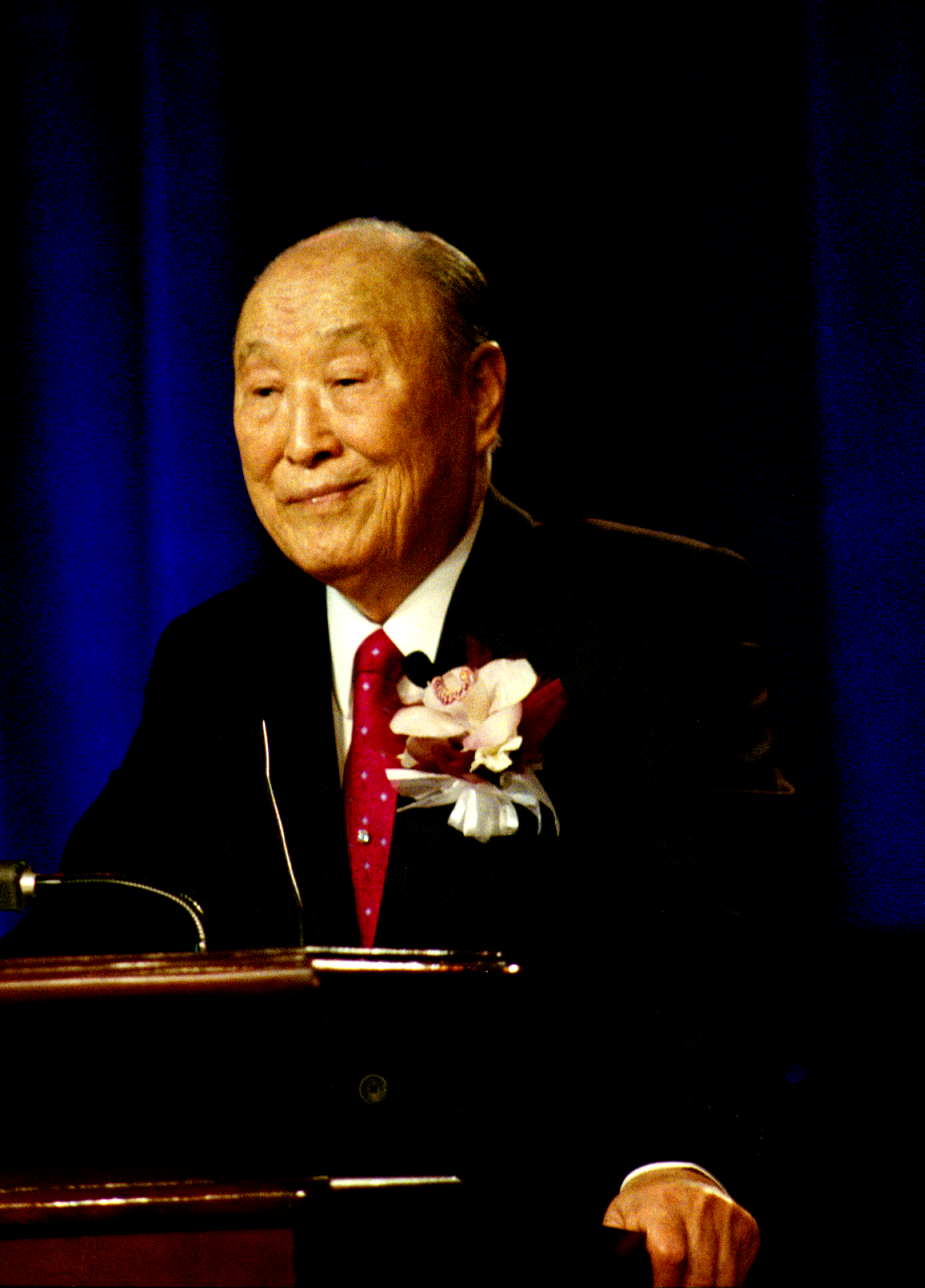
3. September: Sun Myung Moon (2010)
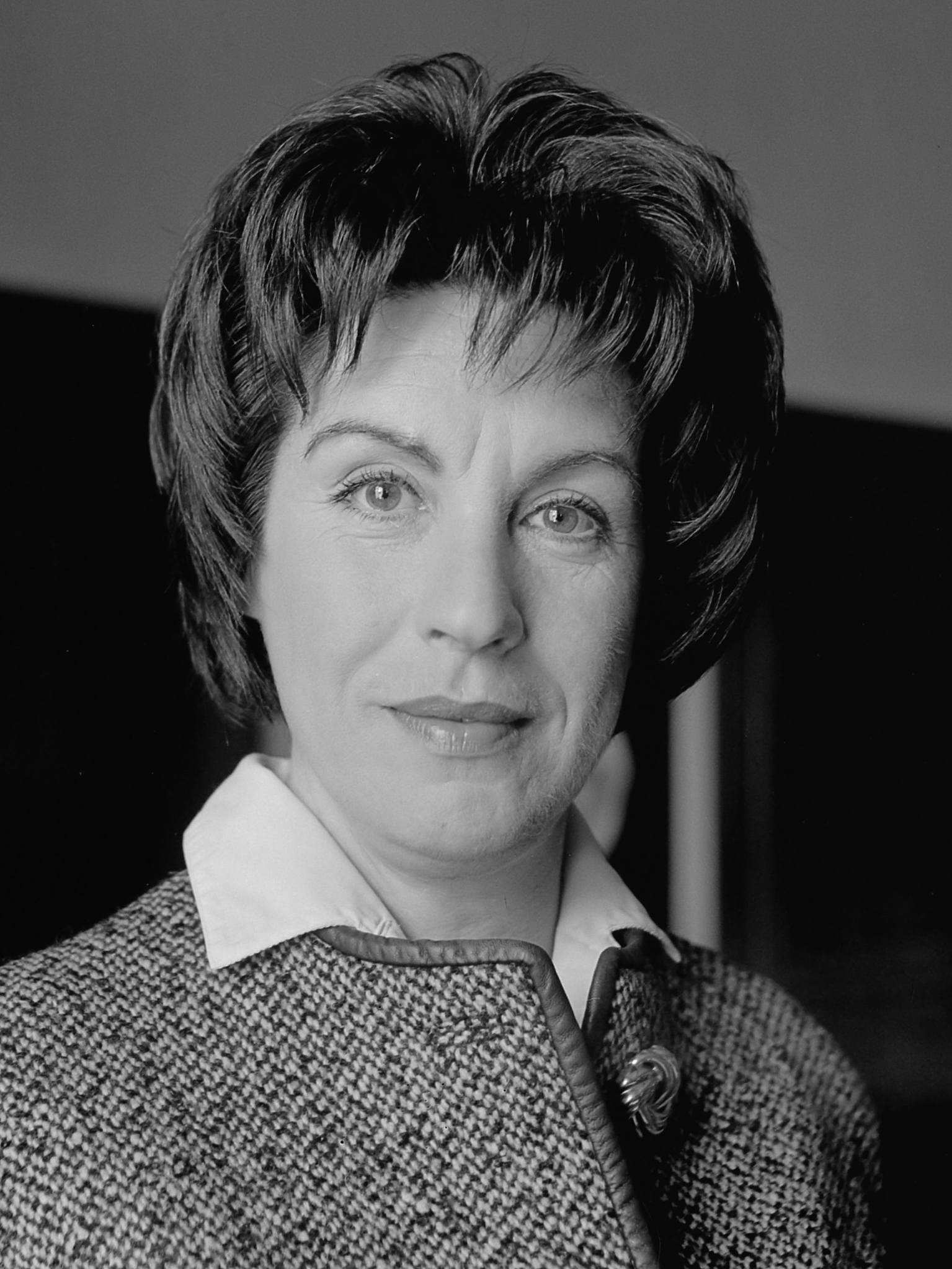
5. September: Maria Becker (1963)
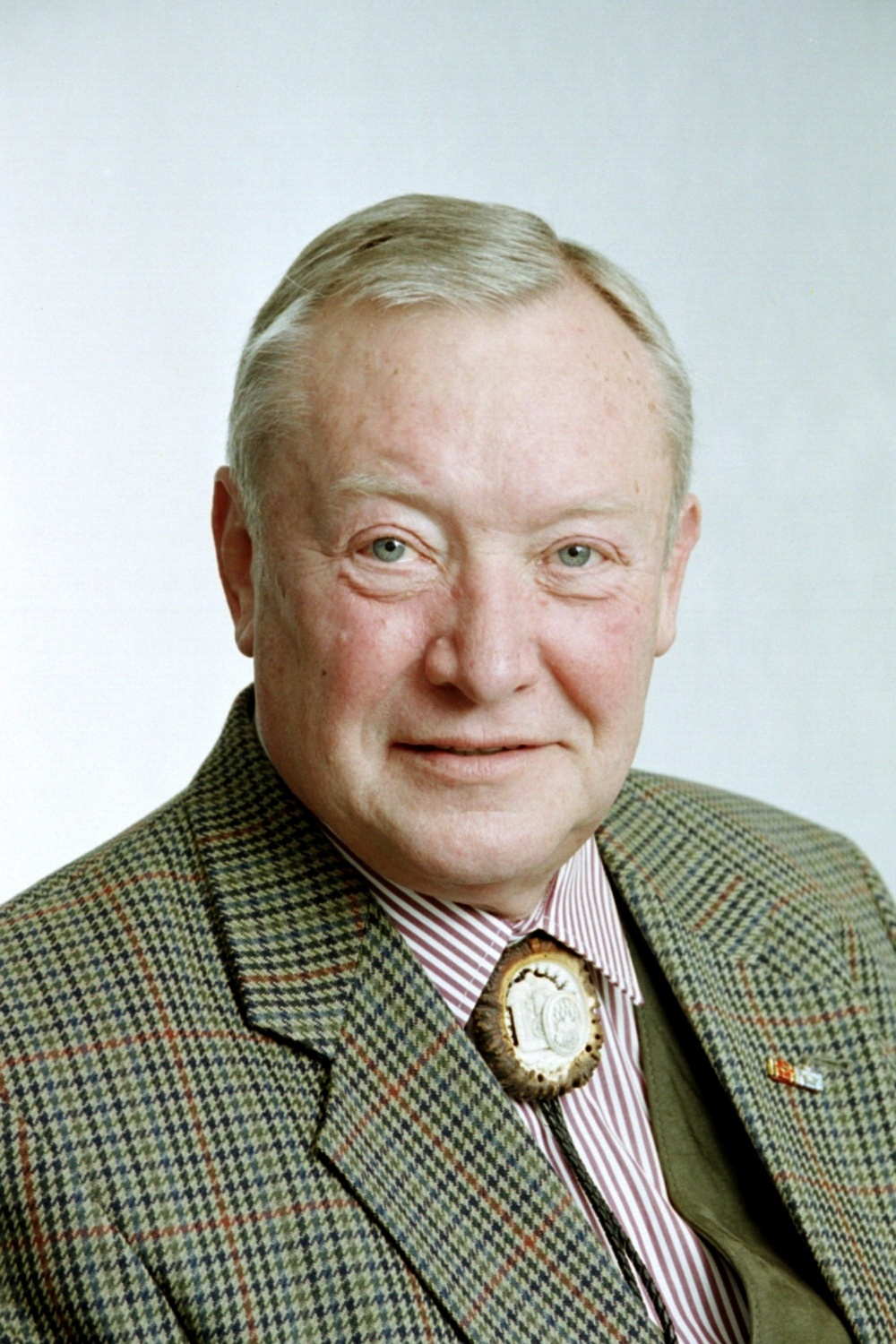
8. September: Josef Ambacher (2007)
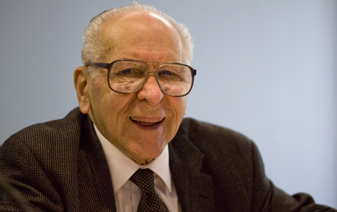
8. September: Thomas Szasz (2010)
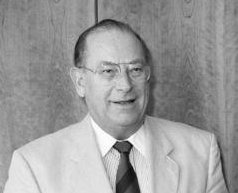
16. September: Friedrich Zimmermann (1990)
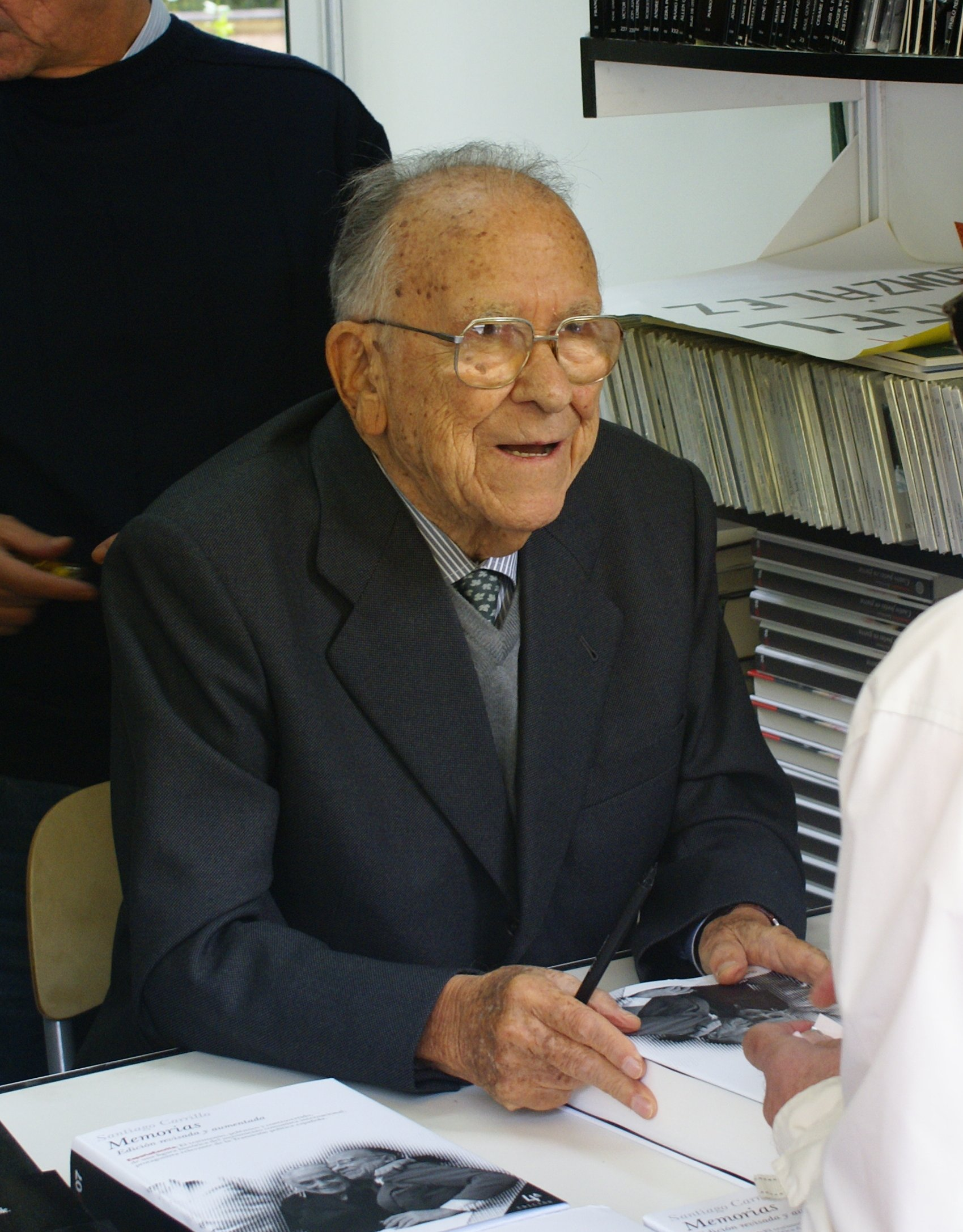
18. September: Santiago Carrillo (2006)
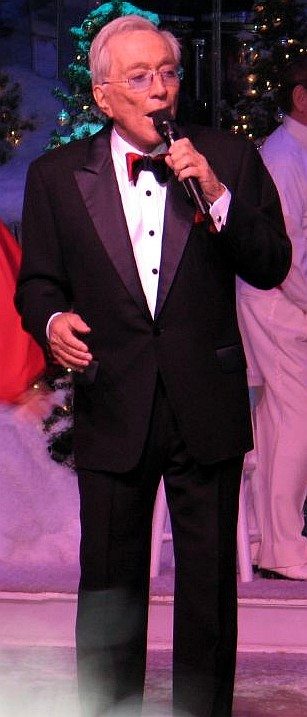
25. September: Andy Williams (2006)
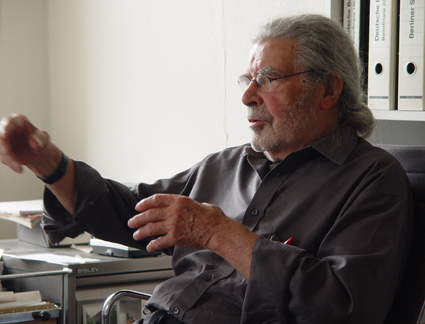
27. September: Hardt-Waltherr Hämer (2006)
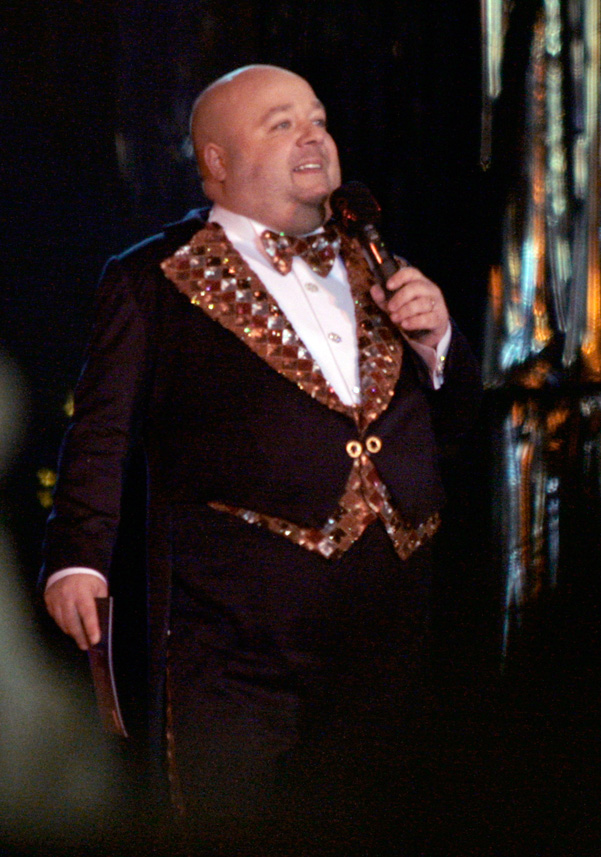
1. Oktober: Dirk Bach (2009)
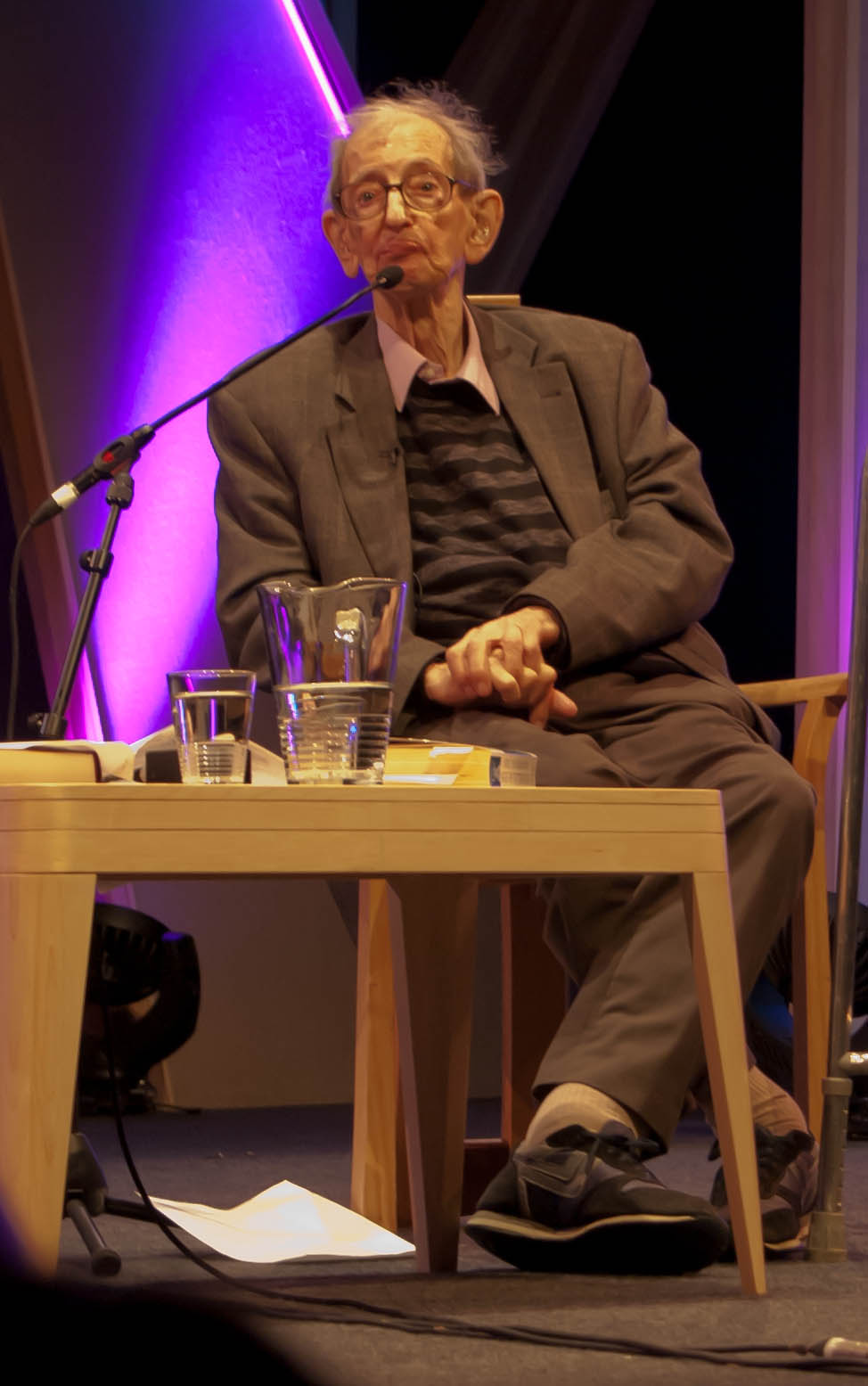
1. Oktober: Eric Hobsbawm (2011)
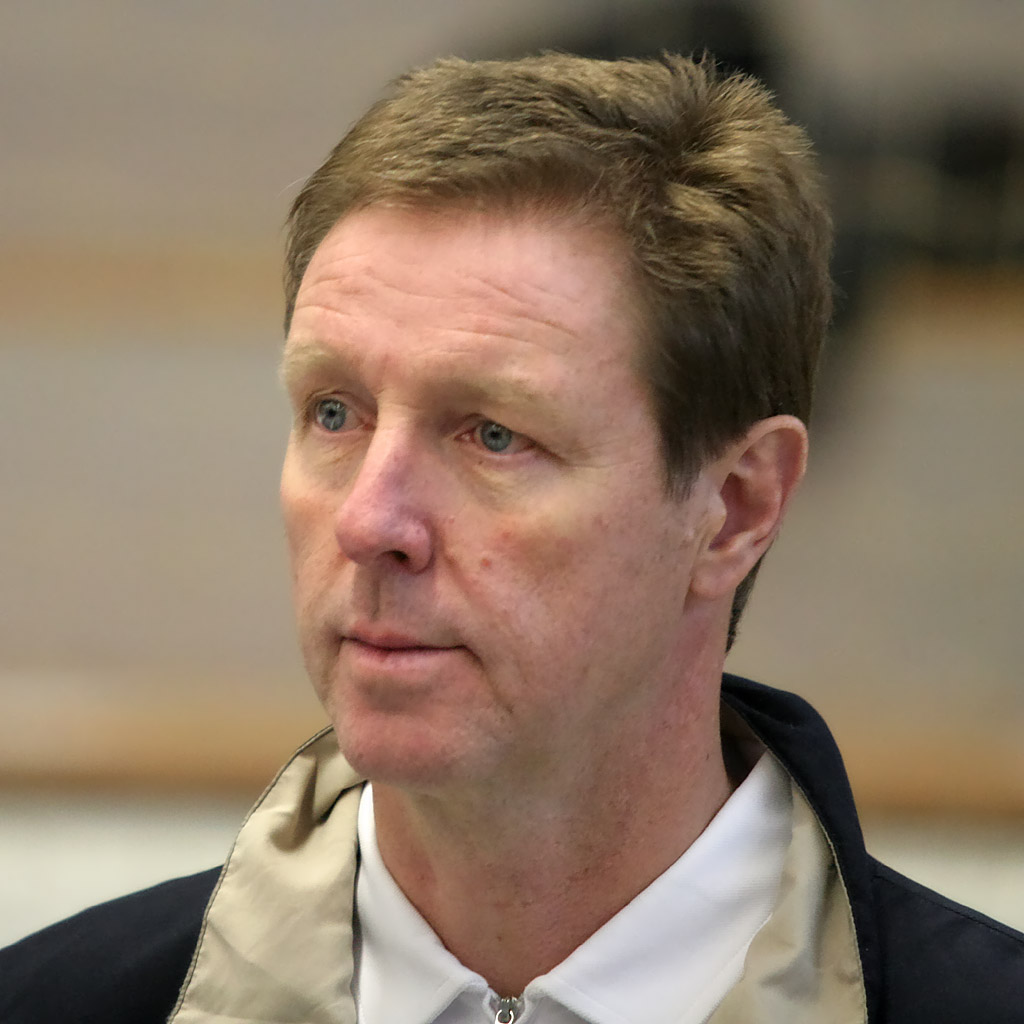
4. Oktober: Erhard Wunderlich (2008)
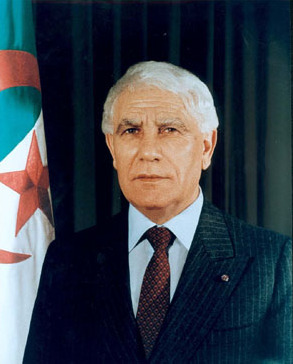
6. Oktober: Chadli Bendjedid (1979)
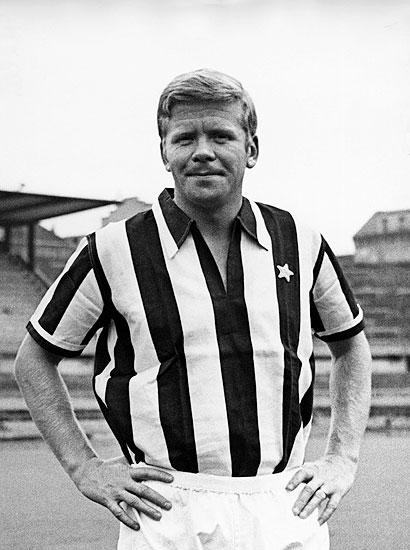
11. Oktober: Helmut Haller (1971)
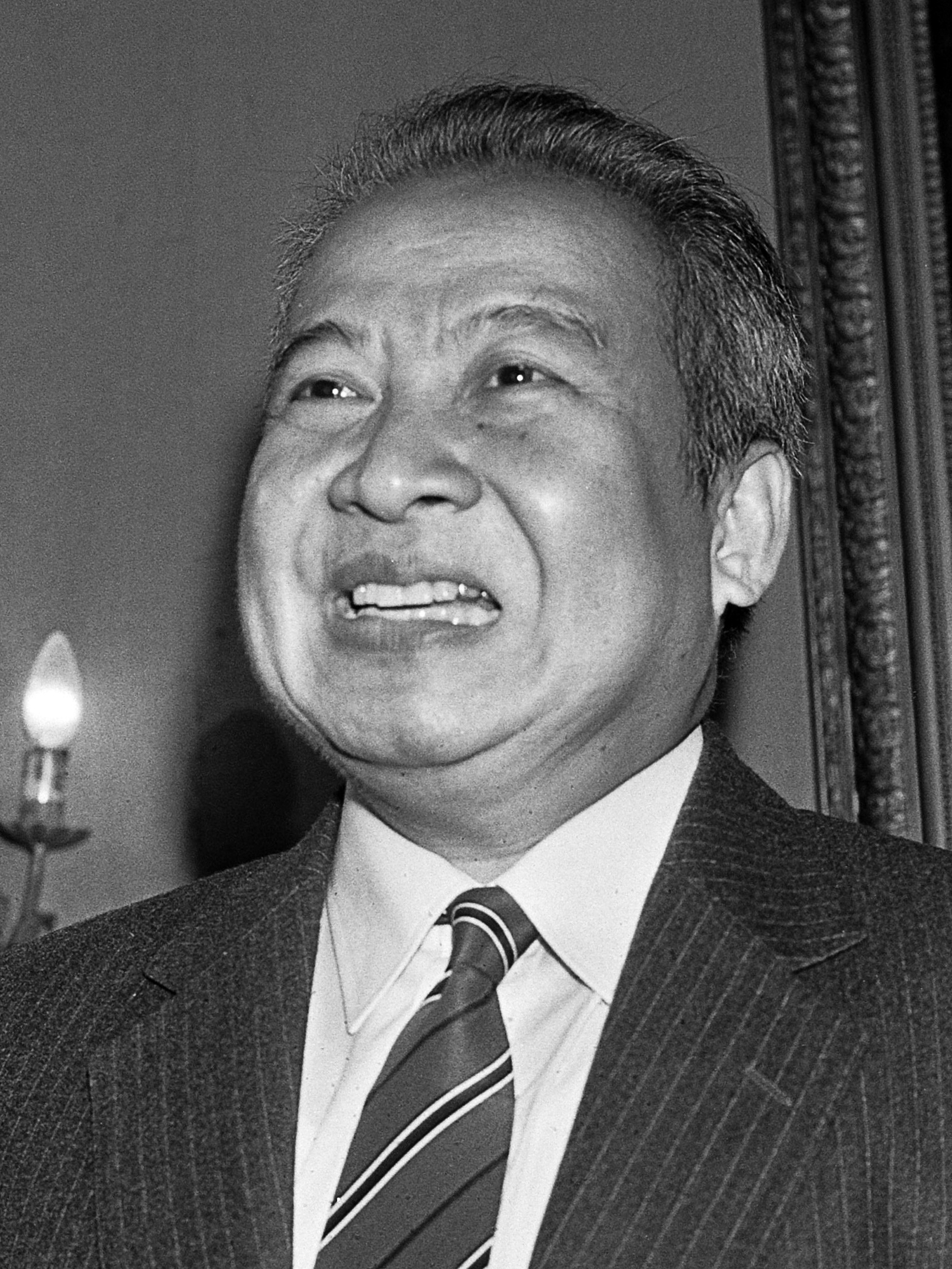
15. Oktober: Norodom Sihanouk (1983)
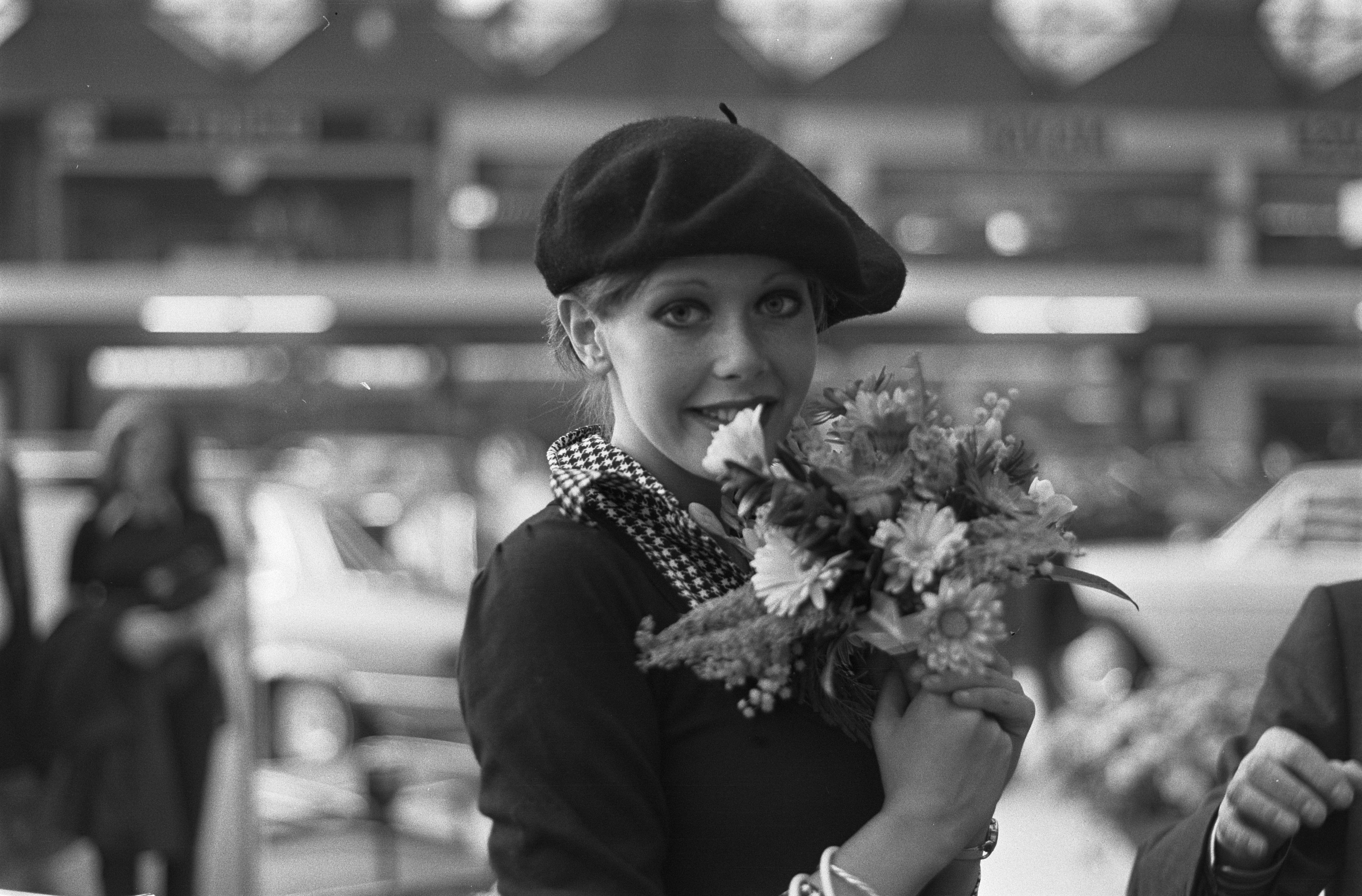
17. Oktober: Sylvia Kristel (1973)
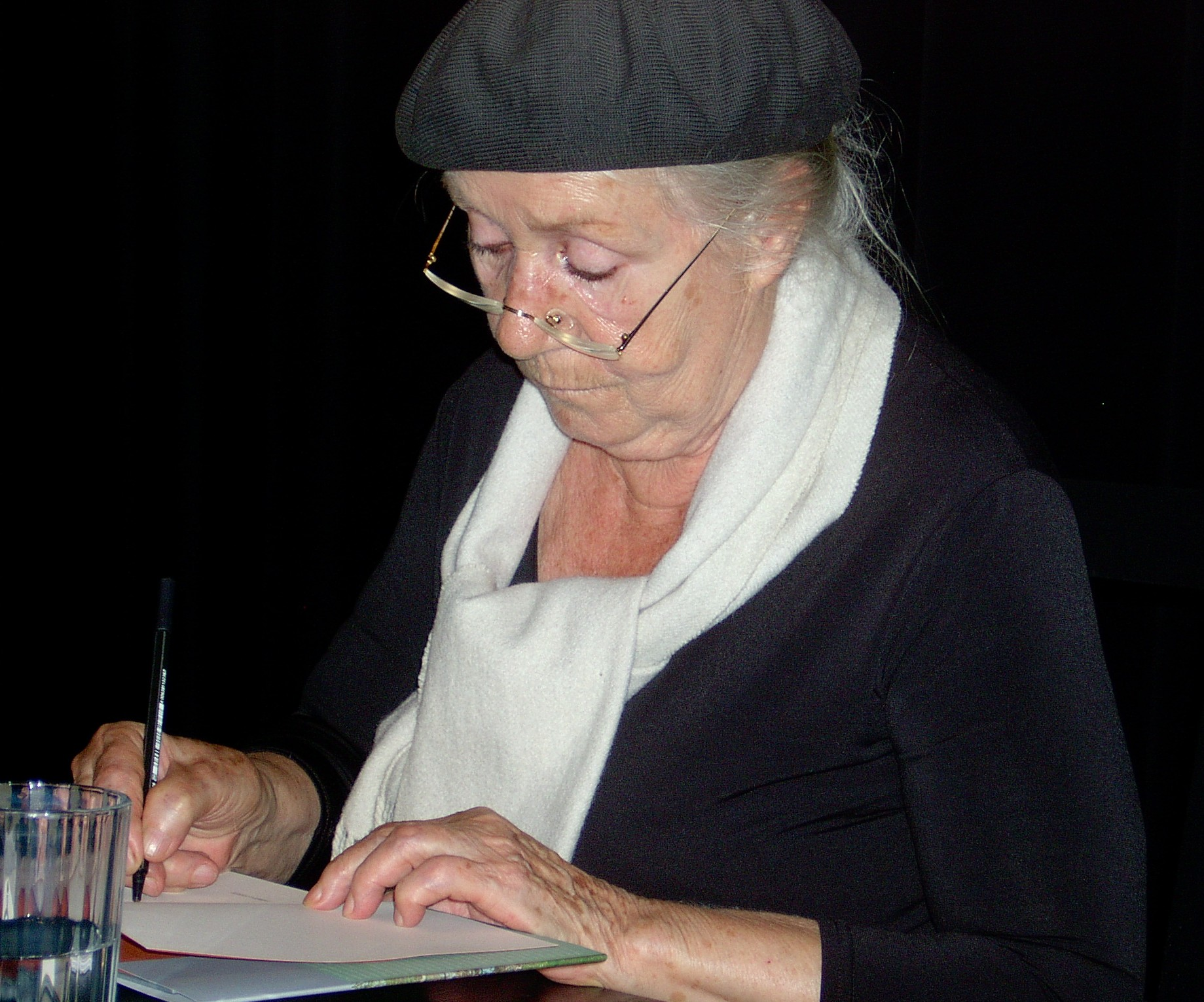
19. Oktober: Käthe Reichel (2006)
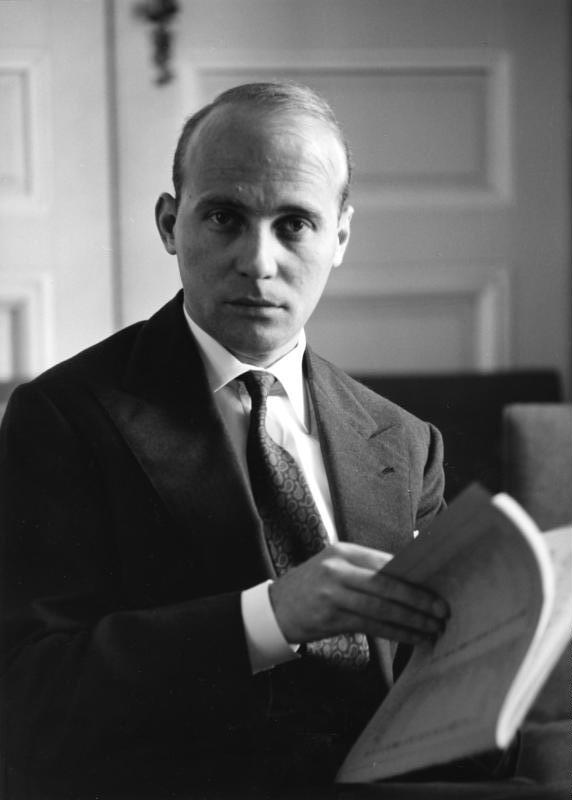
27. Oktober: Hans Werner Henze (1960)
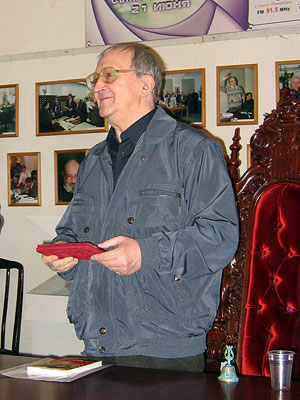
19. November: Boris Strugazki (2006)
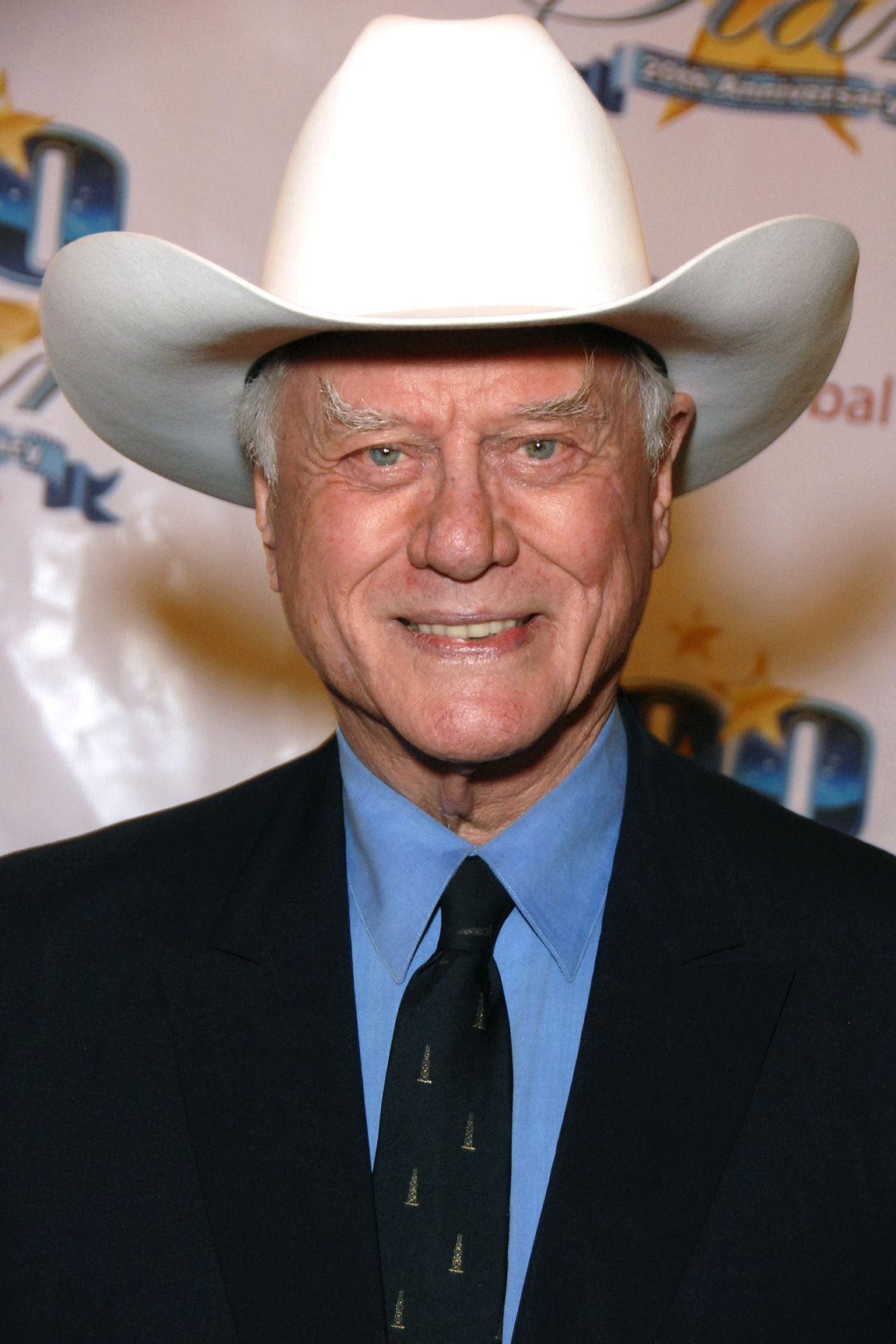
23. November: Larry Hagman (2010)
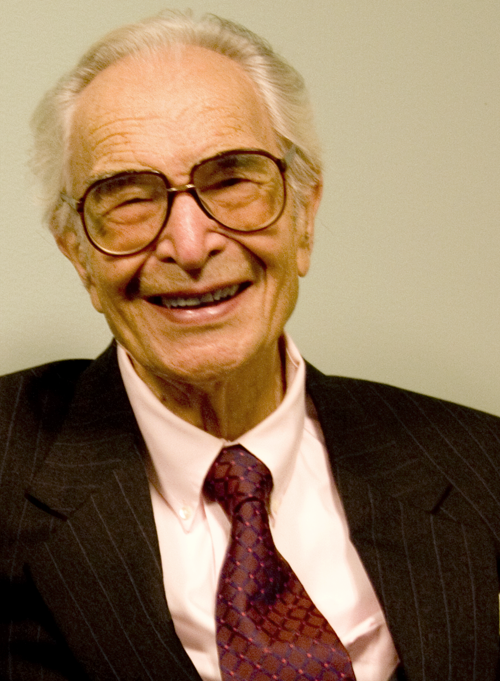
5. Dezember: Dave Brubeck (2008)
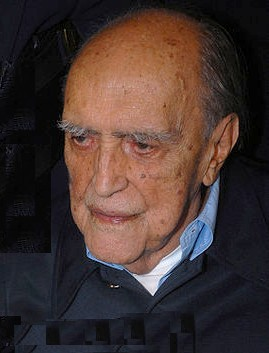
5. Dezember: Oscar Niemeyer (2006)
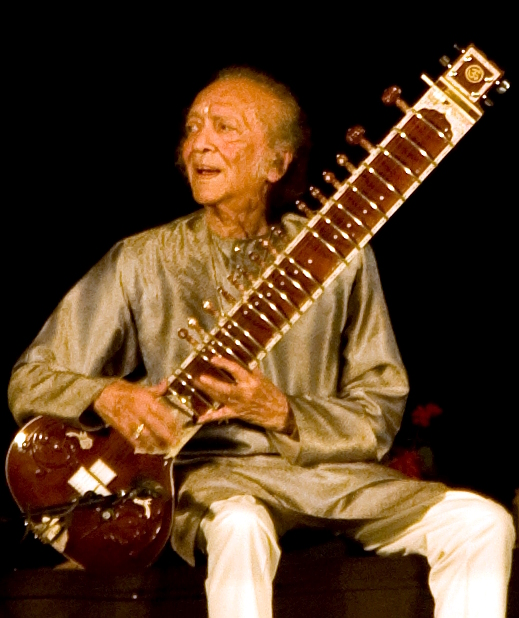
11. Dezember: Ravi Shankar (2009)
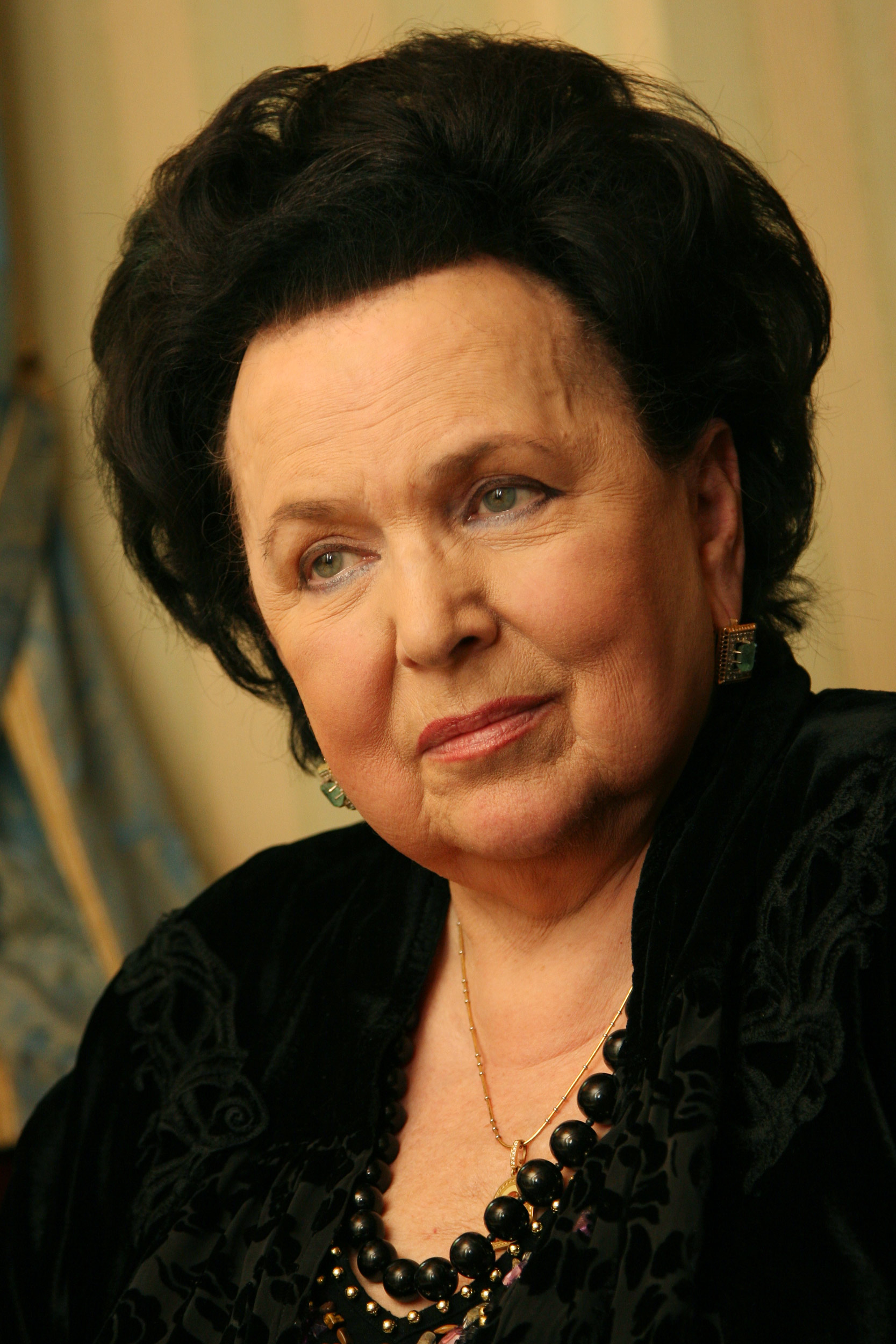
11. Dezember: Galina Pawlowna Wischnewskaja (2008)
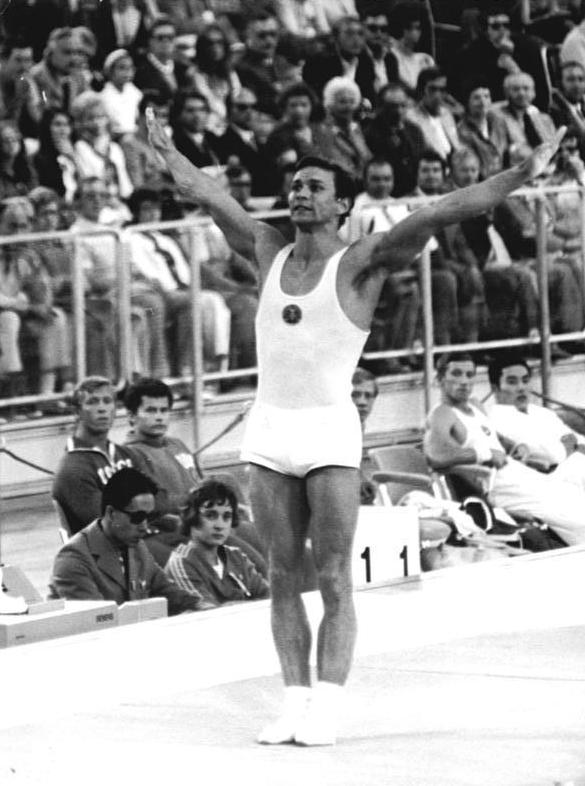
14. Dezember: Klaus Köste (1972)
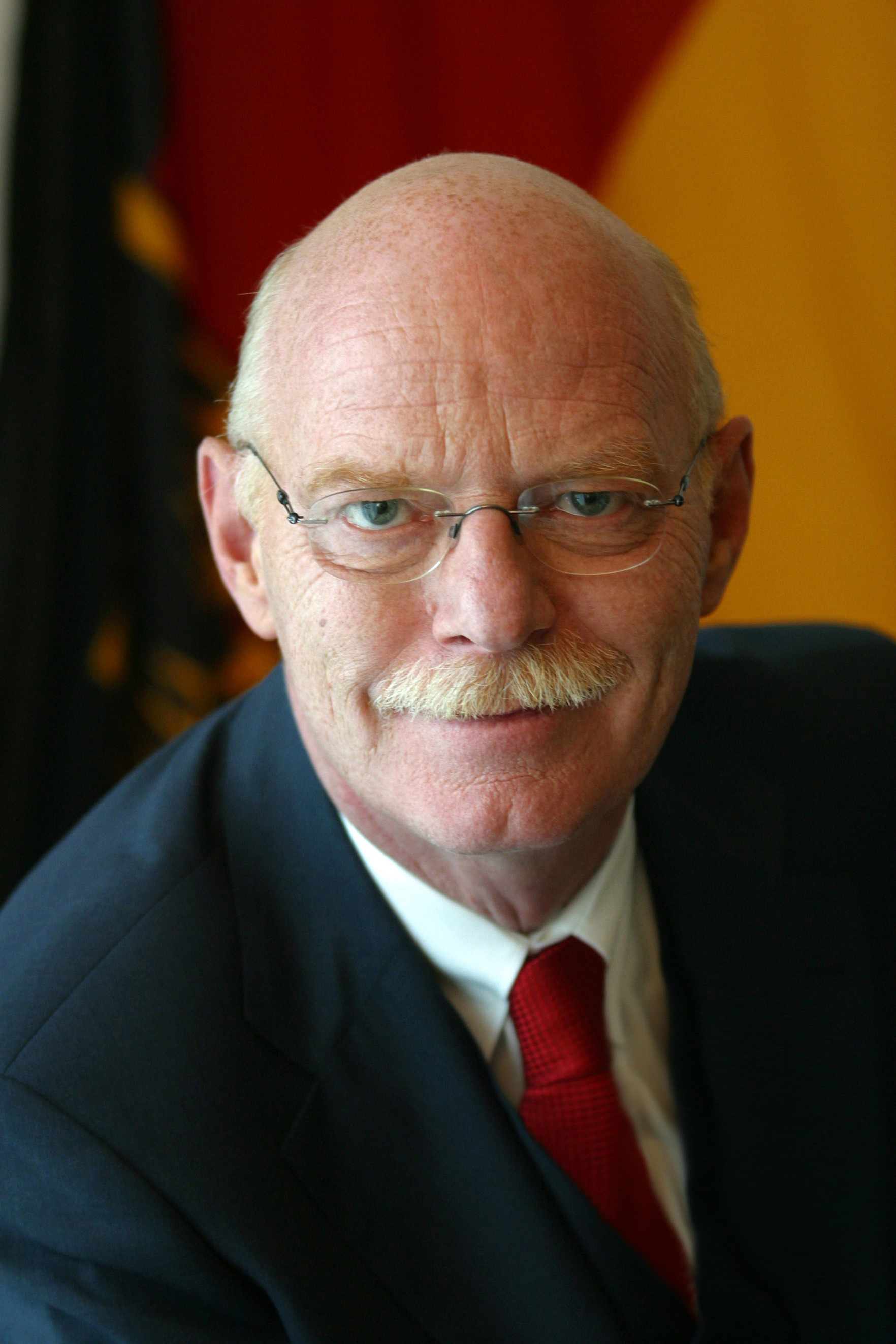
19. Dezember: Peter Struck (2005)
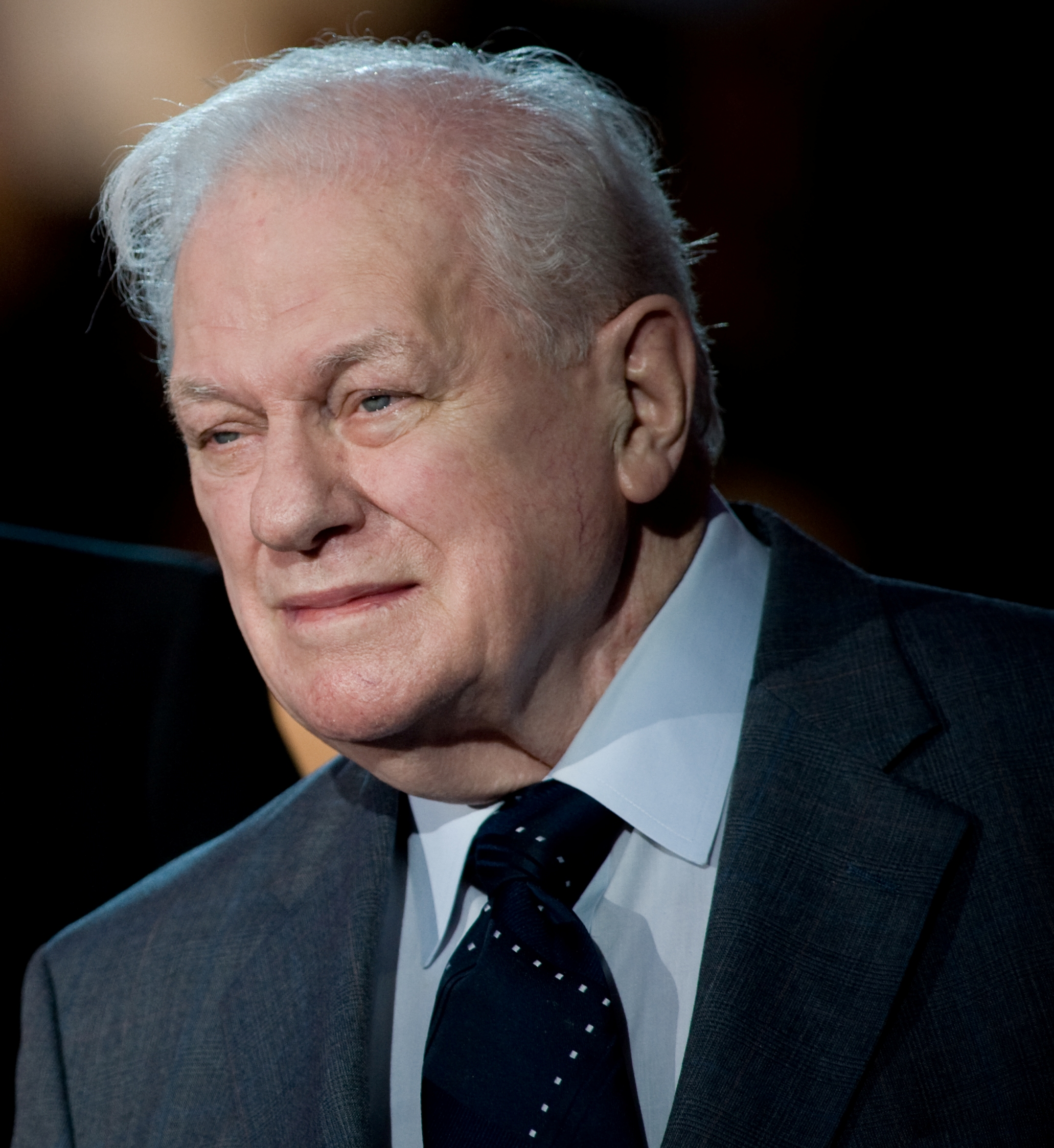
24. Dezember: Charles Durning (2008)
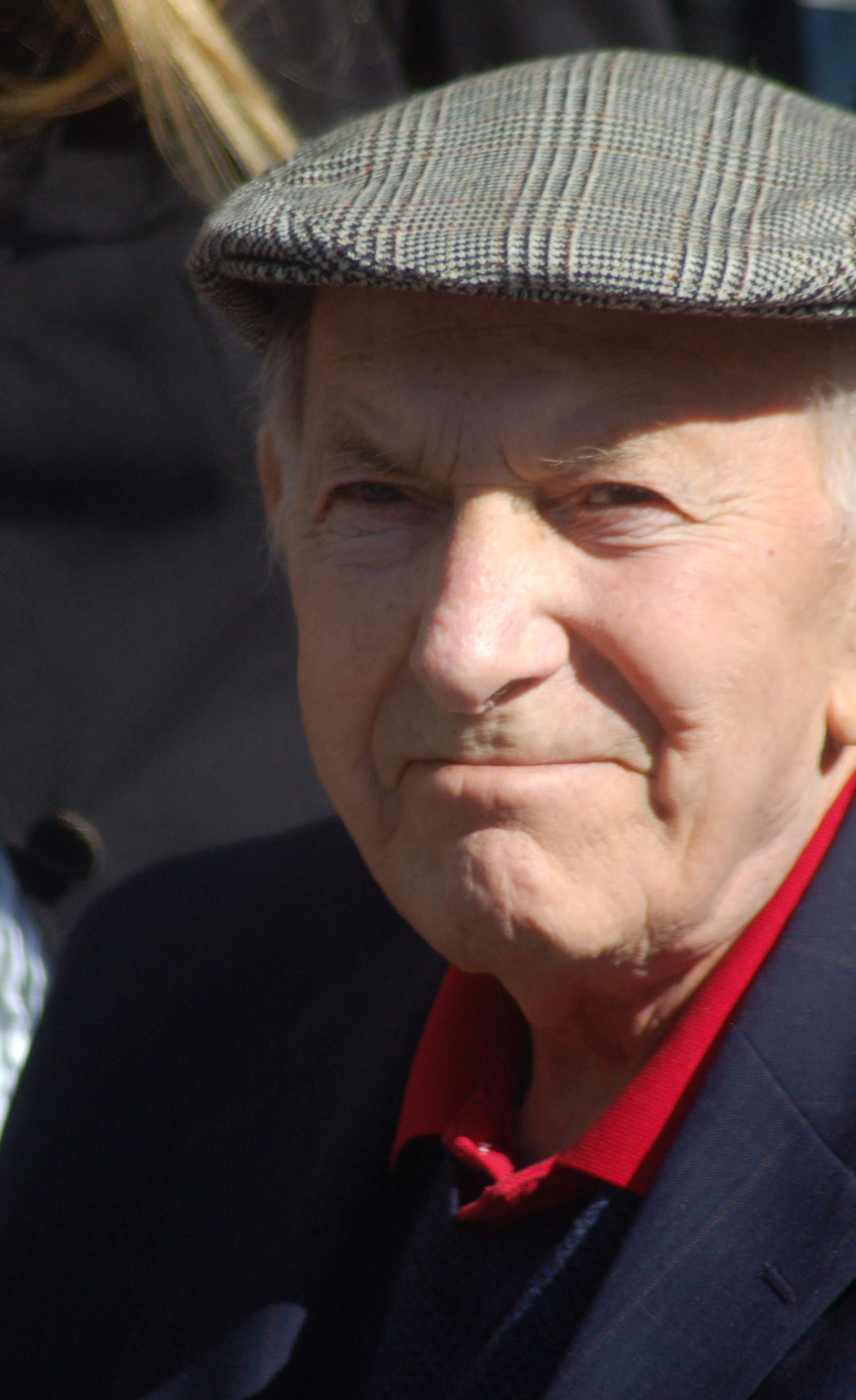
24. Dezember: Jack Klugman (2009)
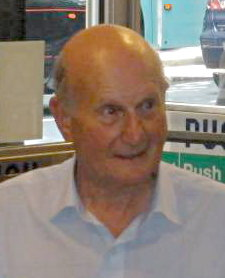
26. Dezember: Gerry Anderson (2009)
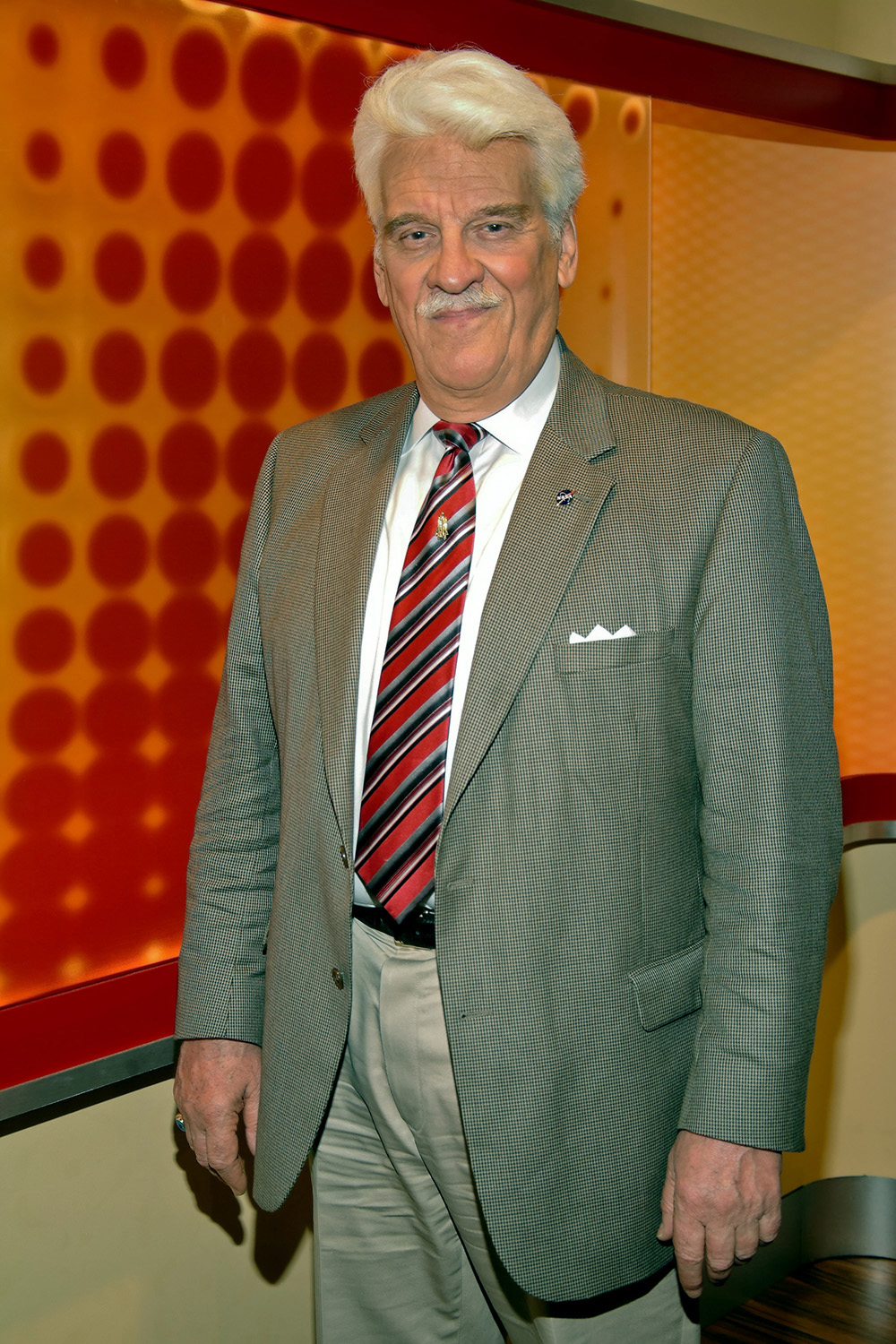
27. Dezember: Jesco von Puttkamer (2009)
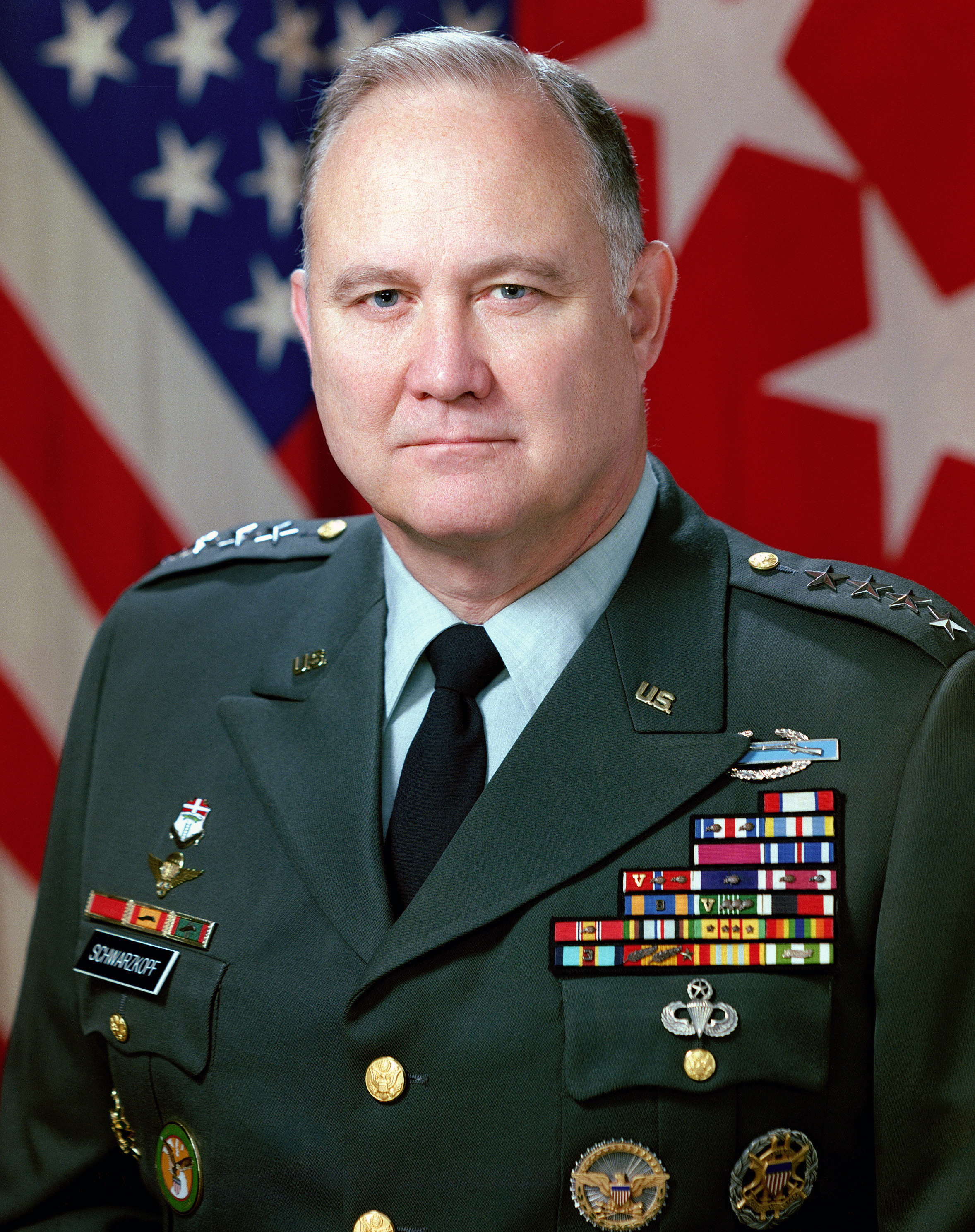
27. Dezember: Norman Schwarzkopf junior (1988)
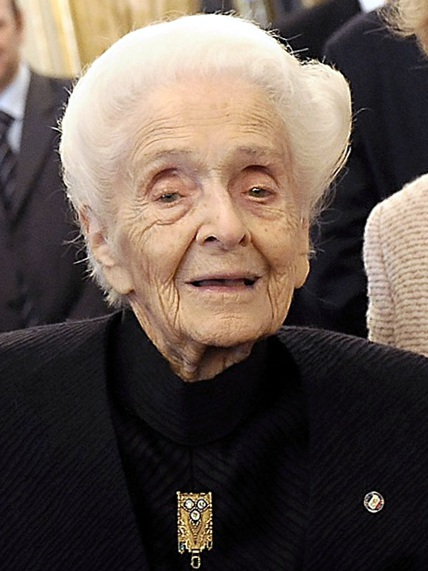
30. Dezember: Rita Levi-Montalcini (2009)
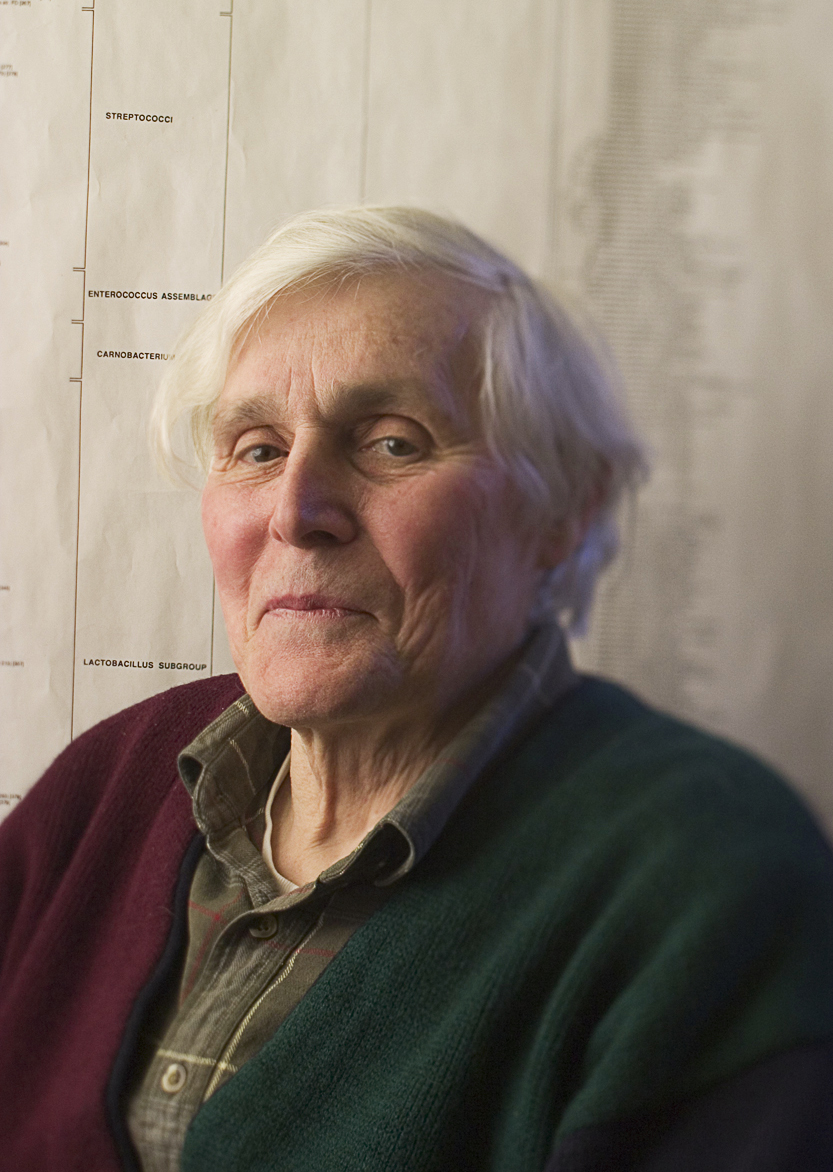
30. Dezember: Carl Woese (2004)
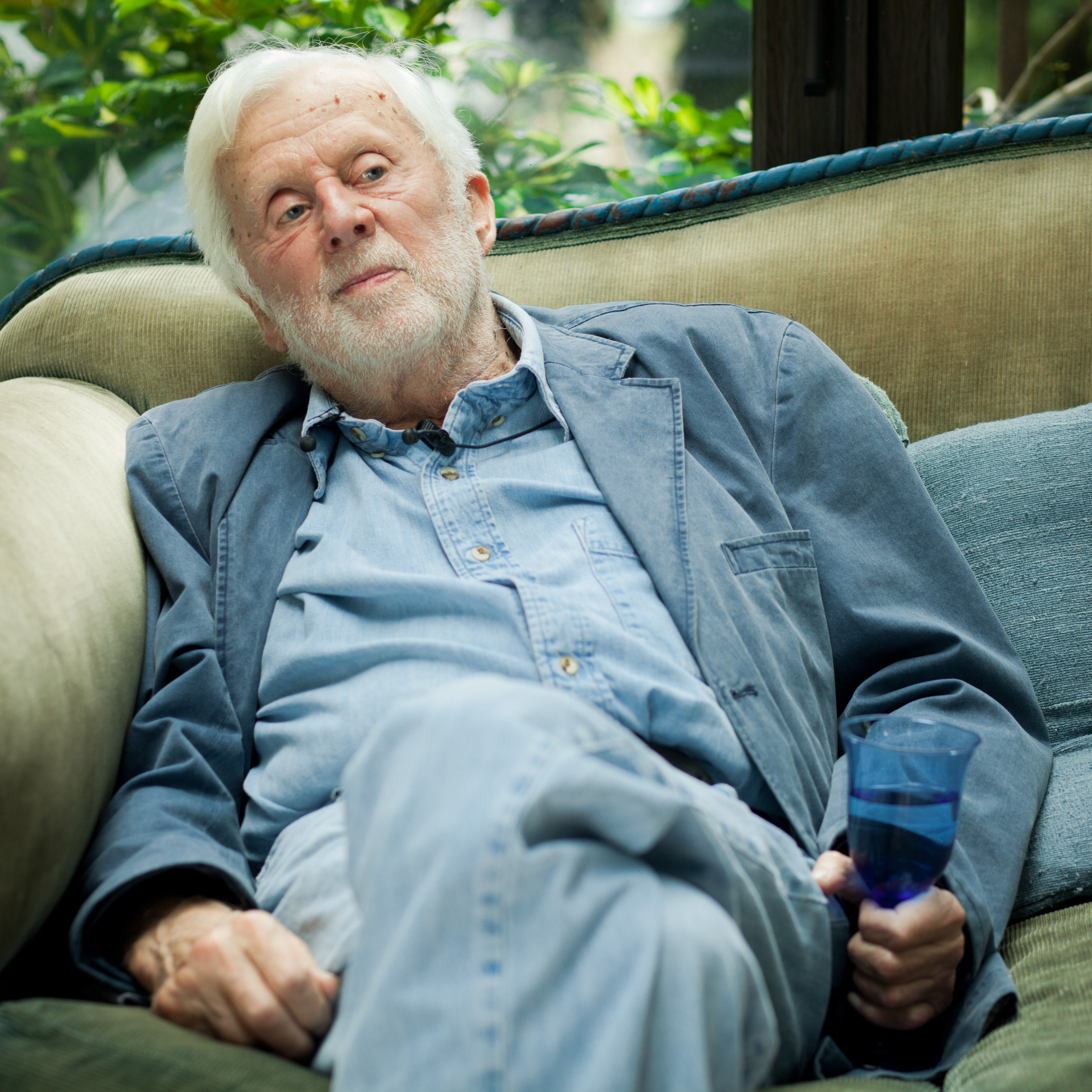
31. Dezember: Günter Rössler (2009)